# Jerez de la Frontera
Jerez de la Frontera es un municipio y ciudad española de la provincia de Cádiz, en la comunidad autónoma de Andalucía. Con una población de 213 688 habitantes (INE 2024), es la 26.ª más grande de España, la 5.ª de Andalucía y la más poblada de la provincia, así como del área metropolitana de la Bahía de Cádiz-Jerez, tercer conglomerado urbano de Andalucía con una población de 639 560 habitantes y una extensión de 2026,3 km².
Está situada al sur de la península ibérica, a 11 km del océano Atlántico y 85 km del estrecho de Gibraltar. En una posición céntrica y bien comunicada, Jerez se ha convertido en el principal nudo de comunicaciones de la provincia de Cádiz y en uno de los centros logísticos y de transportes de Andalucía Occidental. Su tamaño y capacidad de crecimiento le han otorgado mayor dinamismo económico que la capital provincial.
Su término municipal ocupa una extensión de 1188,14 km² que se extienden sobre el valle del Guadalquivir. El término municipal de Jerez ha sido el más extenso de Andalucía hasta la escisión de San José del Valle en 1995. A partir de ese momento es el segundo, justo por detrás de Córdoba, y sexto de España. Además, incluye una amplia extensión del parque natural de Los Alcornocales y la Sierra de Gibalbín, conocido como Montes de Propio de Jerez. Es sede episcopal de la diócesis de Asidonia-Jerez, tomando el río Guadalete como frontera natural.
El 27 de mayo de 2009 el Parlamento de Andalucía aprobó por unanimidad la declaración del municipio bajo régimen de organización de la Ley 8/08, de Ciudades de gran población, conocida como ley de grandes ciudades andaluzas. Gran parte del centro histórico de la ciudad es bien de interés cultural con la categoría de Conjunto Histórico Artístico.

## Toponimia
El nombre latino clásico de Asta Regia, sin ninguna conexión con el nombre actual, se aplica a una antigua ciudad que se encuentra hoy en Mesas de Asta, a unos 11 km del centro de Jerez.
A partir del relativo parecido del nombre, el topónimo «Jerez» se ha querido derivar de Xera, una ciudad supuestamente fenicia situada cerca del estrecho de Gibraltar. Posteriormente, los romanos la habrían llamado Ceret, y los visigodos Seritium o Xeritium. Pero las ciudades antiguas más próximas a Jerez fueron la ciudad púnica situada en Doña Blanca y la ciudad turdetana de Asta Regia. El nombre de Seritium o Xeritium es solo la latinización del nombre castellano de Xerez en época moderna. La supuesta ciudad de Ceret responde a la existencia de una moneda turdetana con la leyenda CERIT o CERTI, y de algunas referencias históricas a los Ceretani, que eran en realidad los habitantes de la ciudad etrusca Caere, hoy Cerveteri. Es posible que el nombre de Jerez documentado por primera vez en textos árabes, Šeriš, proceda del nombre de un vicus o aldea de carácter industrial donde se elaboraban vinos en tinajas o serias, que habría sido pronunciado serés en época tardía.
Con la invasión musulmana, el asentamiento comenzó a consolidarse como ciudad y su denominación evolucionaría a la forma árabe شريش Sherish. Cuando el Reino de Castilla tomó Jerez el 9 de octubre de 1264 a los musulmanes, en el periodo conocido como la Reconquista, la ciudad pasa a denominarse Xerez en castellano medieval, representando el fonema /ʃ/ (similar a la sh inglesa) con el grafema «X», como era regla en la época. A Xerez se le añadiría al poco tiempo de la Frontera, al encontrarse en la frontera con el Reino de Granada, y ser escenario habitual de escaramuzas y enfrentamientos entre ambos reinos. Más de dos siglos más tarde, tras la conquista de Granada en 1492, Xerez pierde su condición de ciudad fronteriza definitivamente, pero no pierde tal denominación. En el siglo XVI, el fonema /ʃ/ notado «X» (Xerez) evoluciona hasta el fonema actual /x/ (jota), y en el siglo XVIII la reforma ortográfica de la Real Academia sustituye la «X» por el grafema «J» (Jerez).
La forma antigua Xerez quedó así en el nombre que se daba a la ciudad en varios idiomas extranjeros hasta un pasado muy reciente, y hoy sigue influyendo en el nombre que se da al vino de jerez: en portugués y en gallego xerez [ʃəˈɾɛʃ], en catalán xerès [ʃəˈɾɛs], en inglés sherry [ˈʃeɹɪ], en francés xérès [gzeʀɛs], en italiano xeres [ˈksɛɾes], etc.

## Historia

### Protohistoria y Edad Antigua

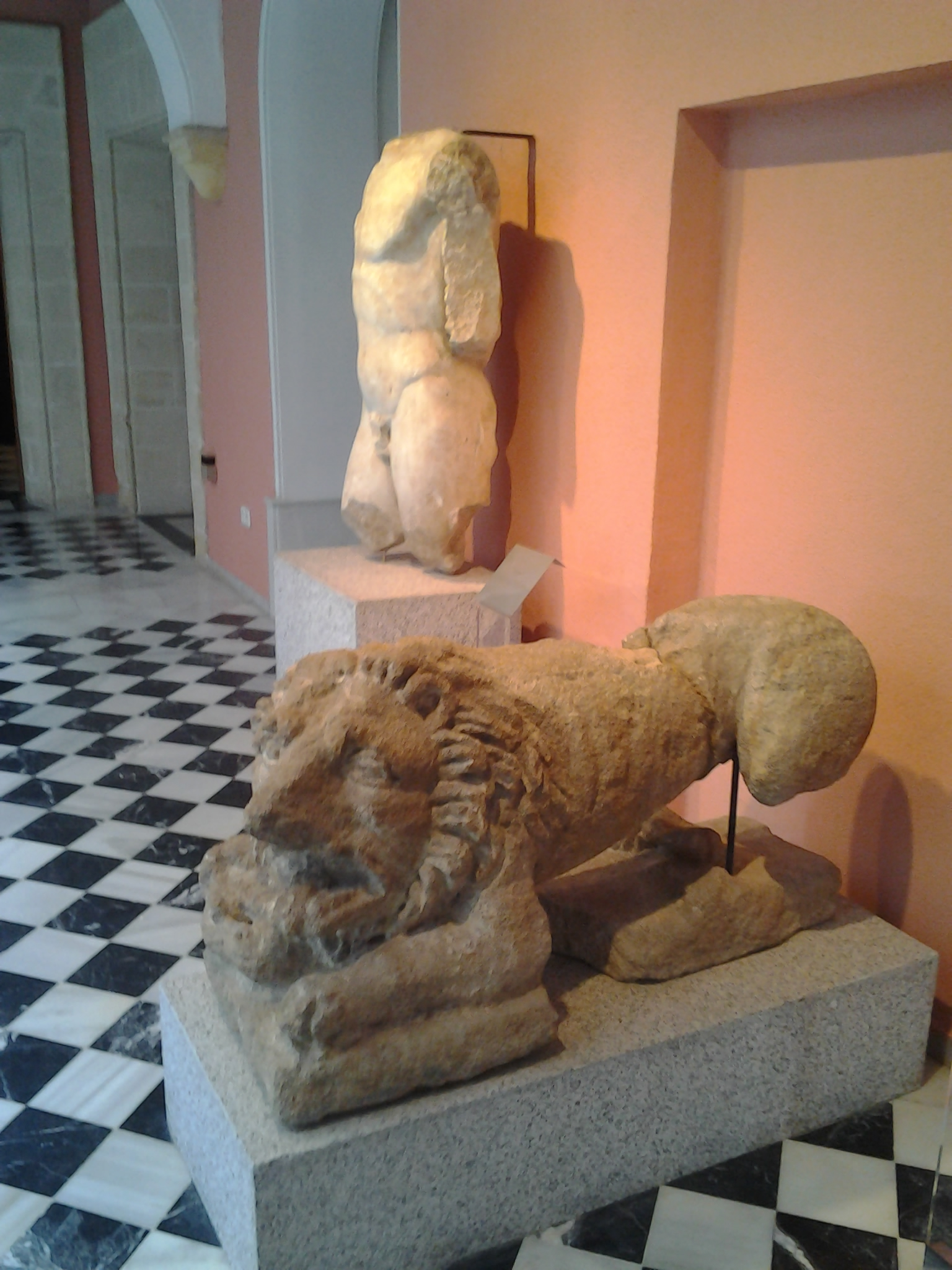
Estatua romana de un torso masculino e iberorromana de un león procedente de Asta Regia

Hay atestiguada presencia humana en la zona desde el Calcolítico o Neolítico superior atraídos por la riqueza natural del entonces existente Lacus Ligustinus. No está muy clara la identidad de esos indígenas con los que se encontraron los fenicios, pero se atribuye a Tartessos el primer gran asentamiento protohistórico de la zona alrededor del iii milenio a. C.
En recientes excavaciones llevadas a cabo en el mes de julio de 2009 en el alcázar de Jerez han aparecido fondos de cabañas así como la huella de la presencia de antiguos silos que parece que correspondían a asentamientos de época prehistórica, concretamente del periodo Calcolítico de hace 5000 años.
Desde entonces han pasado siete culturas por el término municipal, tartesia, fenicia, romana, visigoda cristiana, musulmana, judía y cristiana.
Su territorio fue explotado por los fenicios y luego fue intensamente romanizado, de lo que dan fe numerosos restos arqueológicos, sobre todo de la ciudad de Asta Regia, cuyos restos arqueológicos se encuentran en la barriada rural de Mesas de Asta. Pero aunque a este territorio se le dado el nombre de Ager Ceretanus mencionado por Columela, este nombre corresponde realmente a la ciudad etrusca de Caere.

#### Época tartésica-turdetana

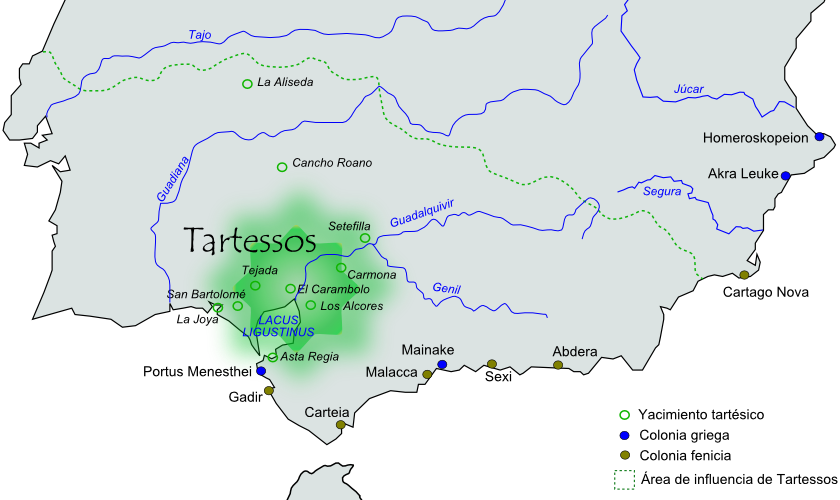
Asta Regia y otras ciudades en el Reino de Tartessos

Aunque algunas teorías con base científica aún no demostrada apuntan hacia una población en Gibalbín, parece que los orígenes de la ciudad de Jerez se remontan a la ciudad de Asta Regia, fundada por los Tartessos. Asta Regia (del latín regĭus: real) fue una antigua ciudad situada en la barriada rural de Mesas de Asta, a 8 km del centro de Jerez. Sus orígenes se remontan al Bronce Final, en torno a 1200 a. C., como asentamiento fundado por la antigua civilización tartésica, llegando a la hipótesis de que podría llegar a ser la antigua capital del reino de Tartessos. Otros estudios sugieren la posibilidad de que podría haber sido una ciudad de la antigua civilización de la Atlántida.
Asta Regia, con una extensión de 40 hectáreas, se situaba junto al Lacus Ligustinus y era una ciudad costera que disponía de puerto propio. La ciudad era un centro cultural y administrativo importante y actuaba como punto de control de los cargamentos de metales que, desde las minas de Cástulo y las riberas onubenses del Lago Ligustino, llegaban hasta Gadir, desde donde se enviarían al Mediterráneo oriental.
La ciudad se integró en el círculo de Gadir mediante una alianza comercial. Era un emporio abierto al tráfico de mercancías de procedencia púnica y griega, y en el que se establecían acuerdos comerciales. Es en esta época cuando el nombre de la ciudad cambia a Hasta Regia, por los vínculos comerciales que tenía la ciudad. La ciudad ya extendía su influencia a gran parte de la Turdetania occidental. La ciudad se embelleció y se consolidó su recinto amurallado. Hasta Regia administraba los territorios del interior de la provincia de Cádiz, mientras que las factorías libiofénices de la costa (desde Carteia o Baelo) estarían en la órbita de Gadir.
Tras la caída de Tartessos en el año en el 500 a. C., la notoriedad del asentamiento dependería de las relaciones con la ciudad de Gadir. Cartagineses y griegos introducirían entonces un nuevo tipo de relaciones de intercambio, priorizando las materias primas a la manufactoría, lo que originaría la aparición de una nueva clase mercantil, en detrimento de la vieja aristocracia tartésica y que desarrolló Gadir hasta convertirse en polis.

#### Época romana
Hasta el estallido de la segunda guerra púnica (218 a. C.-201 a. C.), las ciudades turdetanas, que estaban bajo la tutela de Cartago desde la invasión cartaginesa a partir del 241 a. C. tras la derrota en la primera guerra púnica, no mantenían relación comercial alguna con Roma, pero esta nueva contienda dejó abierta la posibilidad de nuevos acuerdos comerciales. En el año 206 a. C., Gadir abrió sus puertas a Roma, y posteriormente Asta, que como el resto de ciudades turdetanas opusieron resistencia, caería ante la conquista romana. Desde entonces la polis de Gadir tendría un trato preferente en la región como premio por su lealtad, aunque en época romana la ciudad de Asta tuvo mayor importancia que otras ciudades como Baelo Claudia o Itálica, de ahí su apelativo de Regia.
En el 197 a. C., cuando Roma crea la provincia de Hispania Ulterior, cambió sustancialmente la organización territorial de la Turdetania: modificó las fronteras y llevó a cabo una nueva reorganización administrativa que supuso la progresiva incorporación del territorio de Asta Regia al Conventus Gaditanus, que incluía también las antiguas ciudades púnicas del sur de la provincia de Cádiz y las libiofénices del Mediterráneo. Asta Regia quedaría finalmente integrada a Gades. La ciudad se convirtió en una colonia desde la cual se impulsó el desarrollo de la romanización de la comarca de Jerez.
Es en la época romana cuando la región cobra importancia. Su territorio era una importante zona agrícola en la época romana, dentro del actual término de Jerez de la Frontera. A este territorio se le ha dado hoy el nombre de Ager Ceretanus mencionado por Columela, atribuyéndolo a Jerez con el apoyo de una moneda turdetana con la leyenda CERIT o CERTI y una imagen de la diosa Ceres, la diosa romana de la agricultura, las cosechas y la fecundidad. También actualmente podemos observar una estatua a Ceres en la Alameda Vieja y un barrio jerezano lleva el nombre de Ceret Alto.
Muchos historiadores apoyan la teoría que el núcleo urbano romano Ceret, junto con el asentamiento de Asta Regia, es el antepasado romano de la ciudad de Jerez de la Frontera. Además de por la traslación fonética Ceret–Seritium–Sherish–Jerez, la identificación descansa también sobre la base de seguros testimonios numismáticos, otros posibles epigráficos y firmes documentos literarios. Otra teoría sostiene que el nombre de Jerez, documentado por primera vez en textos árabes como Šeriš, puede proceder del nombre de un vicus o aldea de carácter industrial donde se elaboraban vinos en tinajas o serias, pronunciado serés en Época Tardía.

### Edad Media

#### Jerez y los visigodos

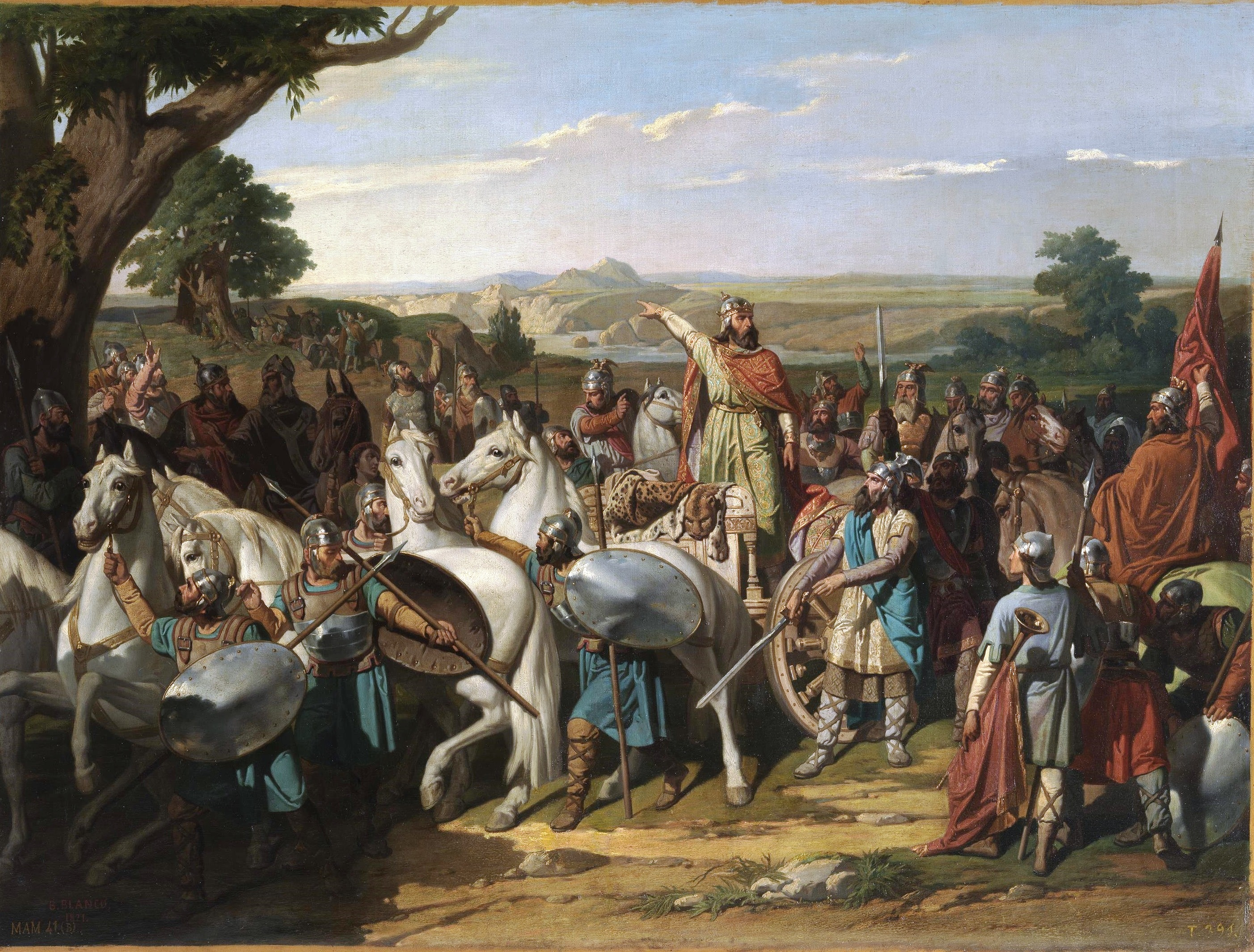
El rey Don Rodrigo arengando a sus tropas en la batalla de Guadalete (Museo del Prado)

Con la caída del Imperio romano, toda Hispania fue invadida por pueblos bárbaros de origen germánico, quedando Hispania bajo dominio visigodo desde el año 507. Durante un breve periodo de tiempo, áreas del sur de la península ibérica entraron en la órbita del Imperio bizantino formando parte de la provincia de Spania, por un corto periodo de tiempo, pues el Reino Visigodo de Toledo con las campañas militares de Leovigildo y Suintila, recuperaron el litoral mediterráneo unificando así toda la península bajo un mismo reino.
En plena guerra civil entre Rodrigo y Agila II (sucesor de Witiza), comenzaría la invasión musulmana de la península ibérica. El general Tarik, con ayuda de los partidarios visigodos de Agila II, quien recibió a los bereberes, entabló batalla contra Rodrigo en las inmediaciones del río Guadalete, cerca de Jerez, entre el 19 y el 26 de julio de 711, conocida como la batalla del Guadalete. La derrota del rey visigodo supuso el comienzo de la invasión musulmana de la península ibérica.

#### Época andalusí

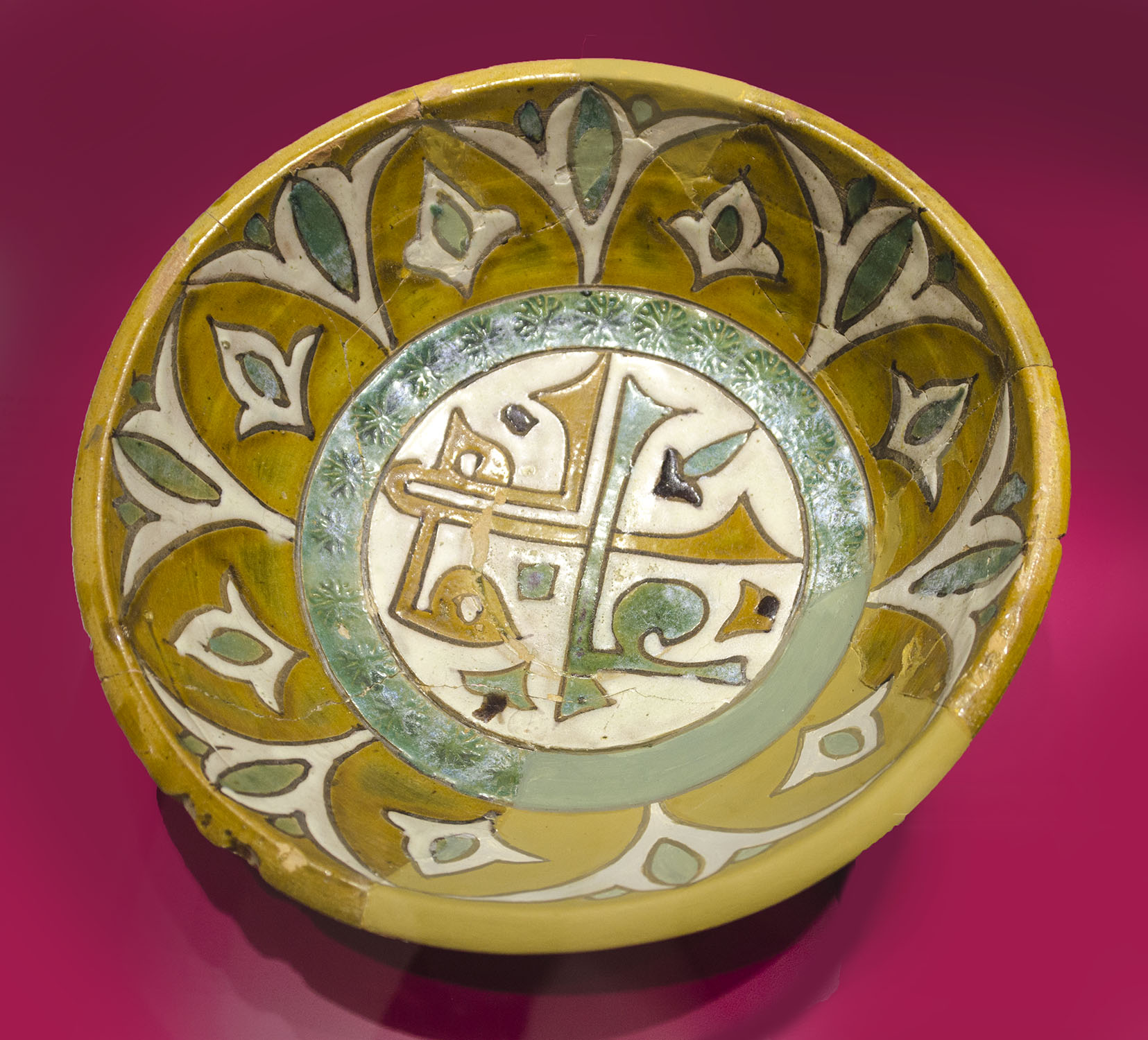
Ataifor andalusí datado en la segunda mitad del. El epigrama significa «salud». Se decoró con la técnica de cuerda seca

Durante la época andalusí (711-1264), la ciudad de Jerez de la Frontera fue conocida como Sherish, y fue una urbe de gran importancia dentro de la cora de Sidueña. Durante los siglos XII y XIII Jerez vivió una etapa de gran desarrollo: se construyó su sistema defensivo y se configuró el trazado urbanístico del actual casco antiguo (incluyendo la judería de la ciudad).
En el año 1231 se produjo la contienda conocida como la batalla de Jerez, en la que el rey Fernando III de Castilla mandó a su hijo el infante Alfonso X de Castilla junto a Álvaro Pérez de Castro y Gil Manrique. Desde Salamanca y pasando por Toledo, se dirigieron hacia Córdoba, donde una vez tomada y devastada la región se dirigieron hacia Jerez. La batalla, que se produjo en las inmediaciones del río Guadalete, se saldó con una victoria castellano-leonesa. Las tropas musulmanas huyeron hacia la ciudad de Jerez, de donde 33 años más tarde serían expulsados definitivamente.

#### Conquista y época castellana

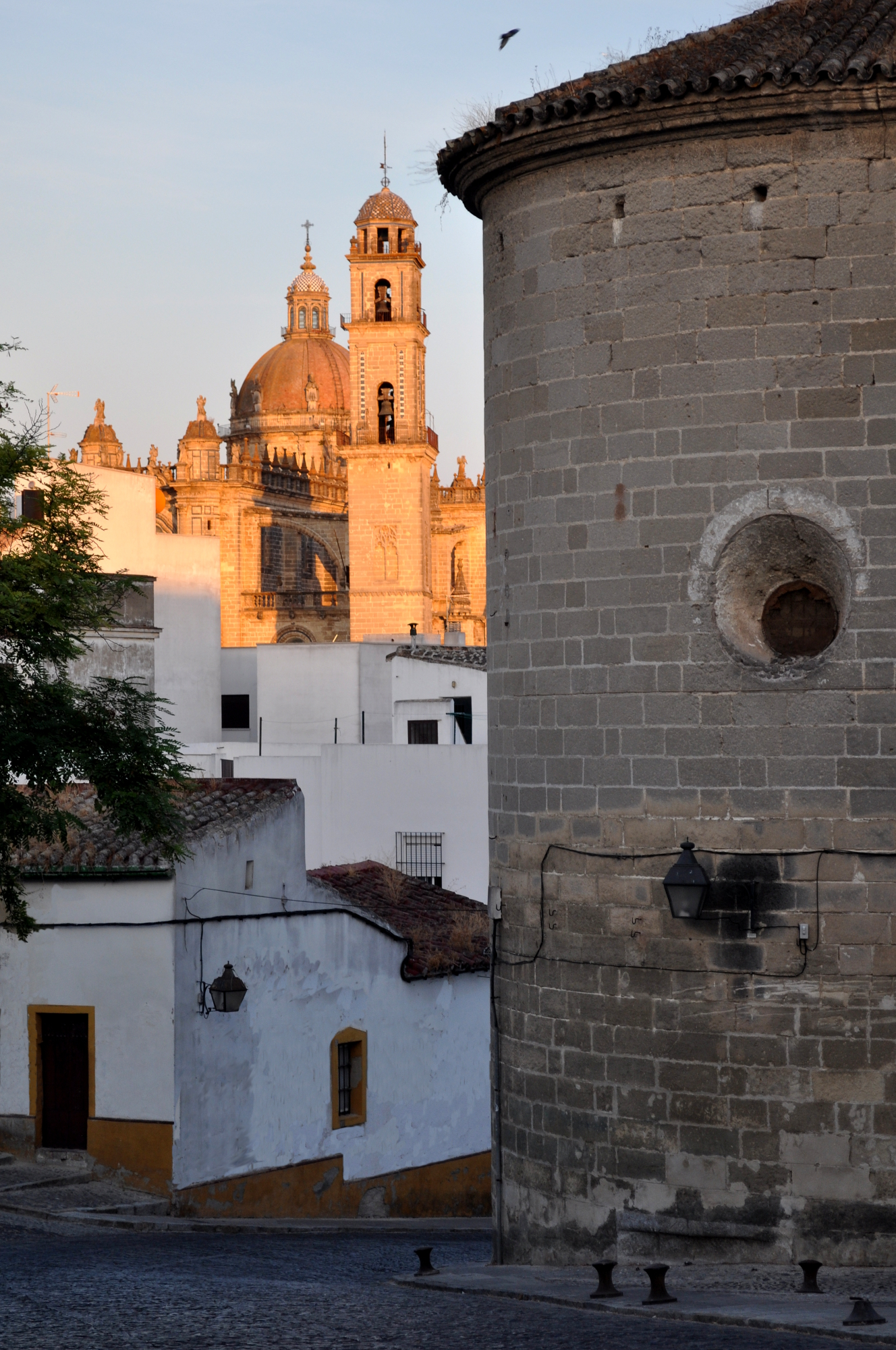
Vista de la catedral en la antigua collación de El Salvador

Con la conquista de Sevilla en 1248 por Fernando III el Santo, el área de Sherish quedó sometida bajo una especie de protectorado castellano, entre la zona conquistada y la Frontera de Granada. En 1264, tras la revuelta de los mudéjares, una campaña militar de Alfonso X el Sabio incorporó definitivamente la ciudad y su reino a la Corona de Castilla, concretamente al Reino de Sevilla. Según el libro de repartimiento de la ciudad, redactado tras la conquista, existían en ella veintiún cascos de bodega y siete mezquitas. Sin embargo, algunas investigaciones recientes sitúan la reconquista en el año 1266 por un fuero del rey.
En aquella época se estableció el actual escudo de la ciudad y en la actual calle Chancillería se encontró hasta la conquista de Granada el Alto tribunal de Apelación de Castilla.
Diego Fernández de Herrera, ilustre caballero jerezano, defendió Jerez de la Frontera de las últimas invasiones árabes. Luchó en 1339 bajo el reinado de Alfonso XI contra los continuos asaltos de Abú-Malik. Años antes ya se produjo la batalla de los Cueros.
Con la presencia cristiana, el topónimo árabe se castellanizó, pasando a ser Xeres o Xerez. Con el tiempo se añadió de la Frontera, porque su término lindaba con el Reino nazarí de Granada. De esta época son las Cantigas de Santa María, en varias de las cuales se menciona la ciudad de Jerez.
En el siglo XV, Jerez vivió nuevamente un fuerte desarrollo cultural, social y económico impulsando su agricultura, comercio e industria vinícola. En 1465 la ciudad fue nombrada muy noble y muy leal por el rey Enrique IV de Castilla.

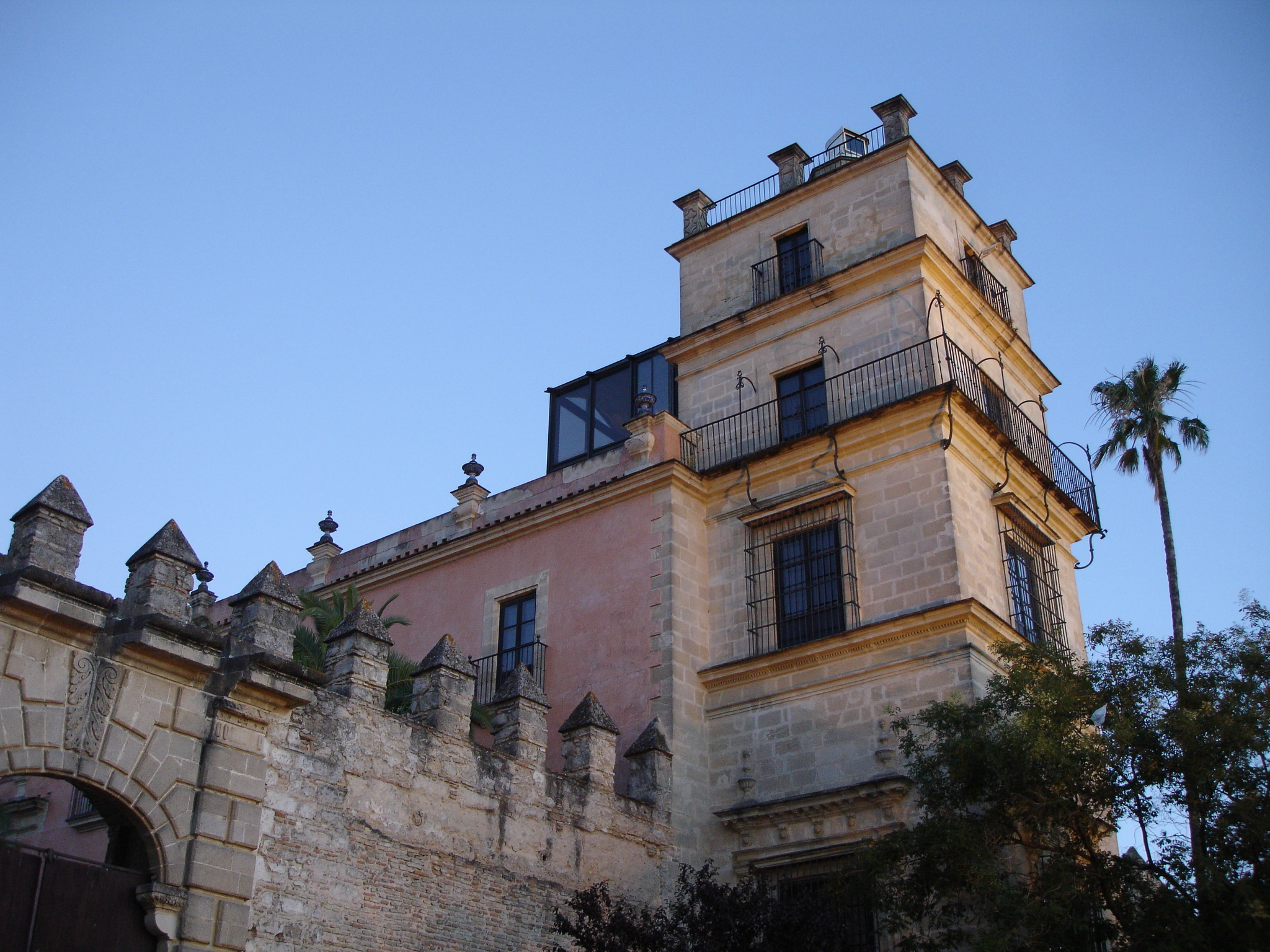
Torre palaciega del Alcázar
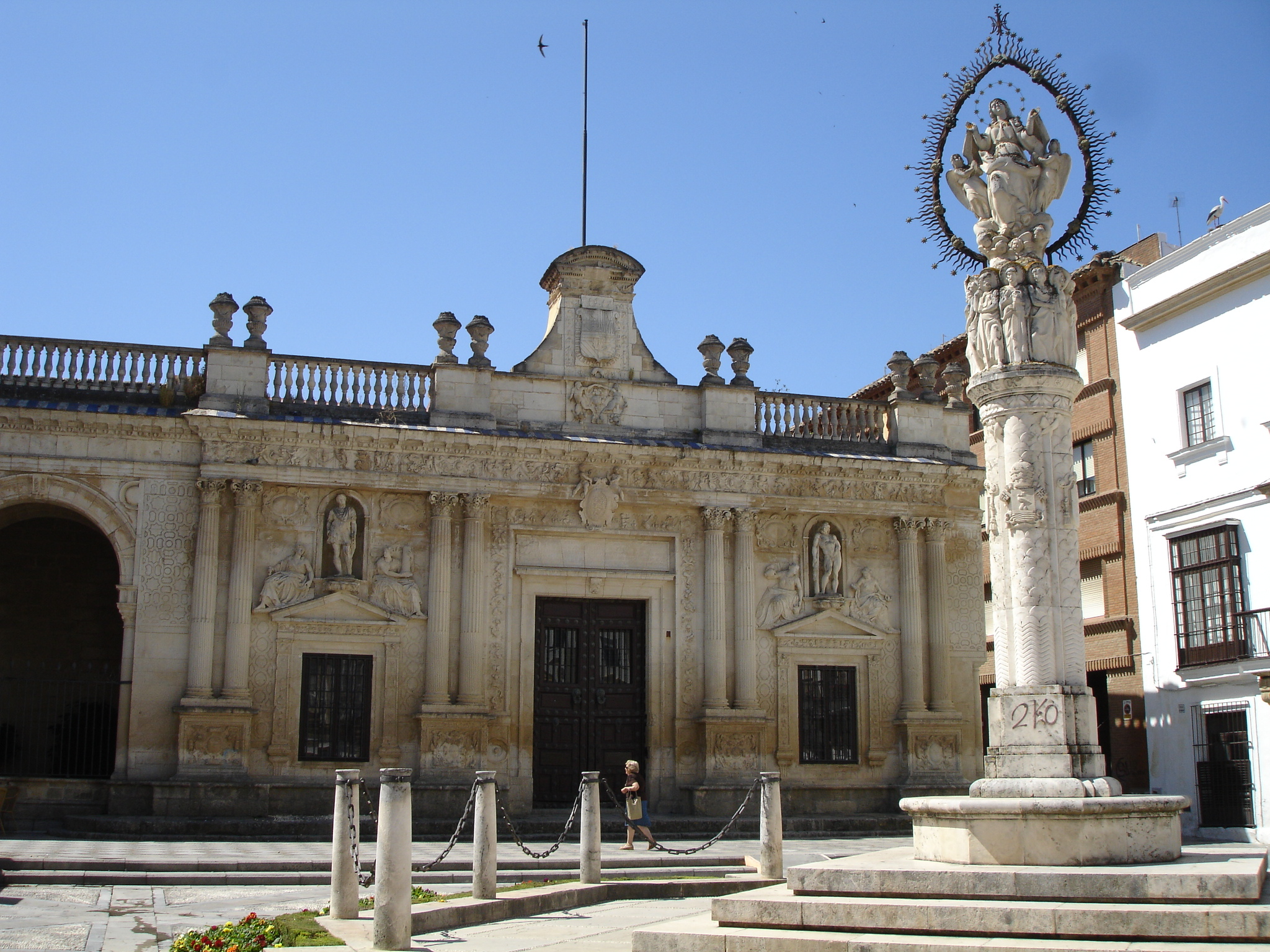
Antiguo Consistorio en la plaza de la Asunción de la ciudad
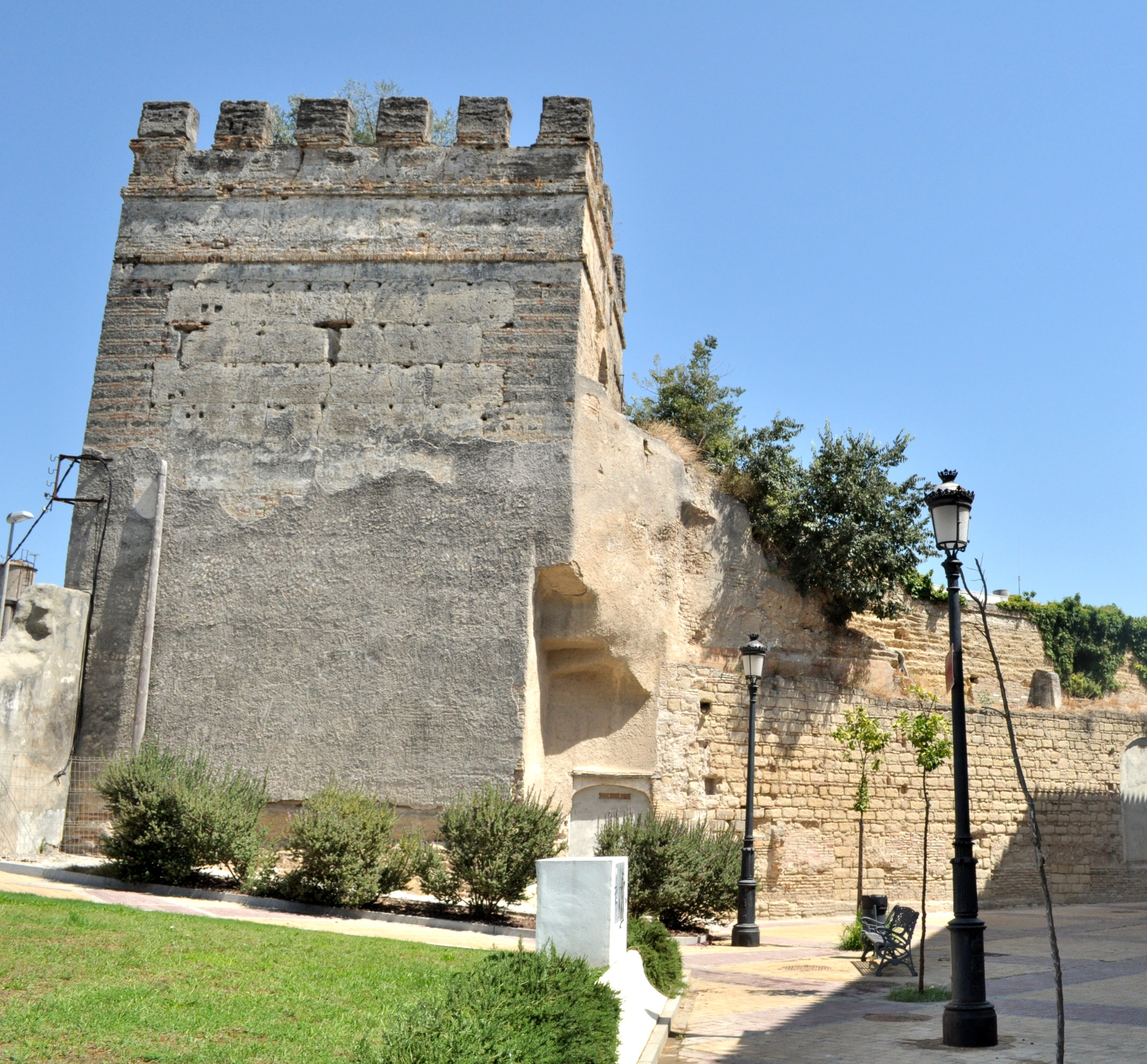
Torre de la muralla
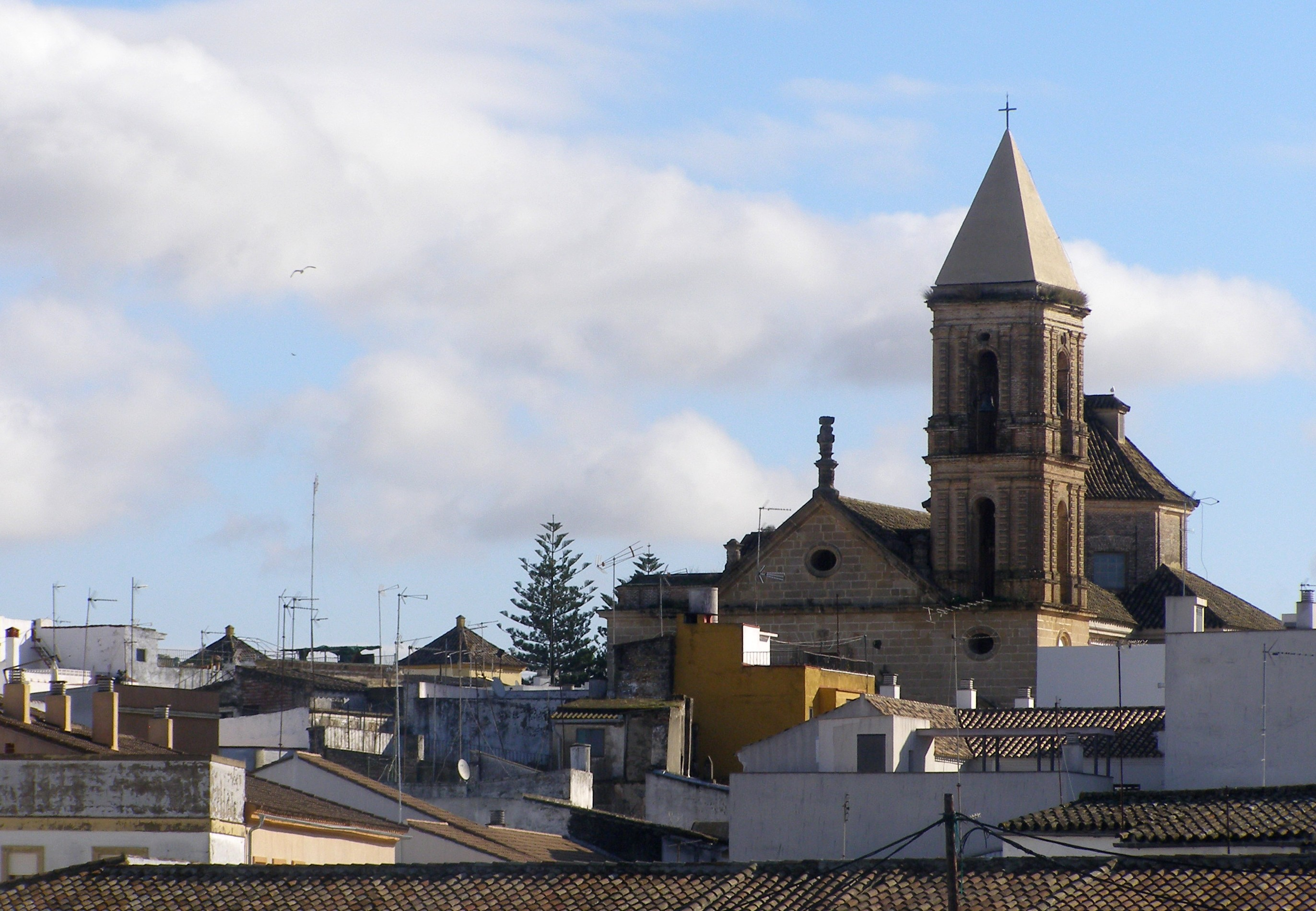
La torre de la basílica del Carmen sobre los tejados del casco antiguo

### Edad Moderna

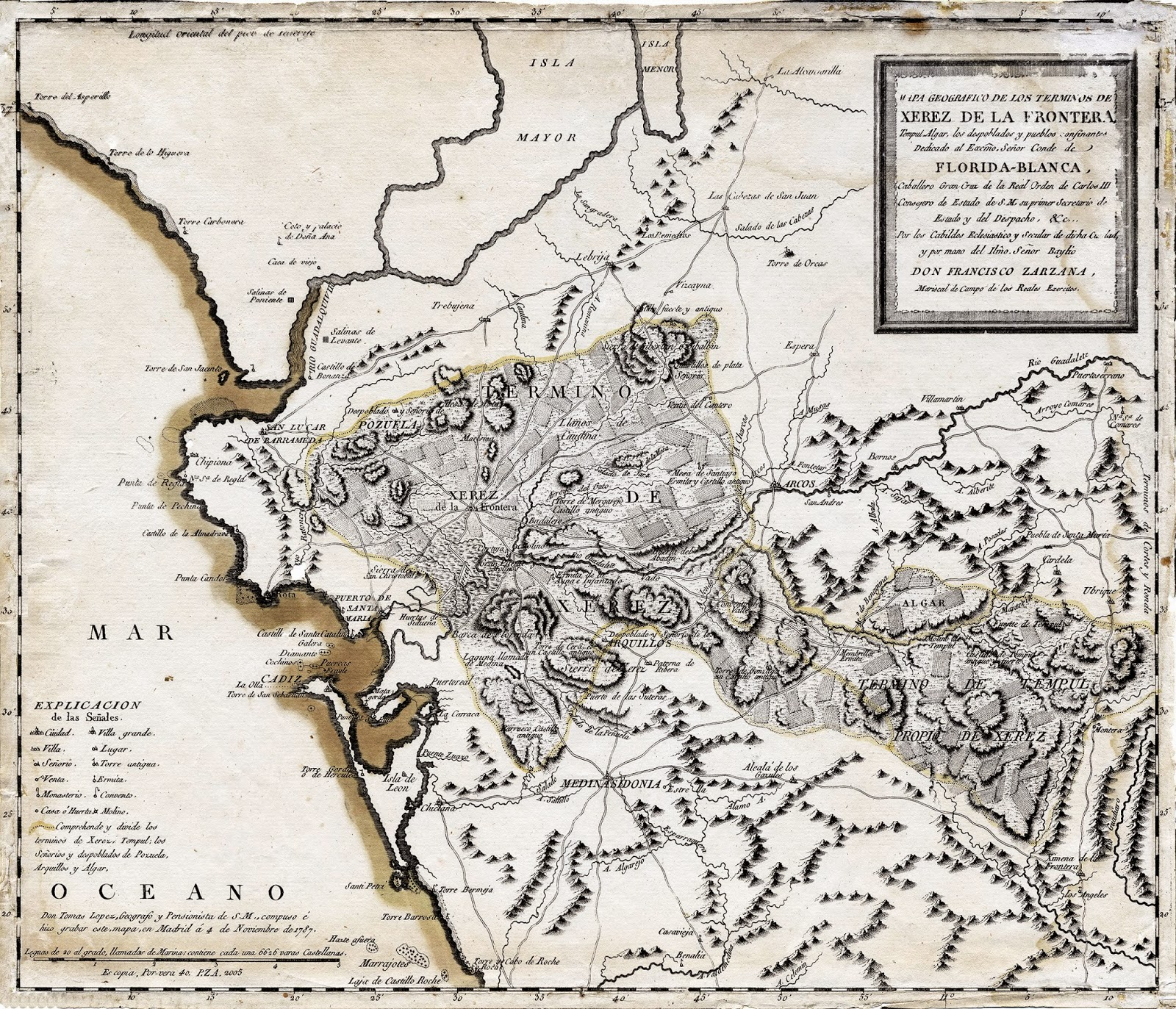
Mapa de Jerez en 1787

El descubrimiento de América y la conquista de Granada, en 1492, facilitaron que Jerez fuera una de las ciudades más prósperas de Andalucía gracias al comercio y su cercanía a los puertos de Sevilla y Cádiz. De hecho, la estratégica situación de la ciudad hizo que Felipe II se planteara construir un estuario navegable para que los barcos pudieran llegar del embarcadero de la ciudad (en El Portal) a la ciudad por el Guadalete y que la ciudad fuera incluida entre las 480 ciudades del mundo que formen parte del Civitates Orbis Terrarum.
Durante el siglo XVI, época del reinado de Felipe II la ciudad tenía aproximadamente 25 000 habitantes y era una de las ciudades más importantes de la España peninsular. Durante dicho siglo destacó un grupo intelectual noble que, junto con el clero sobresalían intelectualmente en el país.
Aunque en el siglo XVII la decadencia política, económica y social (e incluso demográfica por las epidemias) de la España de los últimos Austrias deja también su huella en la ciudad, esto no impide que durante el siguiente siglo, la ciudad continúe con buen ritmo una nueva etapa de modernización y desarrollo. A partir de entonces Jerez se hace mundialmente famosa y reconocida por sus vinos, sobre todo el vino denominado jerez (sherry, en inglés), y son de gran reconocimiento sus numerosas bodegas.

### Edad Contemporánea

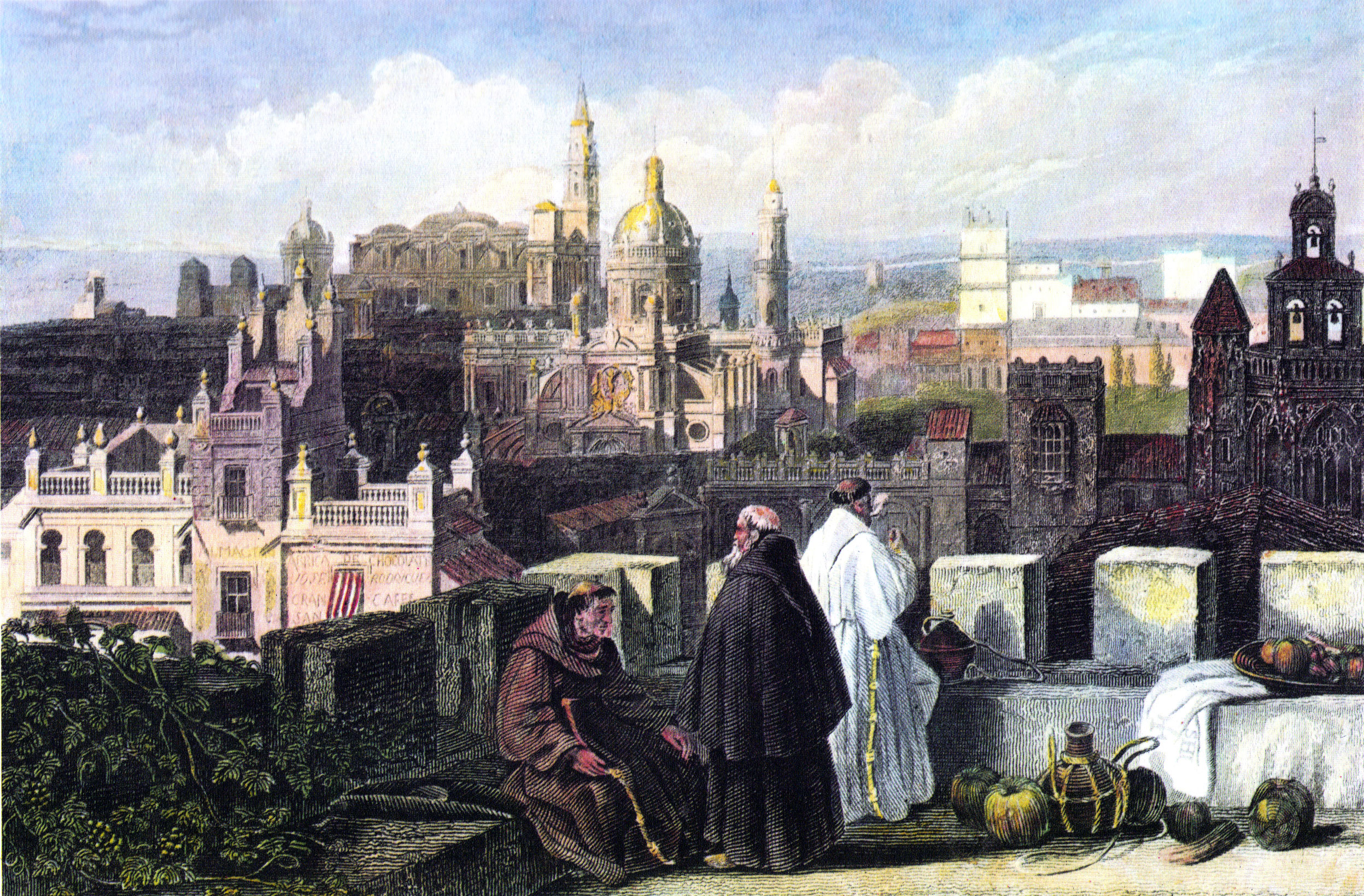
Grabado de 1835 con el palacio de Villavicencio al fondo

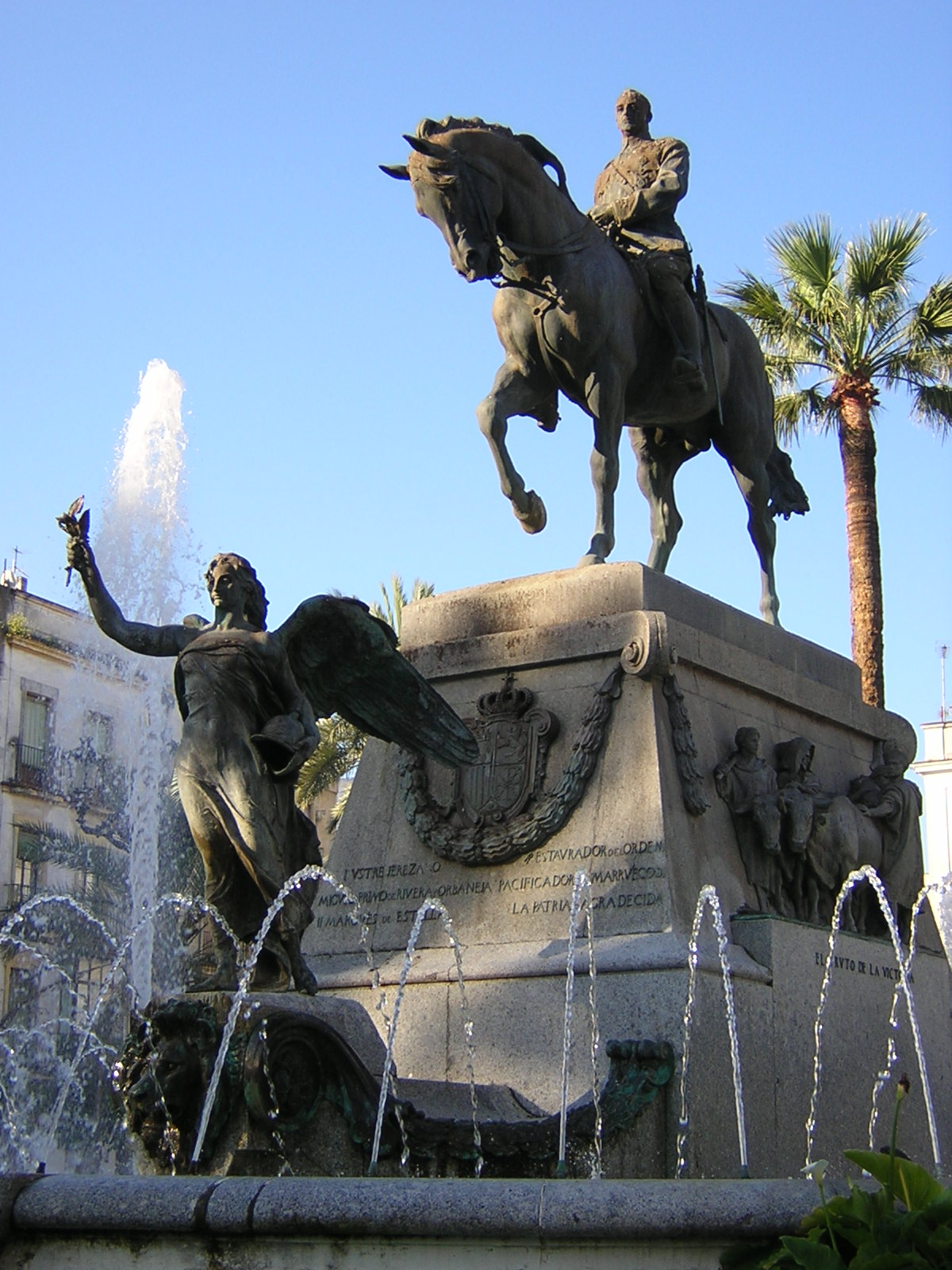
Monumento a Miguel Primo de Rivera, obra de Mariano Benlliure

En 1810, durante el Reinado de José Bonaparte, y según el proyecto del clérigo Llorente se realizó una nueva división administrativa de España en 38 prefecturas, equivalentes a las provincias actuales. Las nuevas prefecturas se realizaron partiendo de cero e ignorando condicionantes históricos anteriores y se regían exclusivamente por cuestiones sociales y económicas, y así se denominaron con el nombre del accidente geográfico más próximo. Jerez fue designada capital de la «Prefectura del Guadalete», aunque era común referirse a ella como «Prefectura de Xerez». La chancillería de la prefectura se encontraba en Sevilla. Esta división administrativa, aún vigente a nivel político, nunca llegó a llevarse a cabo de forma efectiva debido a la deriva de la Guerra de la Independencia. Durante esta guerra, Jerez sufrió la ocupación y el saqueo de las dependencias municipales e iglesias locales desde el 4 de febrero de 1810 hasta la retirada francesa el 26 de agosto de 1812, lo que provocó una importante resistencia entre su población, que se organizó para luchar contra el invasor. Sin embargo, este expolio no solo expuso a la hambruna y empobreció a la población, también supuso a su vez el despojo de valiosos objetos culturales.
La desamortización de Mendizábal significó la venta, en 1837, de los cuatro cuadros del altar mayor del Monasterio de la Cartuja que se hallan ahora en el Museo de Grenoble en Francia. Aun así, la mayoría de las obras de Zurbarán se conservan en el Museo de Cádiz.
Con la década de los 40, la ciudad se llenó de comerciantes cuyo objetivo era sacar provecho de la oportunidad que ofrecía el mercado inglés.
Los siglos XVIII y XIX llevaron la industrialización a la ciudad, y la construcción de la primera línea de ferrocarril de Andalucía que uniría Jerez con en el Puerto de Santa María en 1854 y con el muelle del Trocadero, en Puerto Real en 1856. Esta línea se crea con la finalidad de transportar las botas de vino desde Jerez hasta los puertos más cercanos para su posterior exportación. En 1870 se construyó un ferrocarril urbano que conectaba varias bodegas. Desde 1860, la ciudad contaba con alumbrado de gas y, desde 1869, disponía de agua corriente traída de Tempul tras una gran obra de ingeniería. También se creó el consorcio de bomberos, uno de los primeros de España ante la común combustión en los alambiques de las bodegas al destilar. Y también destaca que creara el cuerpo de policía local en 1841, que fue el segundo del país.
La sociedad jerezana del siglo XIX tenía una estructura dual, un pequeño grupo de ciudadanos conformaba la burguesía, en la que se integraban los grandes propietarios, los exportadores de vinos y buena parte de la nobleza, en el otro extremo se encontraban las clases populares, el proletario rural y urbano. Esta estructura de dualidad propició varios levantamientos de campesinos que el gobierno trató de controlar corriendo el rumor de la existencia de La Mano Negra (1882-1884), una especie sociedad secreta anarquista de la Baja Andalucía que se decía tenía en Jerez su núcleo central durante la segunda mitad del siglo XIX. Esta fue la excusa gubernamental que se enarboló para la represión y el ajusticiamiento ejemplar de varios campesinos.
El 21 de mayo de 1890, en sesión ordinaria, folio 266, del Ayuntamiento de Jerez de la Frontera, se indica que tras la prueba de dos farolas de cuatro luces cada una realizada frente en la casa consistorial, es aprobada la instalación de veintidós farolas en dos calles próximas que quedaron montadas en julio del mismo año. Jerez es por tanto, la primera ciudad de España en contar con alumbrado público por electricidad, aunque esta circunstancia histórica es también reclamada por la localidad de Haro, en La Rioja. Lo cierto es que ambas ciudades instalaron el alumbrado eléctrico casi al unísono, si bien Jerez contó con las primeras farolas eléctricas en sus calles, Haro fue la primera en terminar completamente el alumbrado en el entramado de sus calles. Cien años más tarde, el 17 de septiembre de 1990, para conmemorar este hecho ambas ciudades comenzaron un proceso de hermanamiento, que no llegó a completarse por circunstancias protocolarias.

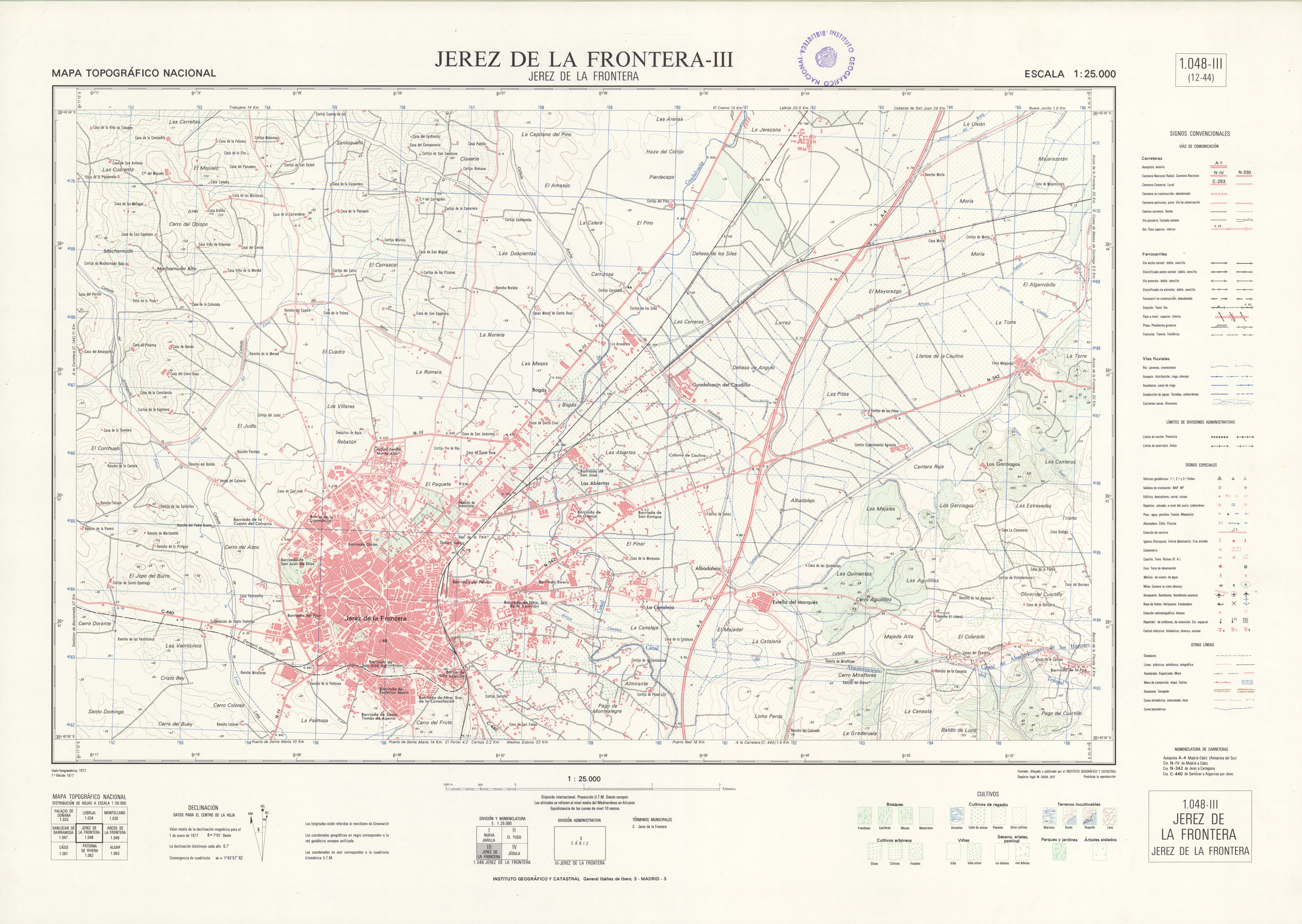
Mapa en 1977

A comienzos del siglo XX Jerez luchaba denodadamente por combatir la plaga que destrozó las vides europeas y provocó la crisis en las ciudades que dependían del vino casi en exclusividad. Jerez se rehízo, replantó sus viñas con vides americanas, integró en su estructura agraria los nuevos productos agrícolas y diversificó su industria. No obstante, la posterior crisis del sector bodeguero provocó el abandono de infraestructuras bodegueras de valor artístico.
Tras la Guerra Civil, fue tal la importancia de la ciudad en la posguerra (contando con gran cantidad de industria) que se estudió la posibilidad de establecer comunicación marítima con Cádiz mediante el Puerto de San Telmo, proyecto que nunca llegó a consumarse. Durante el período franquista, la historia de la ciudad es paralela a la del país: depresión económica, autarquía, desarrollismo de los años 1960 y sistema democrático. Entre los años 1940 y 1950 el gobierno favoreció la creación de hasta ocho nuevos poblados de colonización en la Campiña de Jerez.

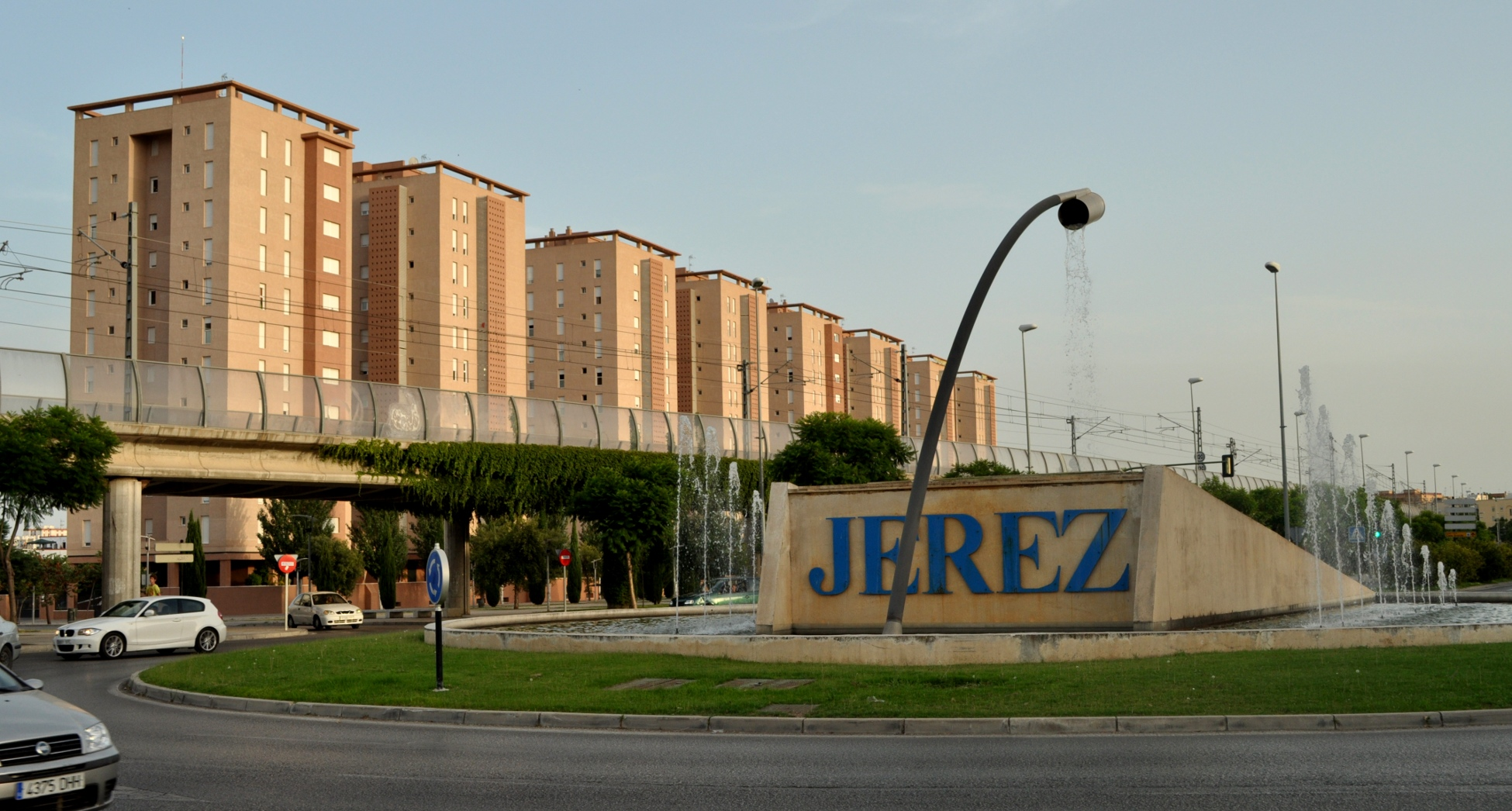
Rotonda de la Venencia, tras la elevación de las vías del ferrocarril entre la Barriada España y El Pelirón

Ya en el periodo democrático se realizó una profunda transformación en la ciudad, realizando importantes inversiones de cara al exterior, como el Circuito de Jerez o la presencia en la Expo 92. Entre 2000 y 2002 se realizan las obras de elevación de las vías del ferrocarril en la zona norte de la ciudad y un pequeño soterramiento en la zona sur. En enero de 2007 se inaugura la nueva circunvalación oeste de la autovía A-4 a su paso por la ciudad y se termina la primera fase de ampliación del aeropuerto de Jerez. Ese mismo año, se crean tres nuevas delegaciones amparadas en la Ley de Grandes Ciudades: Distrito Sur, Distrito Norte y Distrito Granja-Delicias.

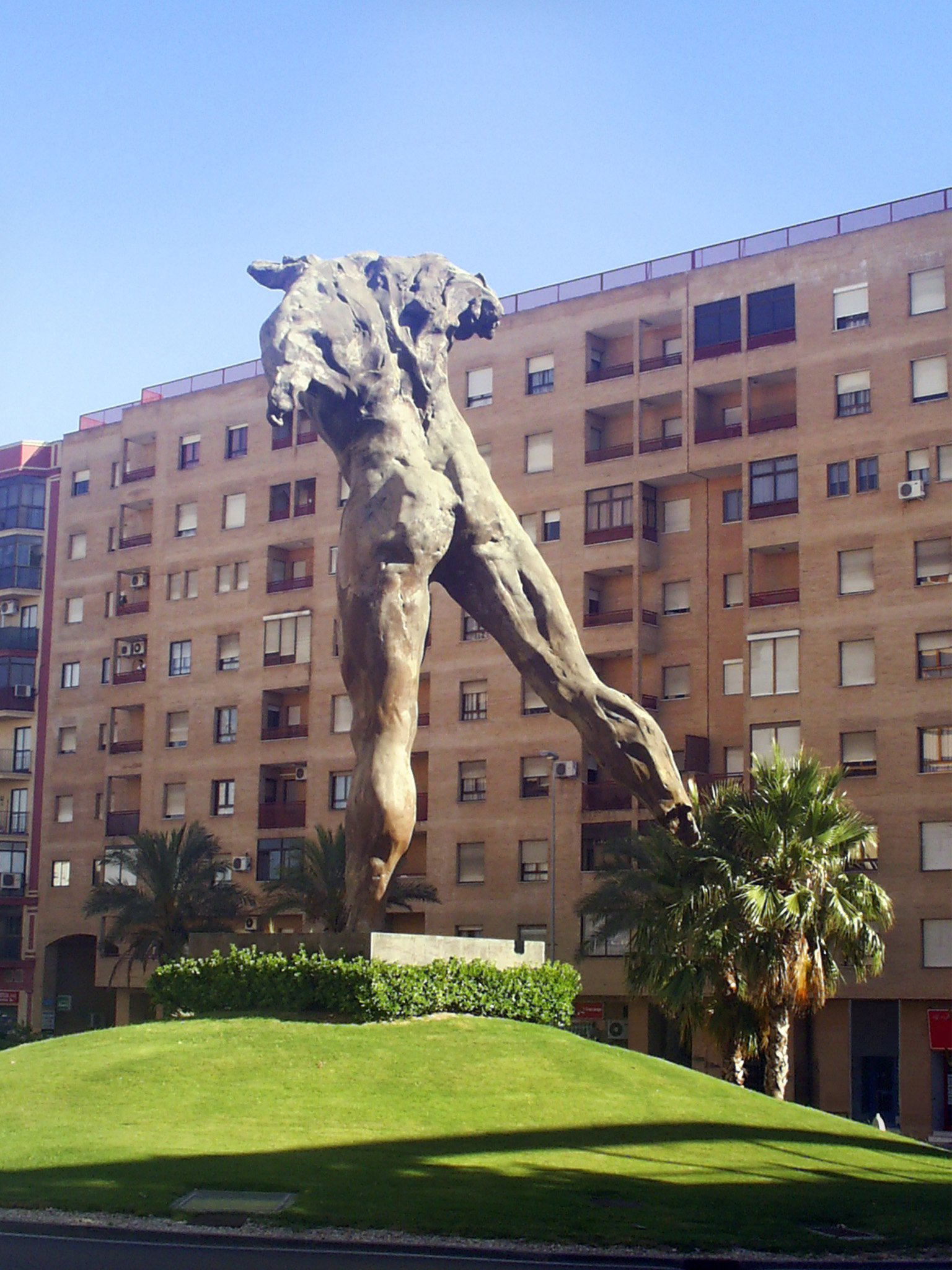
El Minotauro. Esta gigantesca escultura se encuentra orientada hacia Creta. Representa a un minotauro vencido tras su lucha contra Teseo y huyendo hacia Creta

El 27 de mayo de 2009 el Parlamento de Andalucía aprobó por unanimidad la declaración del municipio bajo régimen de organización de la Ley 8/08, de ciudades de gran población, conocida como Ley de grandes ciudades andaluzas. Con la continuación de las reformas en el aeropuerto de Jerez, en 2010 se consiguió que la terminal duplicara su capacidad y se construyó un nuevo edificio para aparcar vehículos. Al año siguiente, entró en funcionamiento la estación de ferrocarril junto al aeropuerto donde paran cercanías y media distancias.

## Geografía

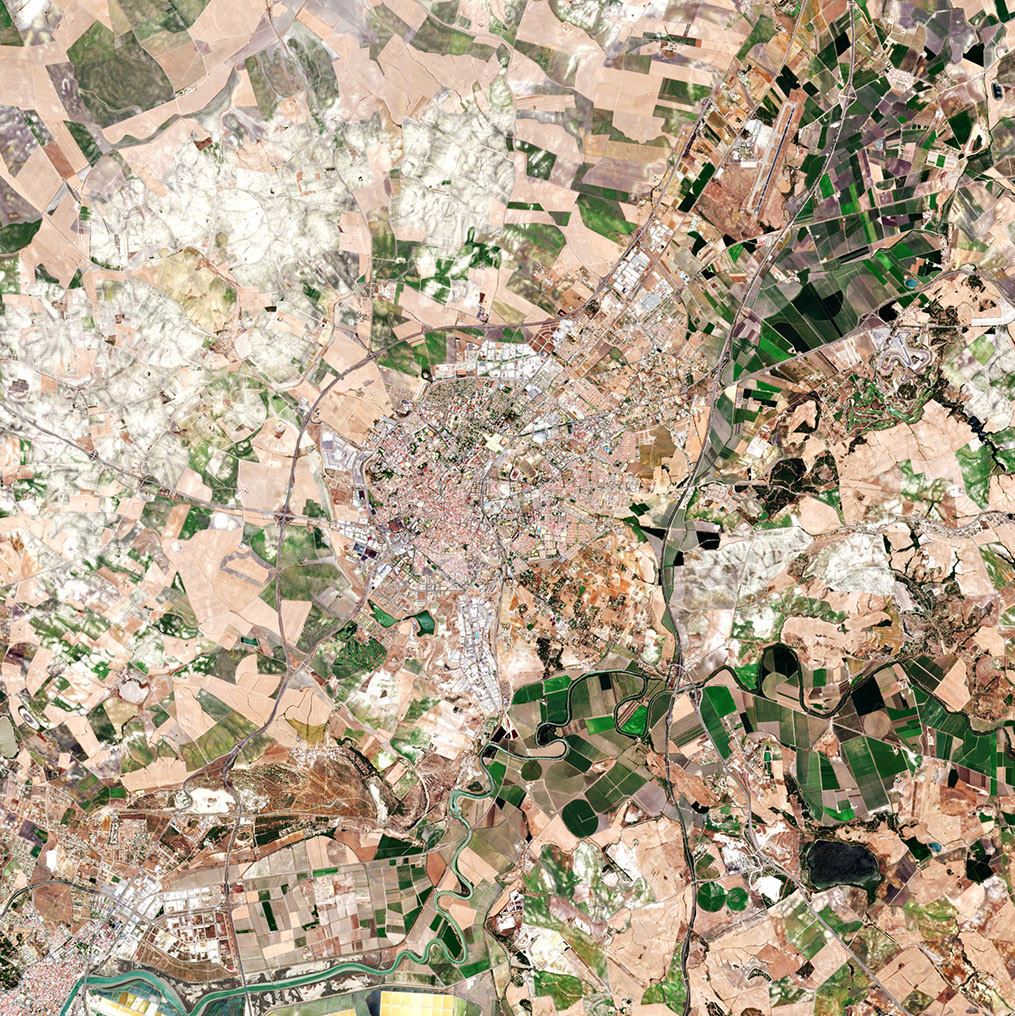
Vista satelital de la ciudad

Capital de la comarca de Campiña de Jerez, se sitúa a 32 km de la capital gaditana.
El relieve del municipio se caracteriza por una zona de campiña muy fértil con elevaciones dispersas. Se encuentra entre la vega del río Guadalete y el Guadalquivir. Además, en su territorio se encuentran diversos humedales, como las lagunas de Medina. Al noreste se encuentran las primeras elevaciones del Sistema Subbético en la sierra de Gibalbín (410 m). En el extremo suroriental, un apéndice del municipio se adentra en la sierra de Ubrique, donde se alcanzan los 755 m (Cerro de la Novia), en el parque natural de Los Alcornocales, por donde discurre el río Majaceite, afluente del Guadalete. La altitud oscila entre los 1079 m (sierra del Aljibe) y los 20 m en el límite con Sanlúcar de Barrameda. La ciudad se alza a 56 m sobre el nivel del mar.
| Noroeste: Trebujena                                     | Norte: Lebrija (Sevilla) y El Cuervo de Sevilla (Sevilla)                   | Nordeste: Arcos de la Frontera                           |
| Oeste: Sanlúcar de Barrameda y El Puerto de Santa María |                                                                             | Este: Arcos de la Frontera, San José del Valle y Ubrique |
| Suroeste: Puerto Real                                   | Sur: Puerto Real, Medina Sidonia, Paterna de Rivera y Alcalá de los Gazules | Sureste: Cortes de la Frontera (Málaga)                  |

### Clima

Climograma de Jerez. Datos del observatorio del aeropuerto

Jerez de la Frontera está en una zona de clima mediterráneo con influencias oceánicas, caracterizado por inviernos húmedos y templados y veranos secos y muy calurosos. De acuerdo con la clasificación climática de Koppen, Jerez de la Frontera tiene un clima mediterráneo (Csa). La temperatura media anual es de 18,3 °C. Los inviernos son suaves, enero es el mes más frío, con 16,5 °C/5,1 °C. Los veranos son muy calurosos, agosto posee las medias más altas, con 34,3 °C/18,6 °C y todos los años se superan los 38 °C en varias ocasiones.
Las precipitaciones tienen una media anual de 546 mm al año, concentradas en los meses de octubre a abril, diciembre es el mes más lluvioso, con 85,8 mm. Hay 54 días de lluvia al año, 137 días despejados, 2966 horas de sol al año, muy pocos días de heladas y ninguno nevado.
Más de 15 días al año se superan los 40 °C y tiene un clima con influencias oceánicas, pero también muy seco y árido. El 5 de septiembre de 2016, Jerez registra la temperatura más alta para un mes de septiembre desde que se tienen registro con 44,6 °C a tan sólo unas décimas de su récord absoluto de 45,1 °C alcanzados el 1 de agosto de 2003. La nueva temperatura máxima histórica de 45,8 °C se registró el 17 de agosto de 2025. 
Durante el invierno se registran algunas heladas durante 13 o 14 días al año. La temperatura mínima alcanzada desde que se tienen registros fue de -5,4 °C el 22 de diciembre de 1979.
| Parámetros climáticos promedio de Observatorio del Aeropuerto de Jerez de la Frontera (27 m s. n. m.) (periodo de referencia: 1991-2020, extremas: 1952-presente) | Parámetros climáticos promedio de Observatorio del Aeropuerto de Jerez de la Frontera (27 m s. n. m.) (periodo de referencia: 1991-2020, extremas: 1952-presente) | Parámetros climáticos promedio de Observatorio del Aeropuerto de Jerez de la Frontera (27 m s. n. m.) (periodo de referencia: 1991-2020, extremas: 1952-presente) | Parámetros climáticos promedio de Observatorio del Aeropuerto de Jerez de la Frontera (27 m s. n. m.) (periodo de referencia: 1991-2020, extremas: 1952-presente) | Parámetros climáticos promedio de Observatorio del Aeropuerto de Jerez de la Frontera (27 m s. n. m.) (periodo de referencia: 1991-2020, extremas: 1952-presente) | Parámetros climáticos promedio de Observatorio del Aeropuerto de Jerez de la Frontera (27 m s. n. m.) (periodo de referencia: 1991-2020, extremas: 1952-presente) | Parámetros climáticos promedio de Observatorio del Aeropuerto de Jerez de la Frontera (27 m s. n. m.) (periodo de referencia: 1991-2020, extremas: 1952-presente) | Parámetros climáticos promedio de Observatorio del Aeropuerto de Jerez de la Frontera (27 m s. n. m.) (periodo de referencia: 1991-2020, extremas: 1952-presente) | Parámetros climáticos promedio de Observatorio del Aeropuerto de Jerez de la Frontera (27 m s. n. m.) (periodo de referencia: 1991-2020, extremas: 1952-presente) | Parámetros climáticos promedio de Observatorio del Aeropuerto de Jerez de la Frontera (27 m s. n. m.) (periodo de referencia: 1991-2020, extremas: 1952-presente) | Parámetros climáticos promedio de Observatorio del Aeropuerto de Jerez de la Frontera (27 m s. n. m.) (periodo de referencia: 1991-2020, extremas: 1952-presente) | Parámetros climáticos promedio de Observatorio del Aeropuerto de Jerez de la Frontera (27 m s. n. m.) (periodo de referencia: 1991-2020, extremas: 1952-presente) | Parámetros climáticos promedio de Observatorio del Aeropuerto de Jerez de la Frontera (27 m s. n. m.) (periodo de referencia: 1991-2020, extremas: 1952-presente) | Parámetros climáticos promedio de Observatorio del Aeropuerto de Jerez de la Frontera (27 m s. n. m.) (periodo de referencia: 1991-2020, extremas: 1952-presente) |
| Mes | Ene. | Feb. | Mar. | Abr. | May. | Jun. | Jul. | Ago. | Sep. | Oct. | Nov. | Dic. | Anual |
| --- | --- | --- | --- | --- | --- | --- | --- | --- | --- | --- | --- | --- | --- |
| Temp. máx. abs. (°C) | 25.3 | 29.0 | 30.6 | 36.3 | 39.4 | 42.5 | 44.7 | 45.8 | 44.6 | 36.5 | 30.8 | 26.8 | 45.8 |
| Temp. máx. media (°C) | 16.5 | 18.1 | 20.8 | 22.9 | 26.7 | 30.6 | 34.0 | 34.3 | 30.4 | 26.0 | 20.4 | 17.4 | 24.8 |
| Temp. media (°C) | 10.8 | 12.0 | 14.5 | 16.5 | 19.8 | 23.3 | 26.0 | 26.5 | 23.5 | 19.8 | 14.8 | 12.0 | 18.3 |
| Temp. mín. media (°C) | 5.1 | 5.9 | 8.2 | 10.2 | 12.9 | 15.9 | 17.9 | 18.6 | 16.6 | 13.6 | 9.1 | 6.6 | 11.7 |
| Temp. mín. abs. (°C) | -5.4 | -5.0 | -2.4 | -2.0 | 4.5 | 7.0 | 9.8 | 10.5 | 7.0 | 2.8 | -1.0 | -5.4 | -5.4 |
| Precipitación total (mm) | 66.6 | 50.4 | 53.9 | 47.9 | 33.7 | 8.2 | 0.5 | 2.4 | 30.4 | 83.6 | 82.5 | 85.8 | 553.2 |
| Días de precipitaciones (≥ 1 mm) | 6.3 | 5.9 | 6.4 | 5.7 | 3.7 | 1.1 | 0.2 | 0.4 | 2.5 | 6.3 | 6.8 | 7.2 | 52.9 |
| Horas de sol | 183 | 195 | 223 | 258 | 310 | 333 | 366 | 341 | 258 | 229 | 192 | 167 | 3068 |
| Humedad relativa (%) | 77 | 73 | 68 | 64 | 57 | 54 | 51 | 53 | 61 | 69 | 75 | 79 | 65 |
| Fuente n.º 1: Agencia Estatal de Meteorología | | | | | | | | | | | | | |
| Fuente n.º 2: Agencia Estatal de Meteorología (extremos) | | | | | | | | | | | | | |

### Naturaleza

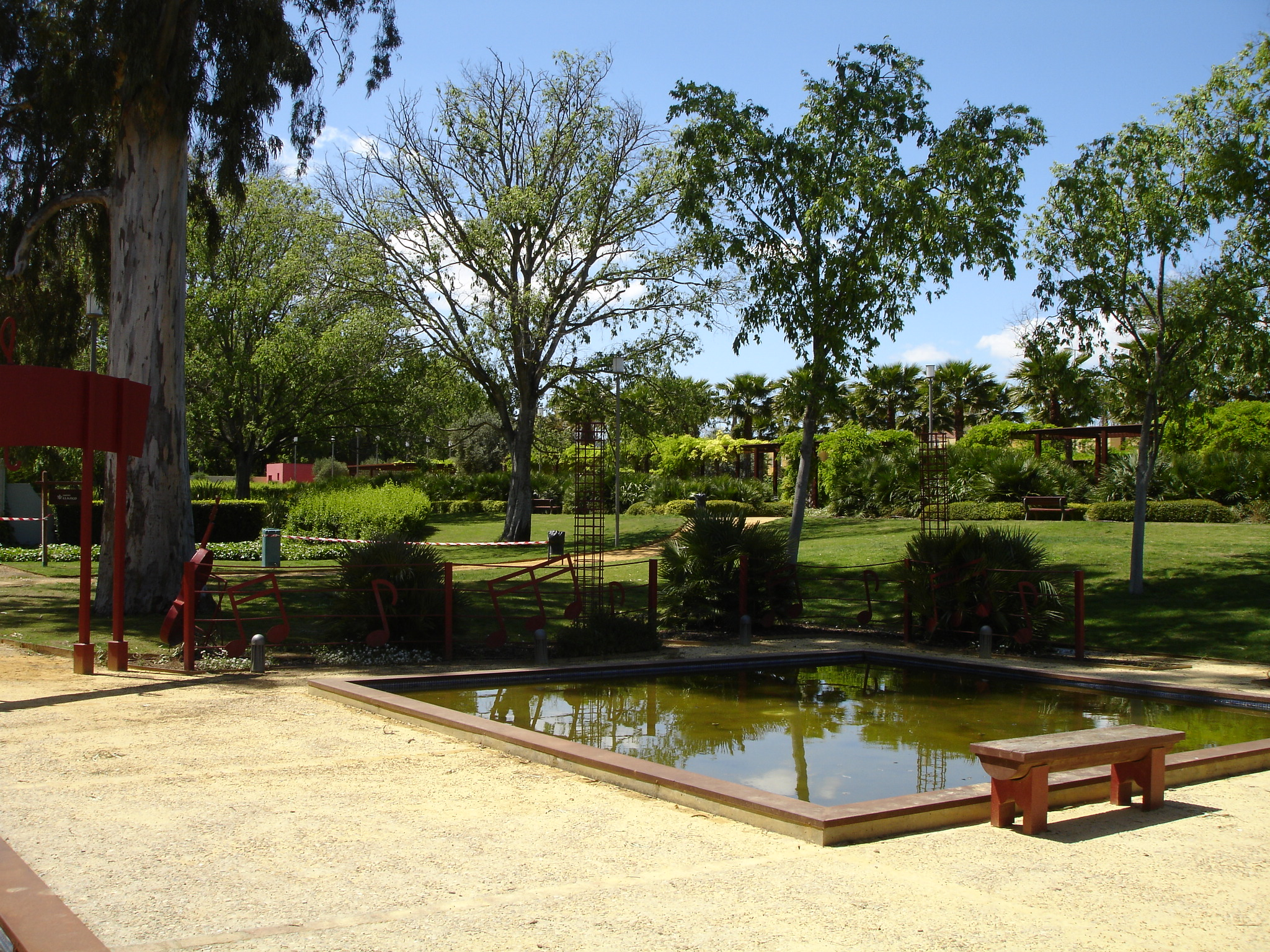
Jardín Escénico de El Altillo

Jerez cuenta en su término municipal con el Zoobotánico Jerez y los Montes de Propio de Jerez, pertenecientes al parque natural de Los Alcornocales y en los que habitan diversas especies, algunas en peligro de extinción. Aunque su orografía no es especialmente accidentada, incluye diversos montes, la mayoría de ellos urbanizados a día de hoy.
Además, cuenta desde hace siglos con cantidad de arbolado en zona urbana así como en parques urbanos con gran variedad de especies arbóreas de interés, así como zonas verdes en su término municipal, que ayudan a mejorar la calidad de su aire. Igualmente, en la antigüedad contaba con gran cantidad de lagunas, la mayoría de ellas desaparecidas hoy en día.
- Río Guadalete
- Parque González Hontoria
- Parque del Retiro de Jerez[81][82]
- Jardín Escénico de El Altillo
- La Suara
- Laguna de Medina
- Las Aguilillas
- Rancho La Bola[83][84]
- Área recreativa de Los Hurones
- Laguna de Torrox
- Laguna de los Tollos
- Parque Andaluz[85]
- Parque de La Plata[86]
- Parque Williams[87]
- Lagunas de Las Canteras y El Tejón[88]
- Parque de La Unión[89]
- Parque de La Marquesa[90]
- Parque Scout.[91]
- Parque de Vallesequillo[92]
- Parque de la igualdad[93]
- Parque de Picadueñas
- Parque de Santa Teresa

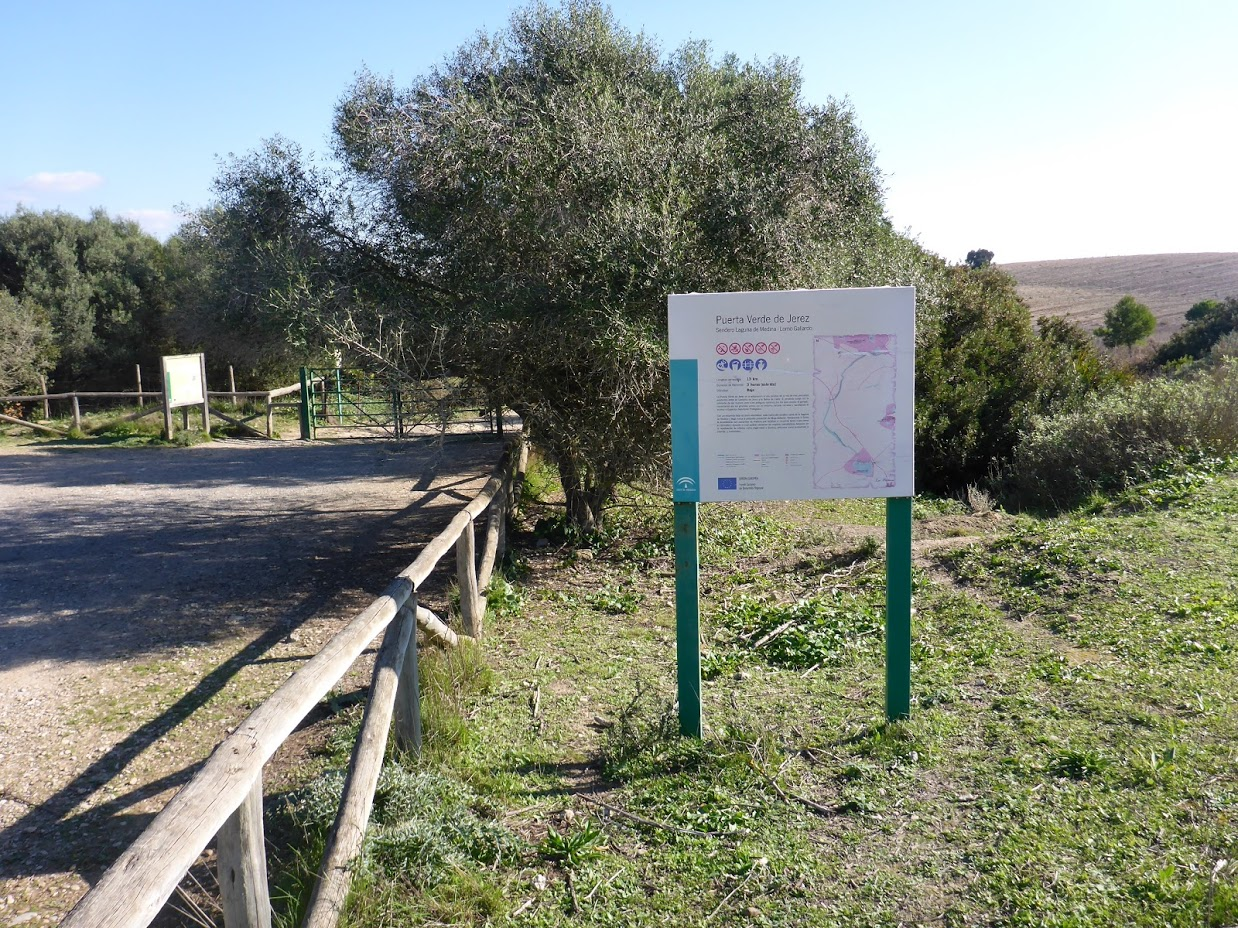
Puerta verde de Jerez

Hay un Centro Municipal de Protección Animal. Varios parques cuentan con centros de esparcimiento canino:
- Parque de Atocha
- Parque de La Marquesa

Para gestionar este patrimonio se ha definido un plan de gestión del arbolado urbano con la ayuda de Asociación Española de Arboricultura (AEA).
También existen diversas rutas para conocer la riqueza natural del municipio, tanto dentro de su núcleo urbano (Ruta de las Especies), como fuera de él. Destaca, por ejemplo:
- Ruta de la Puerta Verde de Jerez, que con 13 km une la Laguna de Medina con el parque de Las Cañadas de Puerto Real.[99]
- Cañada de Pinosolete[100]

## Demografía
Jerez de la Frontera cuenta con una población de 213 688 habitantes (INE 2024).
| Gráfica de evolución demográfica de Jerez de la Frontera entre 1842 y 2021 |
| |
| Población de derecho según los censos de población del INE Población de hecho según los censos de población del INEEntre el censo de 2001 y el anterior, disminuye el término del municipio porque independiza a San José del Valle. |

### Distribución de la población

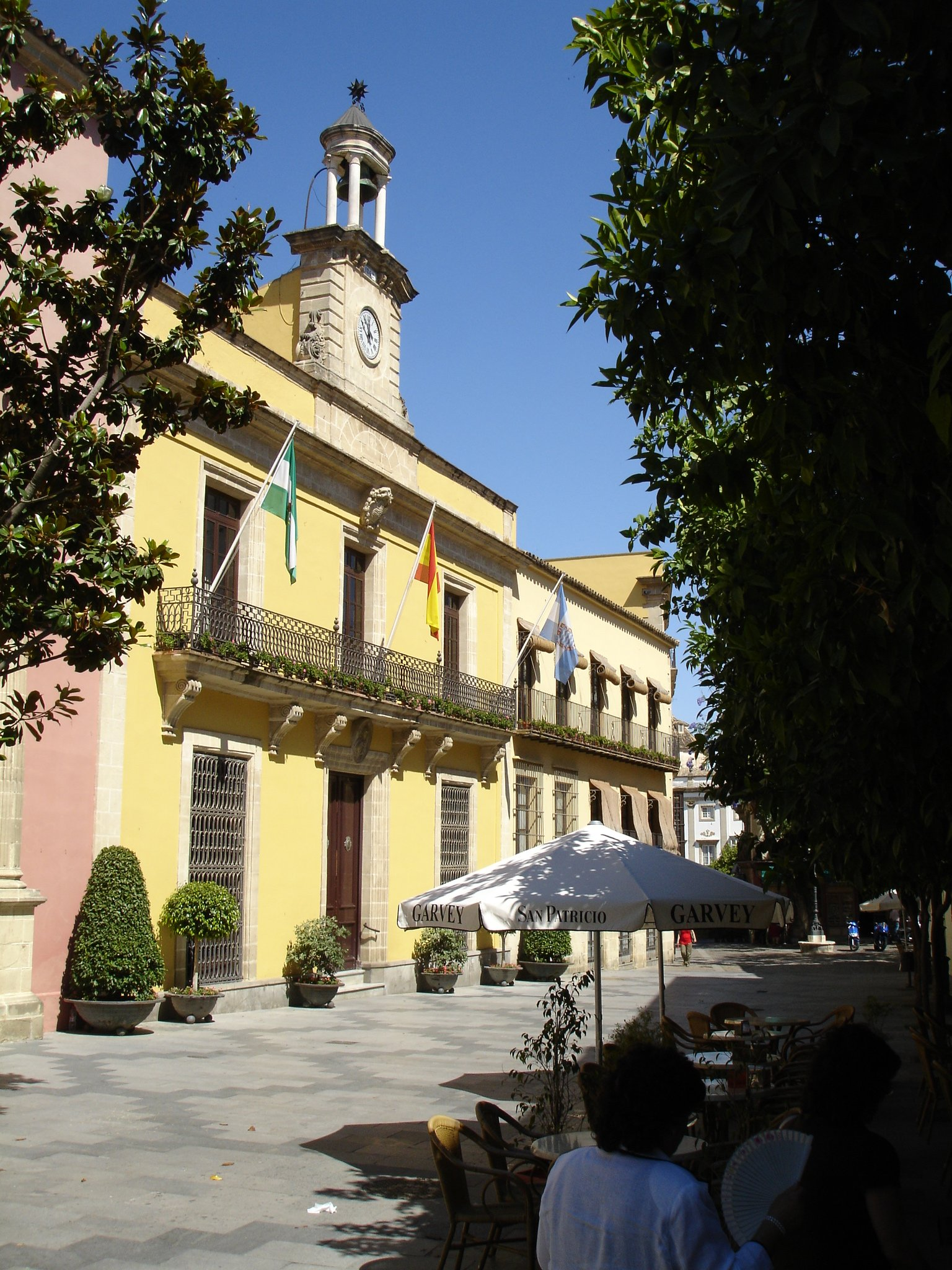
Ayuntamiento de Jerez

El término municipal de Jerez de la Frontera es, con 1188,14 km², el segundo en extensión de Andalucía. Esto ha propiciado la aparición de asentamientos separados del núcleo urbano, en la denominada zona rural. El término municipal está compuesto por la ciudad de Jerez, 7 pedanías y 16 barriadas rurales, que hacen un total de 24 núcleos de población.
Más del 90 % de la población se encuentra empadronada en la ciudad, mientras que la zona rural ha ido perdiendo paulatinamente importancia. Si descontamos los núcleos anexos a Jerez (Guadalcacín, Estella del Marqués y El Portal), por ser parte del crecimiento urbano natural de la ciudad y estar su economía progresivamente menos centrada en el sector primario, el total de empadronados en la zona rural es aproximadamente del 7 %.
Algunos de estos núcleos rurales están siendo fagocitados por la urbe principal en la actualidad. En varios casos los centros urbanos se encuentran anexos o a menos de 50 m de distancia. Otros sin embargo se encuentran a más de 30 km del centro histórico que, por otra parte, se ha despoblado en los últimos años. Casos como las pedanías de Torrecera o La Barca de la Florida, que se encuentran ambas a 20 km de Jerez, se encuentran en proceso de segregación para independizarse como municipios independientes de Jerez, como ya hizo San José del Valle en 1995.
La relación de núcleos de población del término municipal de Jerez es la siguiente:
| Núcleo de población      | Tipo           | Población (2023) | Situación respecto centro ciudad |
| ------------------------ | -------------- | ---------------- | -------------------------------- |
| Alcornocalejos           | Barriada rural | 74               | 34 km Este                       |
| Baldío de Gallardo       | Barriada rural | 29               | 16 km sureste                    |
| Cuartillos               | Barriada rural | 1 006            | 11 km Este                       |
| Cañada del León          | Barriada rural | 97               | 08 km sureste                    |
| Casablanca               | Barriada rural | 13               | 09 km Este                       |
| El Mojo                  | Barriada rural | 128              | 16 km sureste                    |
| Dehesilla del Algar      | Barriada rural | 4                | 50 km Este                       |
| El Portal                | Barriada rural | 539              | 06 km Sur                        |
| Estella del Marqués      | Pedanía        | 1 710            | 05,5 km Este                     |
| El Torno                 | Pedanía        | 1 187            | 20 km Este                       |
| Fuente del Rey           | Barriada rural | 4                | 25 km sureste                    |
| Gibalbín                 | Barriada rural | 636              | 30 km noreste                    |
| Guadalcacín              | Pedanía        | 5 169            | 05 km noreste                    |
| Jerez de la Frontera     | Ciudad         | 190 000          |                                  |
| La Barca de la Florida   | Pedanía        | 4 060            | 20 km Este                       |
| La Corta                 | Barriada rural |                  | 04 km Sur                        |
| La Ina                   | Barriada rural | 669              | 10 km sureste                    |
| Las Pachecas             | Barriada rural | 79               | 08 km sureste                    |
| Las Tablas               | Barriada rural | 147              | 06 km Oeste                      |
| Polila y Añina           | Barriada rural | 108              | 06 km Oeste                      |
| Lomopardo                | Barriada rural | 326              | 05 km sureste                    |
| Los Albarizones          | Barriada rural |                  | 03,5 km sureste                  |
| Los Isletes              | Barriada rural | 5                | 30,5 km sureste                  |
| Los Repastaderos         | Barriada rural | 889              | 07 km sureste                    |
| Macharnudo Alto          | Barriada rural | 81               | 05 km noreste                    |
| Majarromaque             | Barriada rural | 655              | 26 km Este                       |
| Mesas de Asta            | Barriada rural | 391              | 11 km Este                       |
| Mesas de Santa Rosa      | Barriada rural |                  | 05 km Norte                      |
| Nueva Jarilla            | Pedanía        | 1 524            | 15 km noreste                    |
| Puente de La Guareña     | Barriada rural | 330              | 16 km Este                       |
| Rajamancera              | Barriada rural | 154              | 08 km sureste                    |
| San Isidro del Guadalete | Pedanía        | 590              | 15 km sureste                    |
| Sierra de San Cristóbal  | Barriada rural | 14               | 06 km Sur                        |
| Solete Alto              | Barriada rural | 40               | 02 km Sur                        |
| Torrecera                | Pedanía        | 1 281            | 20 km sureste                    |
| Torremelgarejo           | Barriada rural | 431              | 10 km Este                       |

## Administración y política

### Gobierno municipal
La ciudad de Jerez está gobernada por el Ayuntamiento de Jerez, cuyos representantes, al igual que en resto de municipios de España, se eligen cada cuatro años por sufragio universal de todos los ciudadanos mayores de 18 años de edad. El órgano está presidido por el alcalde de Jerez que, tras las elecciones municipales de 2023, es María José García Pelayo del PP.
| Periodo   | Nombre                          | Partido | Partido                                                 |
| --------- | ------------------------------- | ------- | ------------------------------------------------------- |
| 1979-2003 | Pedro Pacheco Herrera           |         | Partido Andalucista (PA)                                |
| 2003-2005 | María José García-Pelayo Jurado |         | Partido Popular de Andalucía (PP)                       |
| 2005-2011 | Pilar Sánchez Muñoz             |         | Partido Socialista Obrero Español de Andalucía (PSOE-A) |
| 2011-2015 | María José García-Pelayo Jurado |         | Partido Popular de Andalucía (PP)                       |
| 2015-2023 | Mamen Sánchez Díaz              |         | Partido Socialista Obrero Español de Andalucía (PSOE-A) |
| 2023-act. | María José García-Pelayo Jurado |         | Partido Popular de Andalucía (PP)                       |

| Partido político                                        | 2023   | 2023  | 2023       | 2019   | 2019  | 2019       | 2015   | 2015  | 2015       | 2011   | 2011  | 2011       | 2007   | 2007  | 2007       |
| Partido político                                        | Votos  | %     | Concelajes | Votos  | %     | Concelajes | Votos  | %     | Concelajes | Votos  | %     | Concelajes | Votos  | %     | Concelajes |
| Partido Popular de Andalucía (PP)                       | 40 416 | 42,77 | 14         | 24 614 | 28,09 | 9          | 30 761 | 34,12 | 11         | 45 667 | 45,56 | 15         | 23 599 | 25,80 | 7          |
| Partido Socialista Obrero Español de Andalucía (PSOE-A) | 28 239 | 29,88 | 9          | 27 883 | 31,83 | 10         | 21 820 | 24,20 | 7          | 14 358 | 14,64 | 5          | 46 671 | 51,03 | 15         |
| Vox                                                     | 8029   | 8,49  | 2          | 4294   | 4,90  | 0          | —      | —     | —          | —      | —     | —          | —      | —     | —          |
| Izquierda Unida (IU)                                    | 6512   | 6,89  | 2          | 9712   | 11,09 | 3          | 6594   | 7,31  | 2          | 11 272 | 11,49 | 3          | 5292   | 5,79  | 1          |
| Ciudadanos (CS)                                         | 2187   | 2,31  | 0          | 11 941 | 13,63 | 4          | 8009   | 8,88  | 2          | —      | —     | —          | —      | —     | —          |
| Ganemos Jerez (GJ)                                      | —      | —     | —          | 4604   | 5,25  | 1          | 14 631 | 16,23 | 5          | —      | —     | —          | —      | —     | —          |
| Foro Ciudadano de Jerez (FCJ)                           | —      | —     | —          | —      | —     | —          | —      | —     | —          | 13 763 | 14,03 | 4          | —      | —     | —          |
| Partido Socialista de Andalucía (PSA)                   | —      | —     | —          | —      | —     | —          | —      | —     | —          | —      | —     | —          | 11 967 | 13,09 | 4          |

Lista de alcaldes de Jerez desde principios del siglo XX a la actualidad

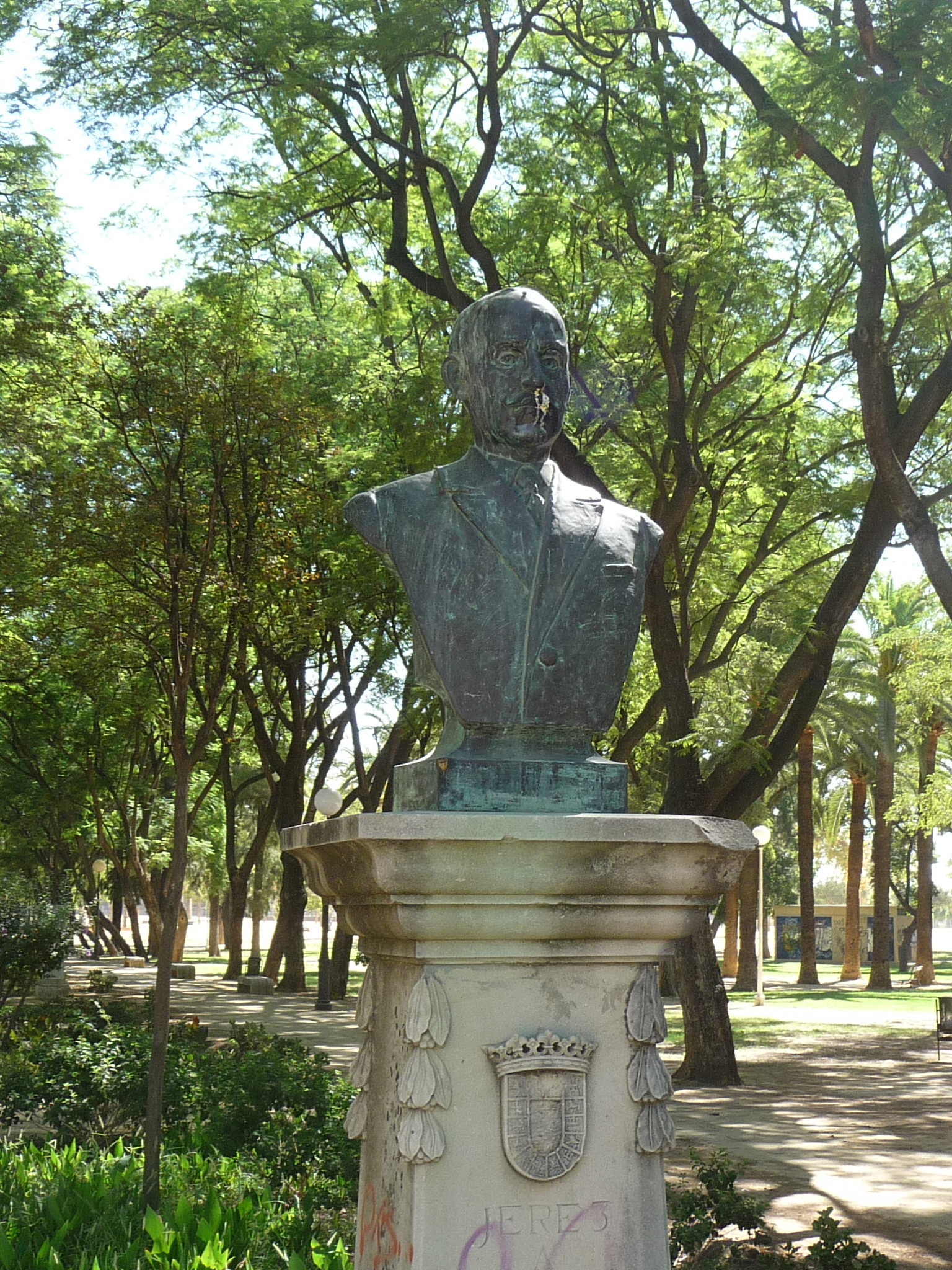
Monumento a Julio González Hontoria en el parque del mismo nombre

- Julio González Hontoria (1905-1907)
- Francisco de P. Velarde Beigbeder (1909)
- Juan Cortina de la Vega (1909)
- José M.a Fernández Gao (1909)
- Francisco Fernández del Castillo (1909)
- Conde de Puerto Hermoso (1910)
- Manuel de Ysasi y González (1913)
- Julio González Hontoria (1914)
- Pedro L. Lassaletta Crussoe (1915)
- Manuel Ant. de la Riva González (1916)
- Manuel Gutiérrez Quijano (1916)
- Julio González Hontoria (1916)
- Francisco Álvarez Antón (1917)
- Pedro Díaz López (1917)
- Marcelino Picardo Celis (1917)
- Pablo Porro Bermejo (1918)
- José García-Mier y Fdez. de los Ríos (1918)
- Diego Belarde Santisteban (1919)
- Dionisio García Pelayo y Cordoncillo (1920)
- Pedro Díaz López (1921)
- José González Pineda (1921)
- Dionisio García Pelayo y Cordoncillo (1923)
- Eduardo Freyre y García de Leaniz (1923)
- Marqués de Villamarta (1923)
- Federico de Ysasi y Dávila (1925)
- Enrique Rivero Pastor (1928)
- Juan J. Sánchez y Sánchez Balias (1930)
- Santiago Lozano Corralón (1930)
- Manuel Moreno Mendoza (1931)
- Francisco Germán S. Alsina (1931)
- Juan Narváez Ortega (1933)
- Manuel Diez Hidalgo (1935)
- Francisco Germán Salaya Alsina (1936)
- Antonio Oliver Villanueva (1936)
- Antonio Martín-Mateos Mancilla (1948-1952)
- Álvaro Domecq Díez (1952-1957)
- Ramón García-Pelayo (1958)
- Tomás García Figueras (1958-1965)
- Miguel Primo de Rivera y Urquijo (1965-1971)
- Manuel Cantos Ropero (1971-1976)
- Jesús Mantaras García-Figueras (1976-1978)[106]
- José Pérez Luna (1978)
- Juan Manuel Corchado Moreno (1978-1979)
- Jerónimo Martínez Beas (1979)
- Pedro Pacheco Herrera (1979-2003)
- María José García-Pelayo Jurado (2003-2005)
- Pilar Sánchez Muñoz (2005-2011)
- María José García-Pelayo Jurado (2011-2015)
- María del Carmen Sánchez Díaz (2015-2023)
- María José García-Pelayo Jurado (desde 2023)

### Organización territorial
En 2007, la ciudad de Jerez, amparándose en la Ley de Grandes Ciudades, se dividió administrativamente en tres grandes distritos, que a su vez se subdividían en barrios. Cada uno de los distritos estaba administrado por un delegado especial de Alcaldesa para dicho distrito, sin que existiera de momento una Junta Municipal del Distrito, encabezado por un Delegado de Distrito, con competencias centradas en la canalización de la participación ciudadana en los mismos.
En mayo de 2007 se llevó a cabo la división administrativa estructurando la ciudad en los siguientes tres grandes distritos, dejando el centro histórico y a la zona rural al margen, que dependiendo del ayuntamiento directamente y de la Delegación del Medio Rural respectivamente. Los distritos eran el Distrito Norte, que comprendía la zona norte y oeste de la ciudad el Distrito Sur, que comprendía la zona sur de la ciudad y el Distrito Granja-Delicias, que comprendía la zona este de la ciudad.
Debido a la amplitud de los distritos, se ha pedido desde varias asociaciones de ciudadanos que se amplíe el número de ellos, abarcando una población más pequeña y homogénea entre sus vecinos. El 8 de septiembre de 2009 se anunció la creación del Distrito Centro y la separación de los Distritos Granja y Delicias.
El 26 de agosto de 2011, el nuevo Gobierno municipal planteó una nueva división en siete distritos. Su aprobación final requirió de tres etapas: asambleas informativas, periodo de alegaciones y redacción de propuesta definitiva, entrando en vigor en enero de 2012. Los distritos actuales son los siguientes:
| Número | Distrito              | Barrios | Población | Extensión   | Densidad (hab/km²) |
| ------ | --------------------- | ------- | --------- | ----------- | ------------------ |
| 1      | Distrito Norte        | 24      | 25 817    | 12 km²      | 2151,42            |
| 2      | Distrito Oeste        | 20      | 28 867    | 6,98 km²    | 4135,67            |
| 3      | Distrito Centro       | 32      | 34 190    | 2,90 km²    | 11 789,66          |
| 4      | Distrito Sur          | 25      | 32 679    | 11,55 km²   | 2829,35            |
| 5      | Distrito La Granja    | 19      | 30 765    | 4,57 km²    | 6731,95            |
| 6      | Distrito Las Delicias | 35      | 38 598    | 6,71 km²    | 5752,30            |
| 7      | Distrito Rural        | 26      | 7270      | 1143,52 km² | 6,36               |

## Economía

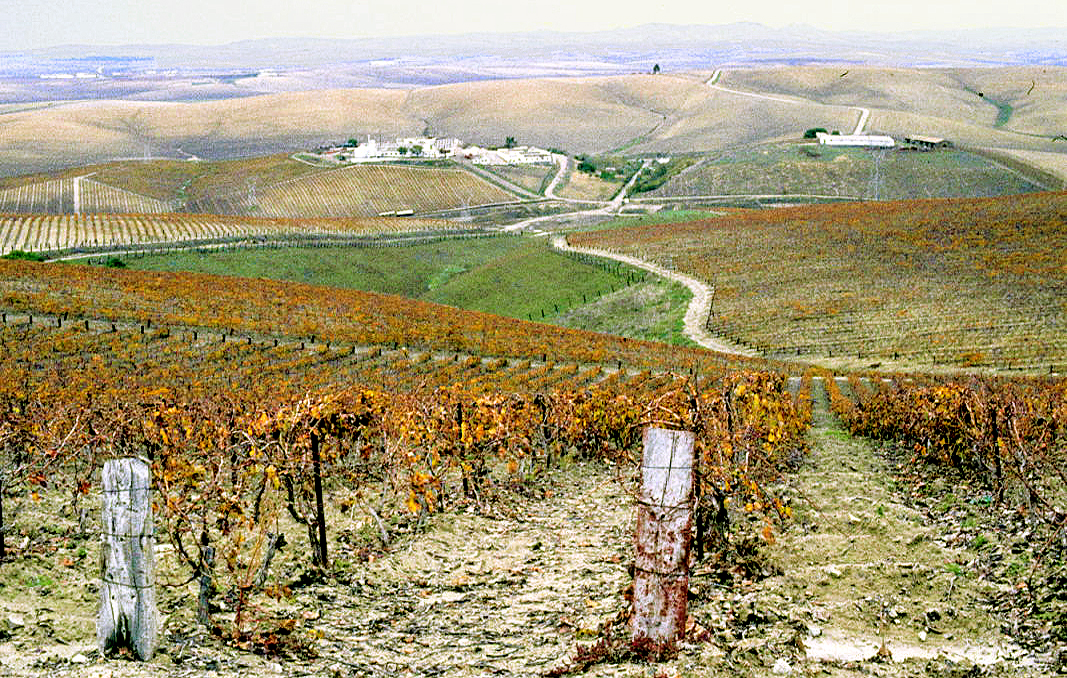
Viñedos en Jerez de la Frontera

Jerez fue tradicionalmente una ciudad centrada en la industria vinícola, con exportaciones del Jerez a todo el mundo, destacando en la actualidad la tricentenaria Bodegas Fundador y la centenaria González Byass. Se trata de una ciudad industrializada, contando con industrias diversas como el caso de la industria azucarera, con la Azucarera Guadalete, que data de 1969. Además de la producción y comercialización de vino, también se cultivan frutas, cereales y hortalizas y se cría ganado vacuno y equino, siendo su Mercado Central de Abastos referencia en la comarca.

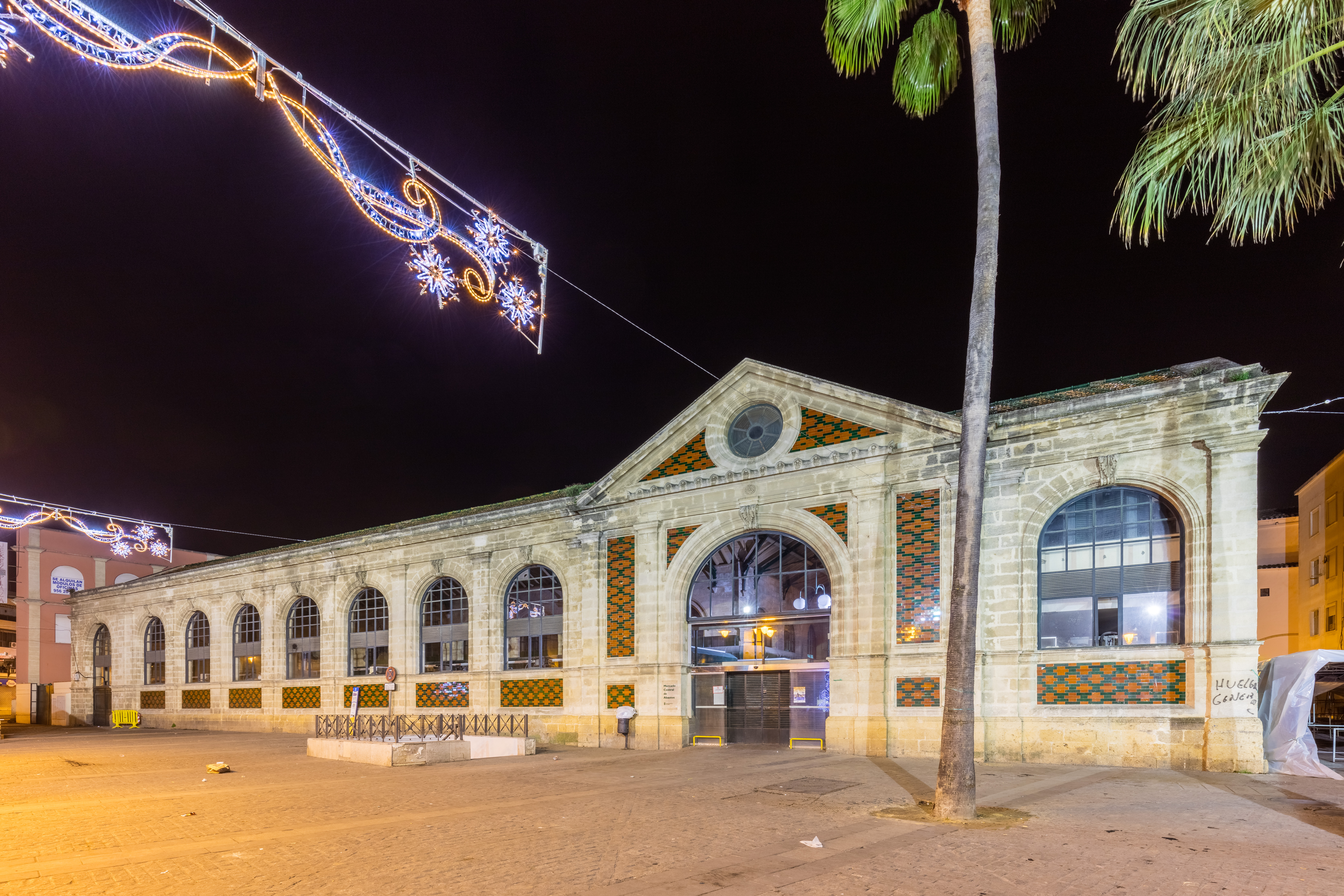
Mercado Central de Abastos

Tras la crisis bodeguera a comienzos de la década de 1990, la ciudad buscó diversificar la industria. Un sector económico fomentado con éxito es el turismo, debido a la fuerte identidad de las señas de la ciudad (vino/brandy, flamenco y caballos), el atractivo de los festejos y al importante patrimonio histórico que posee, además de eventos como el Mundial de Motociclismo.

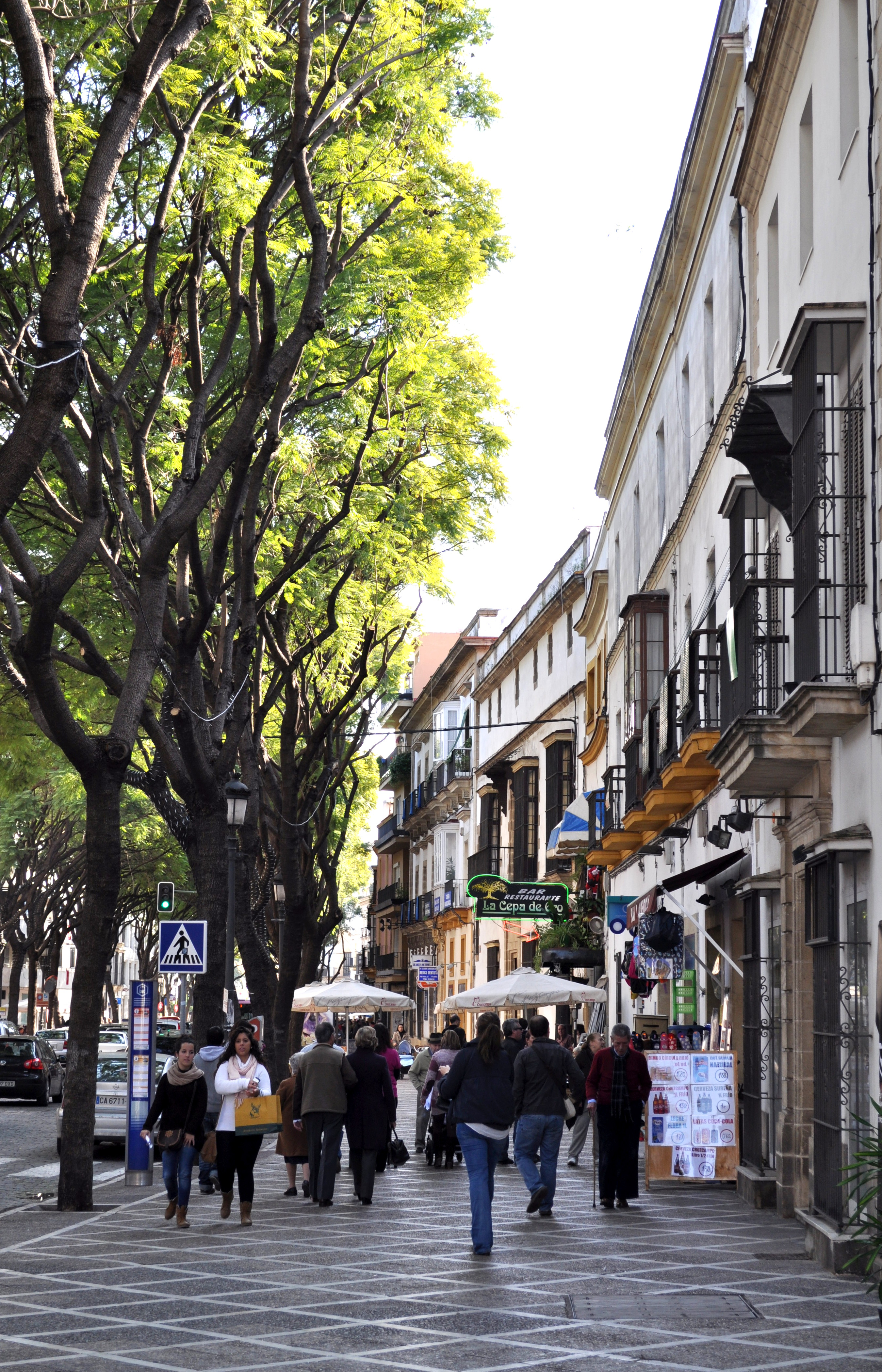
Comercios por la calle Porvera

De forma paralela, otras acciones se orientan a la ubicación de la ciudad como centro logístico en Andalucía occidental, con grandes superficies y naves de distribución, buscando las sinergias entre el ferrocarril, el aeropuerto y los puertos cercanos o el Parque Tecnológico Agroindustrial de Jerez, en el que se está volcando la Universidad de Cádiz a través del Campus de Jerez. También se intenta promover la cultura emprendedora y empresarial mediante instituciones como la Cámara de Comercio de Jerez, y diversos parques empresariales.

## Servicios

### Educación
La educación en Jerez tuvo una época dorada en el siglo XIX, fundándose escuelas y llegando a pagar sueldos mayores que en la capital del país, Madrid.

#### Enseñanza obligatoria
El término municipal de Jerez cuenta con 74 centros de enseñanza básica, 41 centros de enseñanza secundaria, 12 centros de educación de adultos y 10 bibliotecas públicas. Entre ellas destaca la Biblioteca-Archivo municipal, que conserva privilegios y actas capitulares de los siglos XIII al XV, un fondo notarial desde el siglo XIV así como otros archivos. En cuanto a formación reglada el Instituto Padre Luis Coloma, primero de la provincia, con 186 años de historia.

#### Universidad

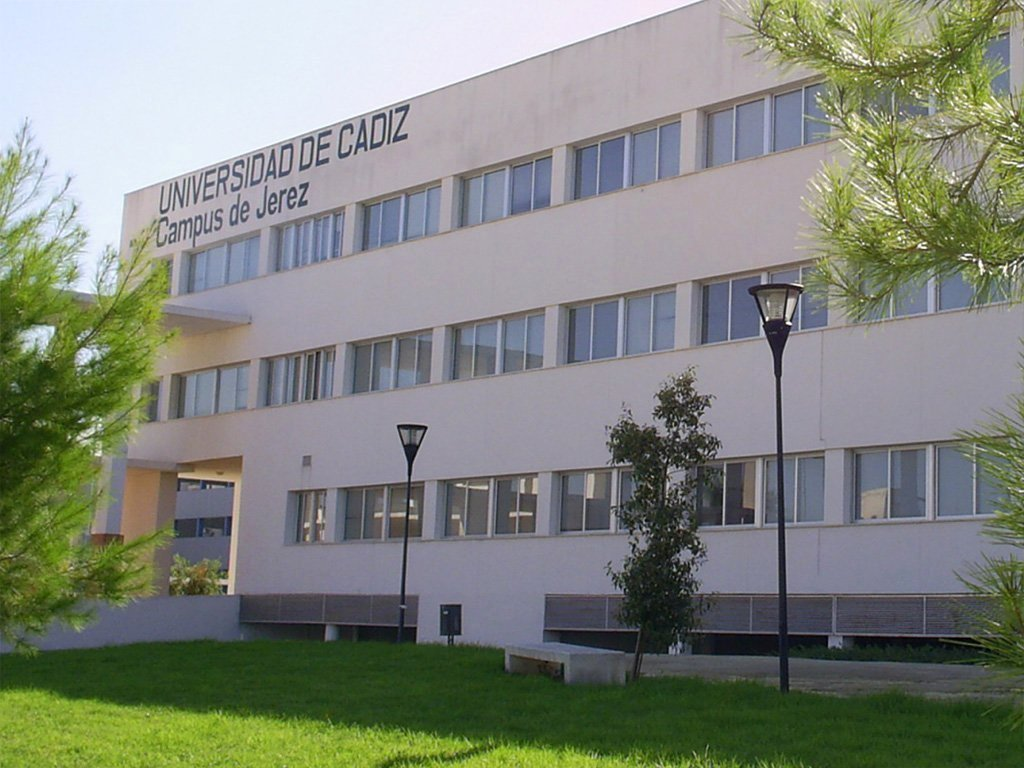
Campus de Jerez, vista trasera

En lo referente a enseñanza superior, cuenta con su propio campus universitario, perteneciente a la universidad de la provincia, la Universidad de Cádiz. El Campus de Jerez está dedicado íntegramente a los estudios sociales y jurídicos, si bien cuenta también con un aula delegada de estudios de enfermería. En la actualidad, cuenta con dos centros académicos propios (Facultad de Derecho y Facultad de Ciencias Sociales y Jurídicas) y con tres sedes permanentes de otros tantos centros de la UCA (Facultad de Ciencias Económicas y Empresariales, Facultad de Ciencias del Trabajo y Facultad de Enfermería).
Es la sede, también, del Instituto Universitario de Investigación en Desarrollo Social Sostenible (INDESS) y de la sección de Cádiz del Instituto Andaluz Interuniversitario de Criminología.
El Campus Universitario de Jerez, inaugurado en el año 2004 y conocido como Campus de la Asunción, es el resultado de la ubicación en un mismo espacio académico de los dos centros universitarios de carácter público existentes en Jerez desde la fundación de la Universidad de Cádiz en el año 1979: la Facultad de Derecho y la Escuela Universitaria de Estudios Empresariales (esta última ahora convertida en Facultad de Ciencias Sociales y de la Comunicación); aunque ambos centros tienen su origen en 1972 (Escuela Universitaria de Estudios Empresariales) y 1973 (Colegio Universitario de Derecho).
Situado en la Avenida de la Universidad, el Campus ocupa parte del solar en el que se levantaba el antiguo cuartel de artillería de la Asunción. El campus cuenta con 45 000 m² construidos, 30 000 m² de zonas verdes, 700 plazas de aparcamiento y 4 edificios principales: aularios, despachos y seminarios, biblioteca, servicios comunes, edificio multiusos y piscina cubierta. En la actualidad se está construyendo un nuevo aulario para aumentar la capacidad del mismo, que se prevé pueda estar en funcionamiento para el curso 2025/26. Contará con 15 aulas adicionales y un salón de actos para 400 personas, salón que será el mayor de toda la UCA.

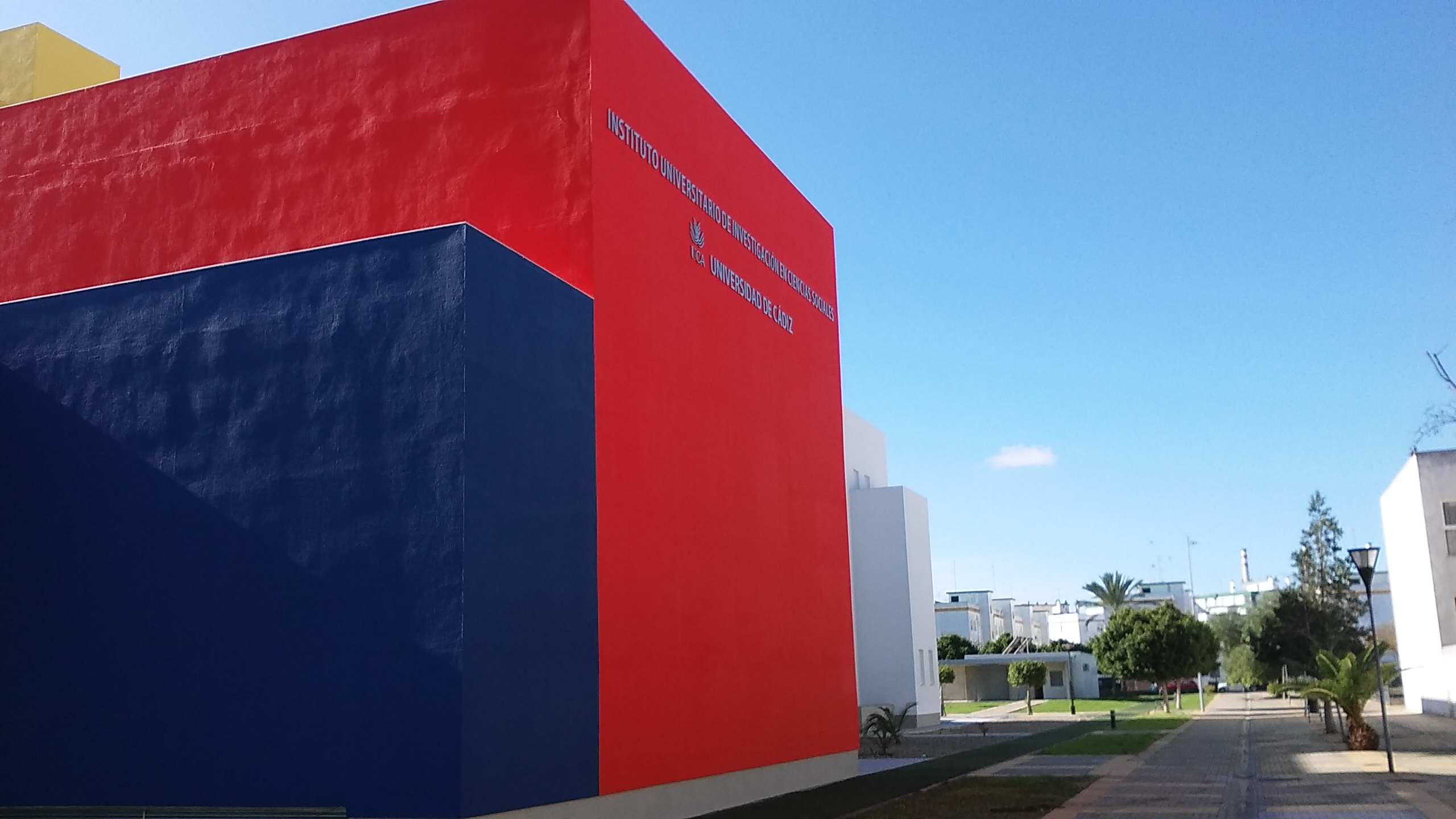
Fachada principal de la sede del Instituto para el Desarrollo Social Sostenible (INDESS)

En el campus de Jerez se pueden cursar las siguientes titulaciones:
- Grado en Derecho
- Grado en Criminología y Seguridad
- Grado en Administración y Dirección de Empresa
- Grado en Enfermería
- Grado en Marketing e Investigación de Mercados
- Grado en Turismo
- Grado en Publicidad y Relaciones Públicas
- Grado en Gestión y Administración Pública
- Grado en Trabajo Social
- Doble Grado en Publicidad y Relaciones Públicas junto con Marketing e investigación de mercados
- Doble Grado en Publicidad y Relaciones Públicas y en Turismo
- Doble Grado en Marketing e Investigación de Mercados y en Turismo
- Doble Grado en Administración y Dirección de Empresas y Derecho
- Doble Grado en Derecho y Criminología y Seguridad
- Máster en Abogacía[126]
- Máster en Dirección Estratégica e Innovación en Comunicación
- Máster en Marketing Digital y Social
- Máster en Dirección Turística
- Máster en Gestión y Administración Pública
- Máster en Protección Jurídico-Social de Personas y Colectivos Vulnerables
- Máster en Relaciones Internacionales y Migraciones
- Máster en Violencia Criminal
- Máster en Investigación y Análisis del Flamenco

#### Otros recursos
En la ciudad también se encuentra la Escuela de Arte y Superior de Diseño de Jerez, y un centro perteneciente a la Escuela Oficial de Idiomas. Hasta 2012 la ciudad contaba con un centro propio de la Universidad Nacional de Educación a Distancia (UNED) pero fue desmantelado y sustituido por una Unidad de Atención e Información al Alumno.
Durante 20 años funcionó el centro de Formación Profesional de San Juan de Dios, referente en la formación de desempleados (principalmente mediante cursos de formación profesional ocupacional), pero en 2017 la Junta de Andalucía decidió su cierre.
También se incluyen gran cantidad de centros de educación primaria y secundaria, algunos de ellos entre los mejores de España.
Desde 1985 existe un Centro del Profesorado (CEP), cuya labor fue reconocida con el Premio Especial Ciudad de Jerez 2017.
Aparte de la educación académica, existen escuelas municipales de equitación, tauromaquia y educación vial entre otras.
En la actualidad está teniendo un avance importante la implantación de la Formación Profesional mediante centros privados en la ciudad. En concreto, en las instalaciones del Complejo Municipal de Chapín para la FP deportiva y en la sede de la antigua Bodega Croft y antigua Facultad de Derecho de Jerez, para la FP sanitaria.

#### Escuela de pilotos
Jerez cuenta aprovechando las instalaciones del Aeropuerto Internacional de Jerez con la sede de Flight Training Europe, escuela dedicada a la formación de pilotos y controladores aéreos.

### Sanidad
El Hospital Universitario de Jerez de la Frontera del Servicio Andaluz de Salud es el hospital de referencia para el área de gestión sanitaria Jerez, Costa Noroeste y Sierra de Cádiz, dividida en el distrito Jerez-Costa Noroeste y el distrito Sierra de Cádiz, abarcando a una población sanitaria superior a las 400 000 personas que comprende a la población de los términos municipales de Jerez de la Frontera, Rota, Chipiona, Sanlúcar de Barrameda, Alcalá del Valle, Arcos de la Frontera, Olvera, Ubrique y Villamartín.
También está implantada la sanidad concertada en la ciudad, a través del Hospital de San Juan de Dios concertado con la Orden Hospitalaria de San Juan de Dios.
Por su parte, en el Distrito Sur está el Hospital HLA Jerez Puerta del Sur, que es un hospital privado. De igual forma, destacan las clínicas privadas de Serman, Los Álamos y Beiman, referente en fisioterapia deportiva.

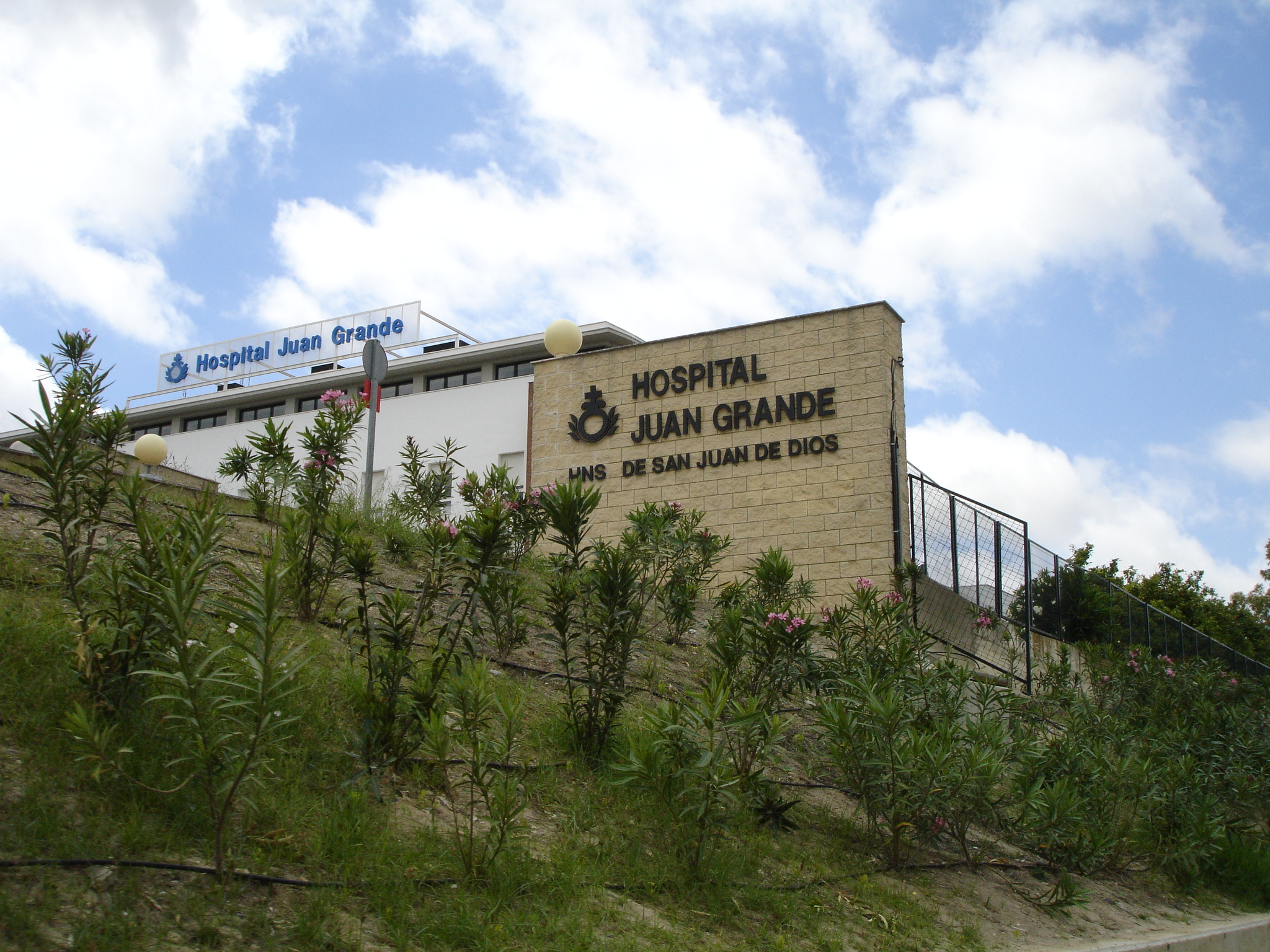
Hospital San Juan Grande

### Comunicaciones
Jerez es una ciudad que cuenta con grandes avenidas que articulan una enorme carga de vehículos (algunas con más de 30 000 vehículos al día).
Además, cuenta con la siguiente infraestructura en servicios públicos:

#### Autobuses

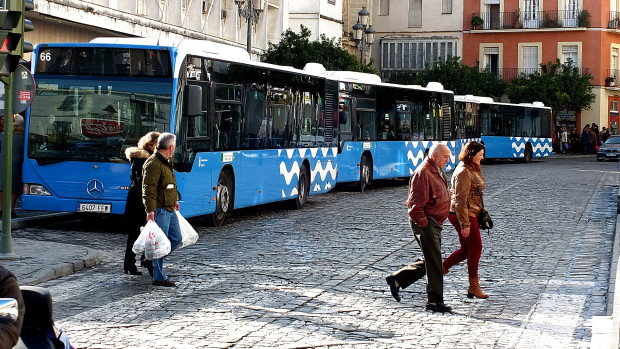
Autobuses urbanos

Hay 18 líneas de autobuses, con característicos autobuses de color azul y blanco y otros de color rojo y gris plateado. Actualmente el servicio de transporte urbano contempla la ampliación del parque de autobuses con la adquisición de 40 nuevas unidades que reforzarán a las ya existentes.
- 1: Esteve - San Telmo - Angustias
- 2: Esteve - Picadueñas - Angustias
- 3: Esteve - Las Torres - Angustias
- 4: Esteve - Hipercor - Angustias
- 5: Corredera - Guadalcacín - Angustias
- 6 Esteve - Universidad - Almería - Angustias
- 7: Angustias - Estella - Minotauro
- 8: Circunvalación I
- 9: Circunvalación II
- 10: La Canaleja - Esteve - Hospital - Casinos
- 11: Esteve - La Marquesa - Angustias
- 12: Corredera - San José Obrero - Angustias
- 13: Alcázar - Residencia Rancho Colores - Asisa
- 14: Esteve - Rotonda 6 - Angustias
- 15: Nueva Jarilla - Angustias - El Portal
- 16: Casinos - Hipercor - Ortega y Gasset
- 17: Casinos - Montealto
- 18: Corredera - Luz Shopping - Angustias
- EI1: Angustias - Institutos (solo en días lectivos)
- EI2: La Pita - Almunia (solo días lectivos)

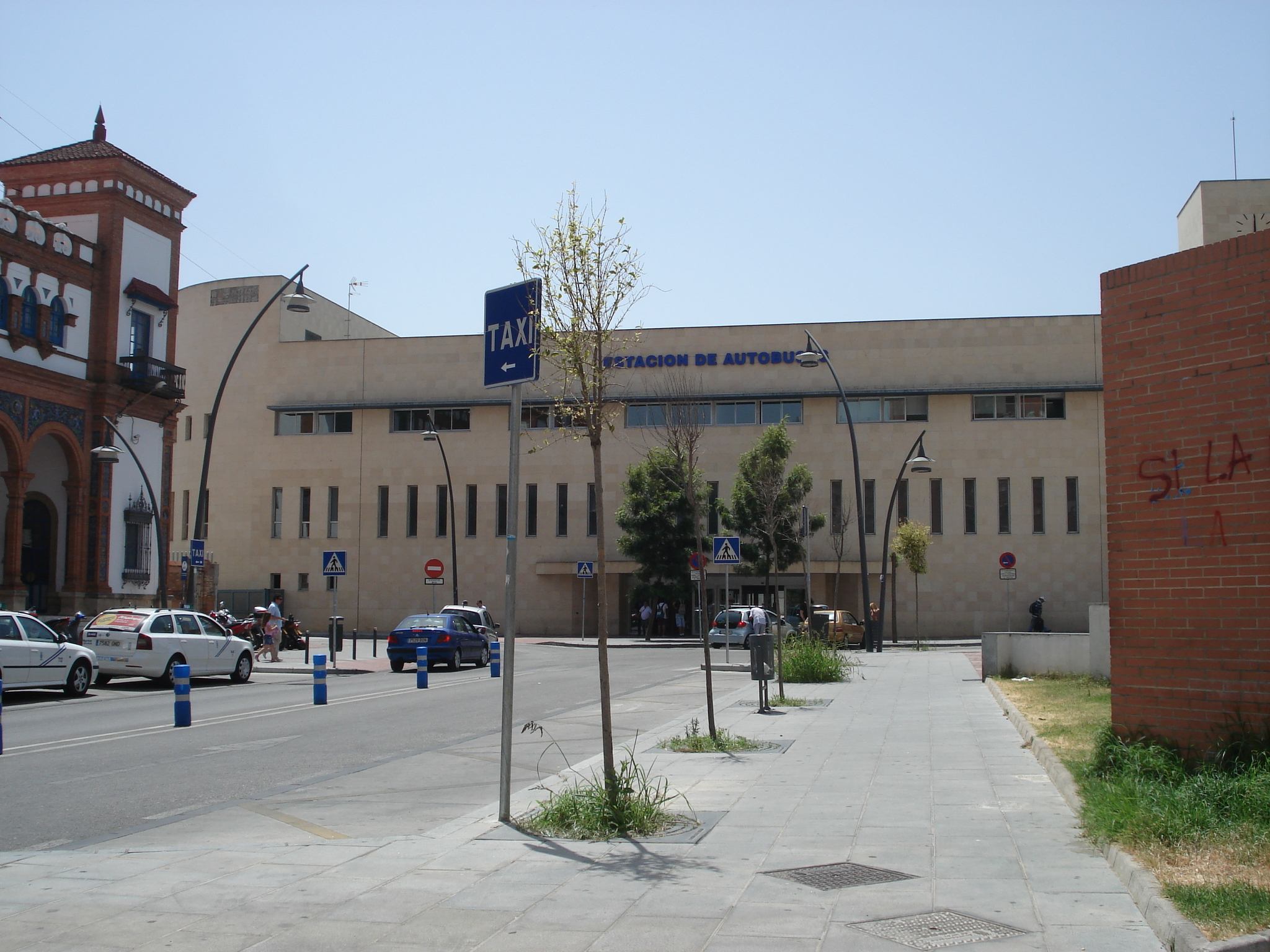
Estación central de autobuses

La actual estación de autobuses de Jerez es gestionada por el ayuntamiento de la localidad. Esta nueva estación se encuentra localizada a unos cientos de metros de la anterior, junto a la estación de ferrocarriles desde 2006, estando planificadas obras de mejora para 2013. Desde ella se realizan viajes regulares a Alcalá del Valle, Algeciras, Arcos de la Frontera, Barbate, Cádiz, Chiclana de la Frontera, Chipiona, El Puerto de Santa María, Los Barrios, Madrid, Málaga, Medina Sidonia, Ronda, Rota, San José del Valle, San Fernando, Sanlúcar de Barrameda, Sevilla, Trebujena y Zahara de los Atunes.
Además de autobuses diarios y regulares al aeropuerto y las pedanías más alejadas de Jerez, las cercanas están conectadas por autobuses urbanos.

#### Autovías y carreteras
Las autovías y autopistas que conectan Jerez con otras poblaciones tienen un recorrido radial con respecto a la provincia de Cádiz y la provincia de Sevilla. Sus principales accesos son los siguientes:
| Identificador | Itinerario                                                                                                  | Observaciones                                           |
| ------------- | --- | ------------------------------------------------------- |
| E-5 A-4       | Madrid - Córdoba - Sevilla - Jerez - Cádiz                                                                  | Conecta Jerez con Madrid                                |
| E-5 AP-4      | Sevilla - Dos Hermanas - Los Palacios y Villafranca - Las Cabezas de San Juan - Jerez - Puerto Real - Cádiz | Conecta Jerez con Sevilla.                              |
| A-381         | Jerez - Medina Sidonia - Alcalá de los Gazules - Los Barrios                                                | Conecta Jerez con la Janda y el Campo de Gibraltar      |
| A-382         | Jerez - Jédula - Arcos de la Frontera (Prevista prolongación a Bornos - Algodonales - Antequera)            | Conecta Jerez con la Sierra de Cádiz.                   |
| A-480         | Chipiona - Sanlúcar de Barrameda - Jerez                                                                    | Conecta Jerez con la Costa Noroeste de Cádiz.           |
| A-2078        | Jerez - Rota                                                                                                | Conecta Jerez con Rota enlazando la A-491 con la A-480. |
| A-2000        | Trebujena - Jerez                                                                                           | Conecta Jerez con Trebujena.                            |
| A-2002        | Jerez - El Portal - El Puerto de Santa María                                                                | Conecta Jerez con El Puerto de Santa María              |
| A-2003        | Jerez - La Barca de la Florida - San José del Valle                                                         | Conecta Jerez con San José del Valle                    |

#### Aeropuerto

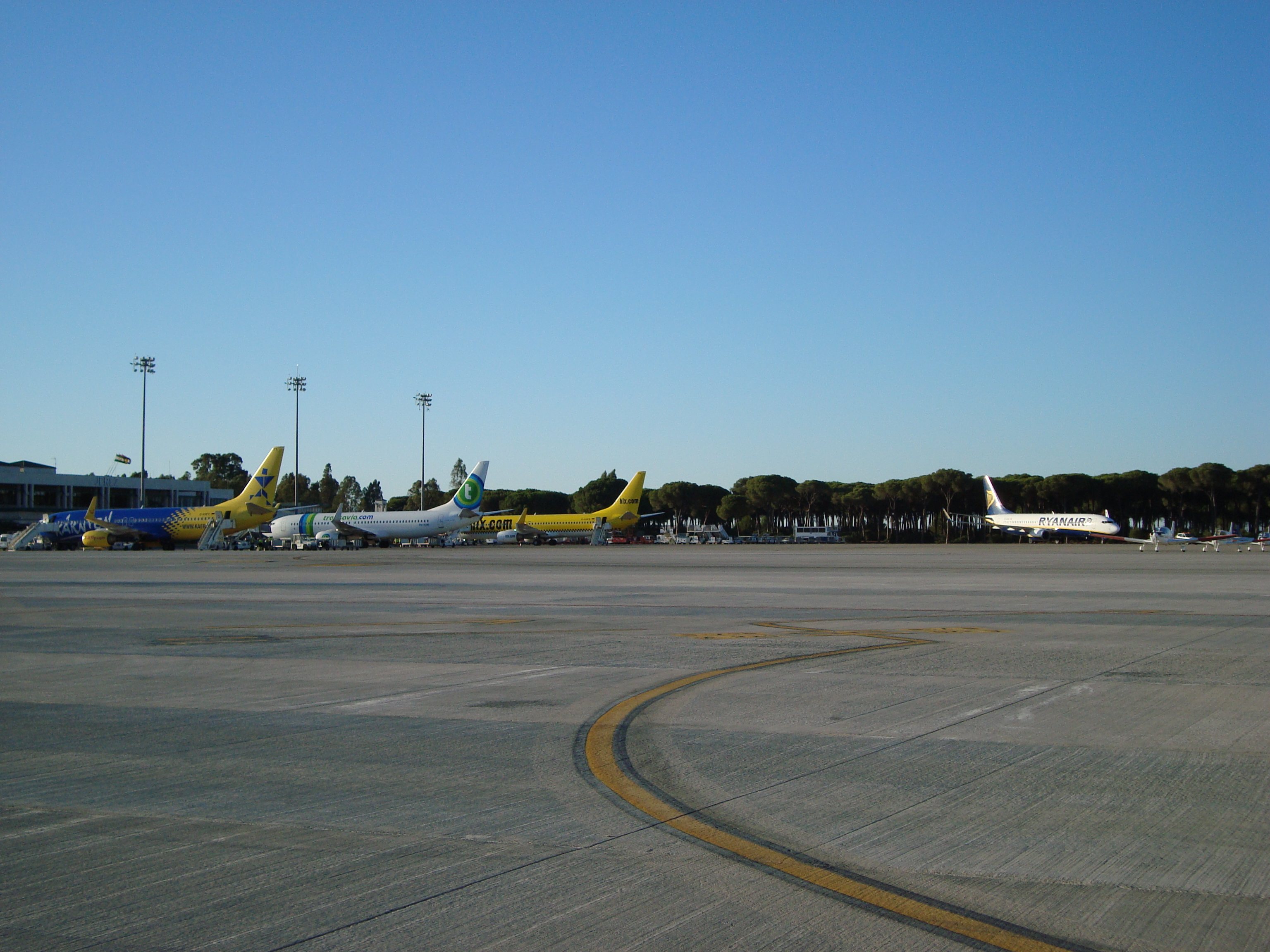
Aeropuerto de Jerez

El Aeropuerto Internacional de Jerez La Parra (IATA: XRY, OACI: LEJR) Se encuentra situado a 8 kilómetros al noreste del centro. Se construye en 1937 y se abre al tráfico comercial en 1946, en 1992 se convierte en aeropuerto de uso exclusivo civil, siendo trasladada la base militar aérea a Morón de la Frontera.
En 2006 el aeropuerto movió 1 381 560 pasajeros, con un crecimiento del 6,51 % sobre el 2005 y del 23,64 % sobre el 2004. Es el tercer aeropuerto en número de pasajeros de Andalucía, por detrás del aeropuerto Málaga-Costa del Sol y el de Sevilla-San Pablo.
El aeropuerto está comunicado con la ciudad a través de una línea regular de autobuses y trenes. En los presupuestos generales del estado para 2008 se han presupuestado varias partidas para ampliar las infraestructuras del aeropuerto. El 7 de septiembre de 2011 se inauguró la estación ferroviaria Aeropuerto de Jerez, junto a las mismas instalaciones aeroportuarias y como parte de la Línea de Alta Velocidad Sevilla - Jerez. Es así la segunda ciudad andaluza con un aeropuerto accesible por tren.

#### Ferrocarril

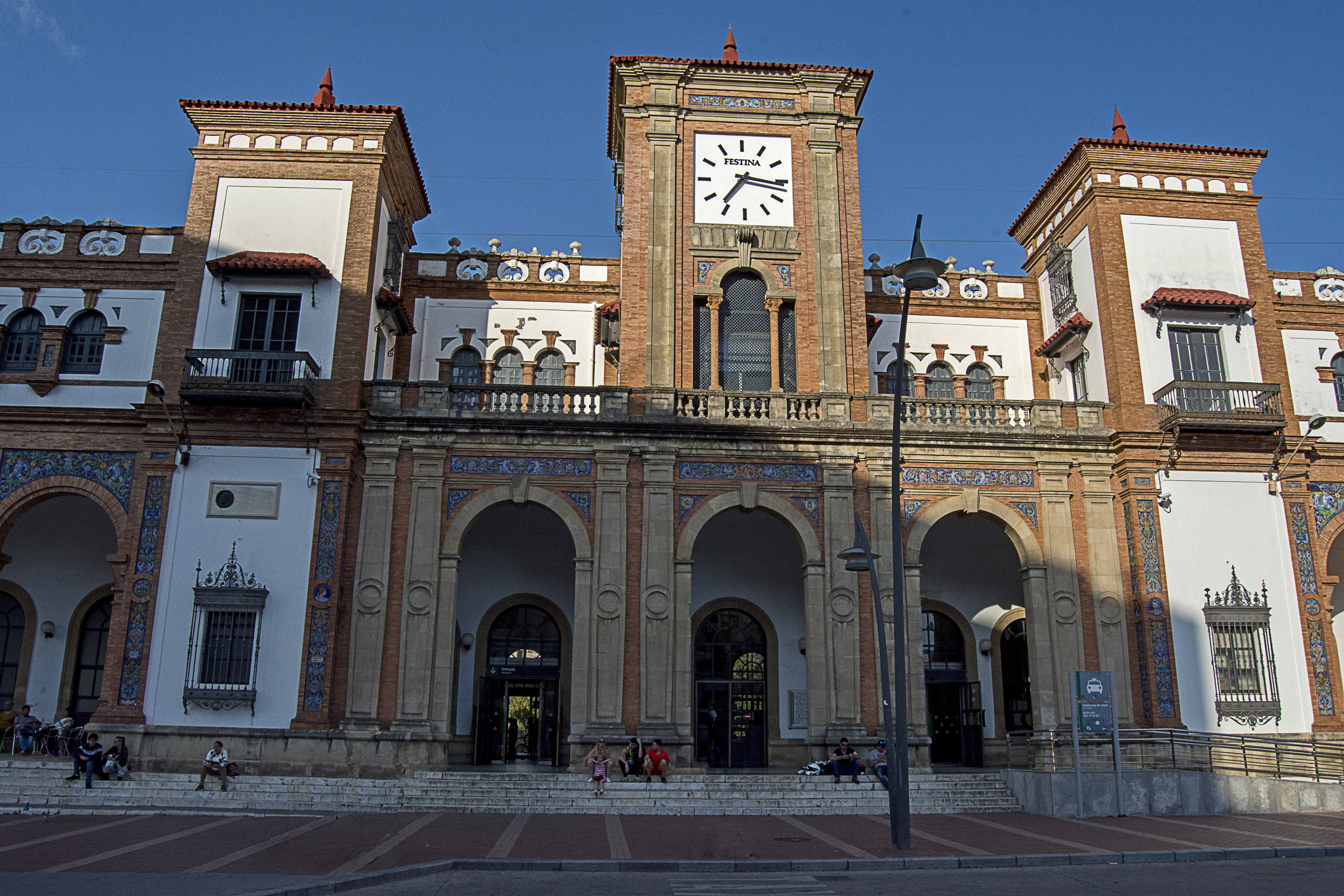
Estación de ferrocarril en 2018, obra atribuida a Aníbal González

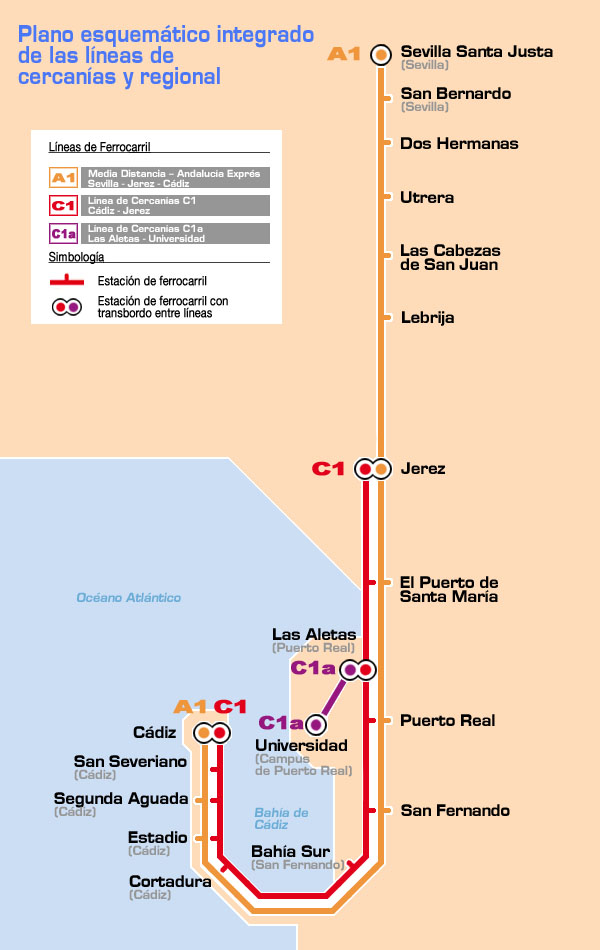
Plano de las líneas de ferrocarril de Cercanías y media distancia que transcurren por Jerez

Jerez cuenta con una línea de ferrocarril desde 1780, cuando se constituyó la primera línea de Andalucía, y una de las primeras de España, entre Jerez y El Puerto de Santa María, que dos años más tarde se prolongaría hasta el puerto del Trocadero, en Puerto Real, tenía una longitud de unos 27 km de longitud. El objetivo de esta línea era trasportar las botas de jerez hasta el puerto para luego embarcar con destino Reino Unido. El edificio actual es obra de Aníbal González, en su característico estilo neo mudéjar.
La estación de Jerez es la cuarta estación de Adif con más tránsito de Andalucía, tras Sevilla-Santa Justa, Córdoba-Central y Málaga-María Zambrano. En ella se pueden tomar los siguientes destinos:
- Línea regular de cercanías Jerez-Cádiz:[155] con parada en Aeropuerto de Jerez, Jerez, El Puerto de Santa María, Valdelagrana, Las Aletas, Universidad (Campus de Puerto Real),[156] Puerto Real, San Fernando, Bahía Sur (San Fernando), Cortadura (Cádiz), Estadio (Cádiz), Segunda Aguada (Cádiz), San Severiano (Cádiz) y Cádiz (estación principal).
- Línea regular de regionales Sevilla-Jerez-Cádiz:[157] con parada en Cádiz (estación principal), Segunda Aguada (Cádiz), Estadio (Cádiz), San Fernando, Puerto Real, El Puerto de Santa María, Jerez, Lebrija, Las Cabezas de San Juan, Utrera, Dos Hermanas, San Bernardo (Sevilla) y Santa Justa (estación principal de Sevilla).
- Grandes recorridos: en la estación de ferrocarriles de Jerez se realizan viajes regulares a Ciudad Real, Córdoba, Madrid, Málaga, Tarragona y Zaragoza.
- La ciudad dispone del servicio de Alta Velocidad. Con un servicio de Alvia, y se prevé que en años, entre en funcionamiento el AVE.[158]
- Se han presentado iniciativas para crear tres nuevos apeaderos, uno en la zona del parque González Hontoria-Sementales, otro en la pedanía de Guadalcacín, aprovechando la Ciudad del Transporte (y su terminal de mercancías)[159] y otro entre los barrios de Zona Hipercor y San José Obrero.

La estación del Aeropuerto de Jerez hace normalmente de enlace con la línea regular de cercanías Jerez y la línea regular de regionales Sevilla-Jerez, facilitando el acceso y comunicación con el aeropuerto de Jerez.
La estación de la Ciudad del Transporte, es una estación de tren de mercancías ubicada en la Ciudad del Transporte, en Jerez, próximo a la pedanía de Guadalcacín. En uso solo para el mantenimiento de vagones, aunque en 2018 se saca a licitación su conversión en puerto seco.

#### Bicicleta
La ciudad cuenta con 41 km de carril bici que principalmente recorren las grandes avenidas de la ciudad.
Hasta 2015, Jerez contaba con unos 17 km de carril bici, pero tras unas negociaciones entre la Junta de Andalucía y el ayuntamiento se procedió a habilitar 24 km más de carriles bici con extensiones con todos los distritos y con Guadalcacín.
En la actualidad se está ampliando el trazado entre el Jerez urbano y el Jerez rural. Concretamente entre Jerez y la Barca de la Florida con una ampliación en 24 km. A su finalización el carril bici jerezano superará los 65 km de carril bici.

#### Tranvía
El Ayuntamiento de Jerez y la Junta de Andalucía presentaron un estudio de trazado del sistema tranviario de Jerez, que fue adjudicado en 2008. En 2011 la antigua alcaldesa María José García-Pelayo Jurado renunció al tranvía por el gran gasto que suponía (168 millones de euros).
El Tranvía Metropolitano de la Bahía de Cádiz circulará desde la estación de Cádiz hasta el aeropuerto de Jerez de la Frontera circulando por la avenida de Astilleros, en Cádiz, para pasar por la avenida de las Cortes y ahí conectar con el puente de la Pepa para cruzar la bahía de Cádiz. Después circulará por la avenida de Trocadero ya en el municipio de Puerto Real, concretamente en la barriada de Río San Pedro, para finalmente entrar en la ciudad de Puerto Real por la estación de cercanías de Universidad y transcurrir hasta Jerez de la Frontera por la actual vía Cádiz-Sevilla.

## Monumentos y lugares de interés

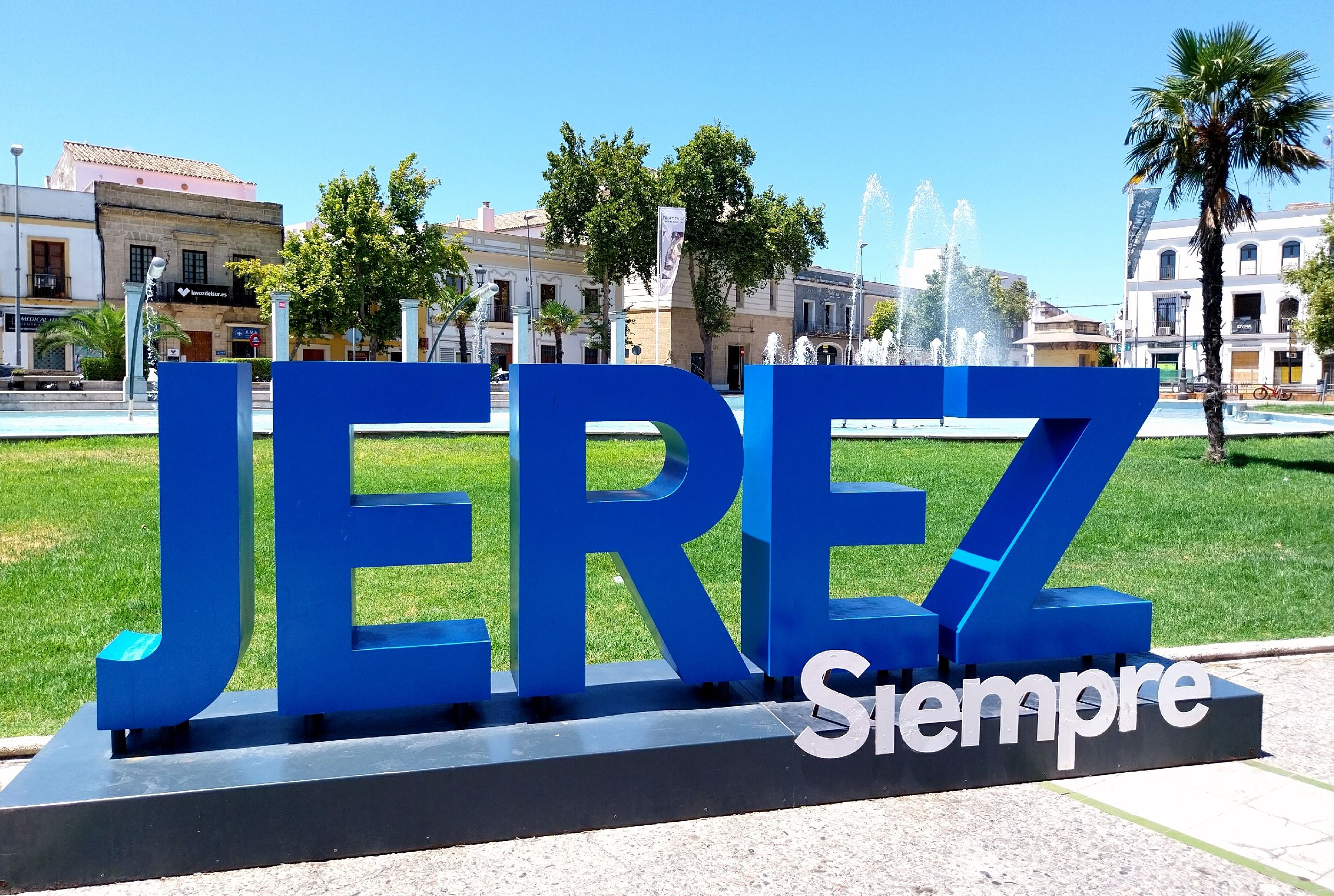
Letras "Jerez Siempre" en la Plaza del Mamelón

En Jerez podemos destacar los siguientes atractivos turísticos:

### Arquitectura histórica
En la estructura urbana de Jerez podemos distinguir claramente un crecimiento cuidado, donde se identifica el casco antiguo de fisonomía andalusí y el ensanche, que sigue una planificación urbanística más elaborada.

#### Religioso
Entre los monumentos religiosos destacan iglesias y monasterios (algunos todavía de clausura). No obstante, la que una vez fuera denominada «Ciudad de los Conventos» está perdiendo congregaciones de manera continua dejando a la luz, en ocasiones, yacimientos arqueológicos de gran antigüedad.

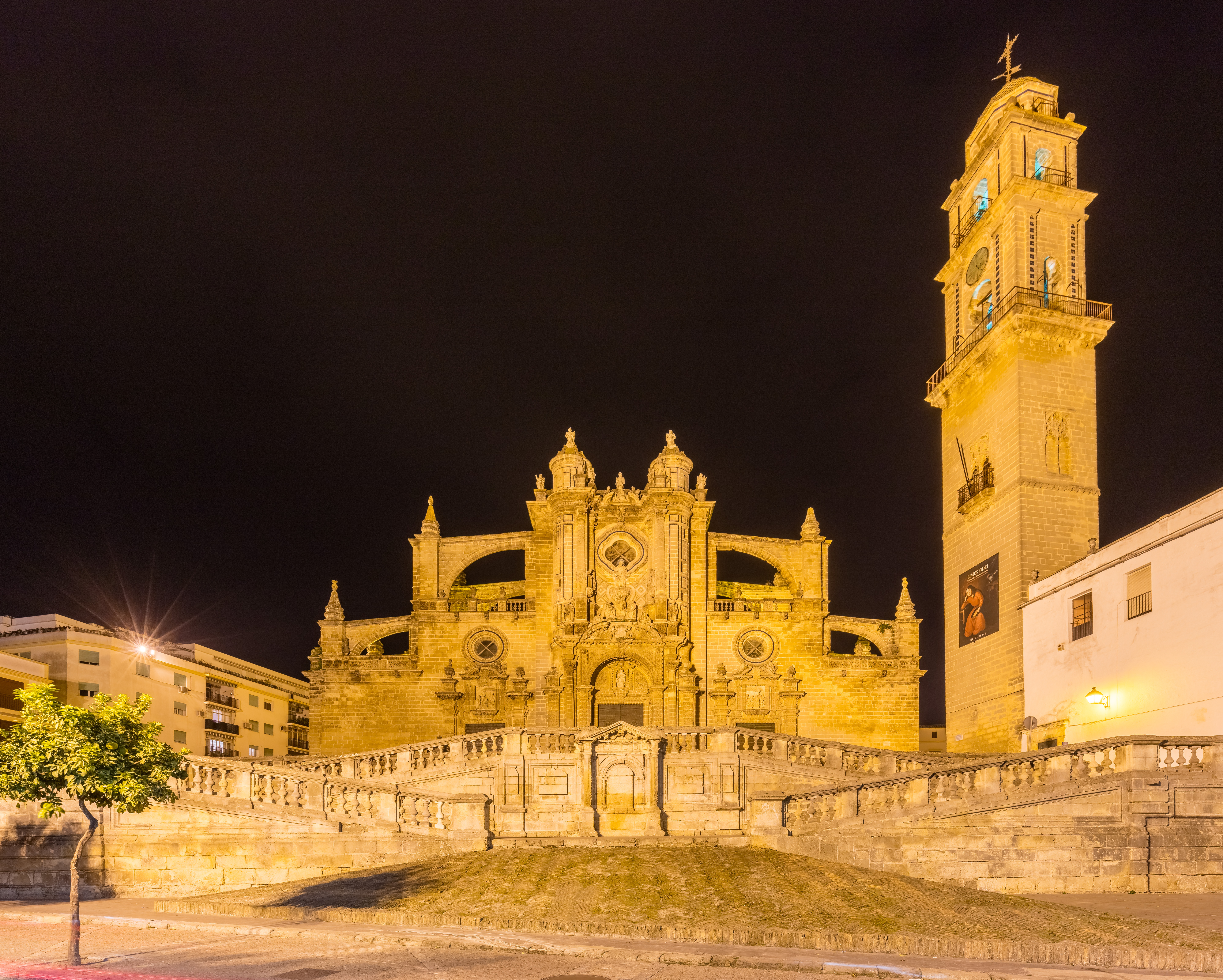
Vista nocturna de la catedral, donde se encuentra Nuestra Señora del Socorro, copatrona de la ciudad

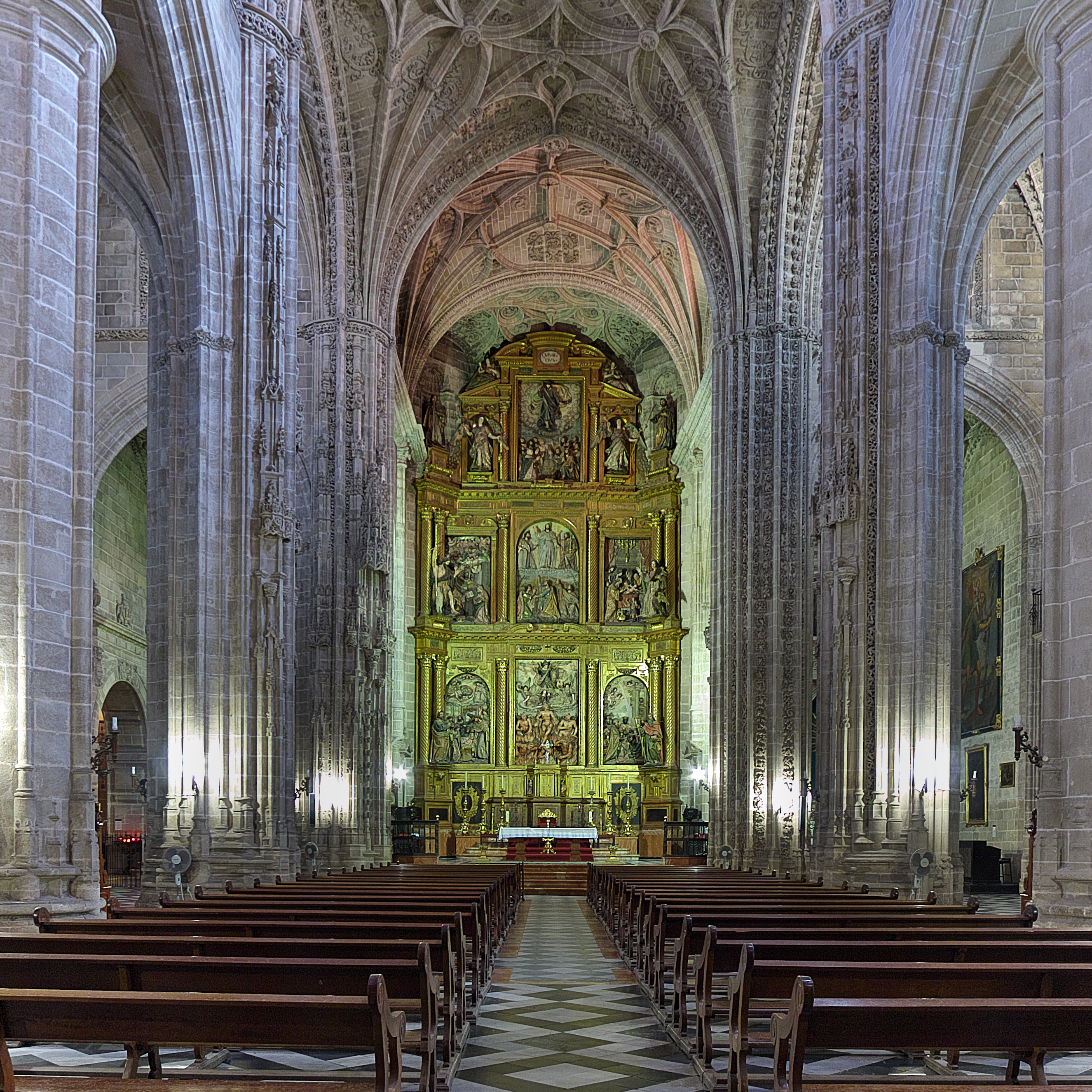
Iglesia de San Miguel

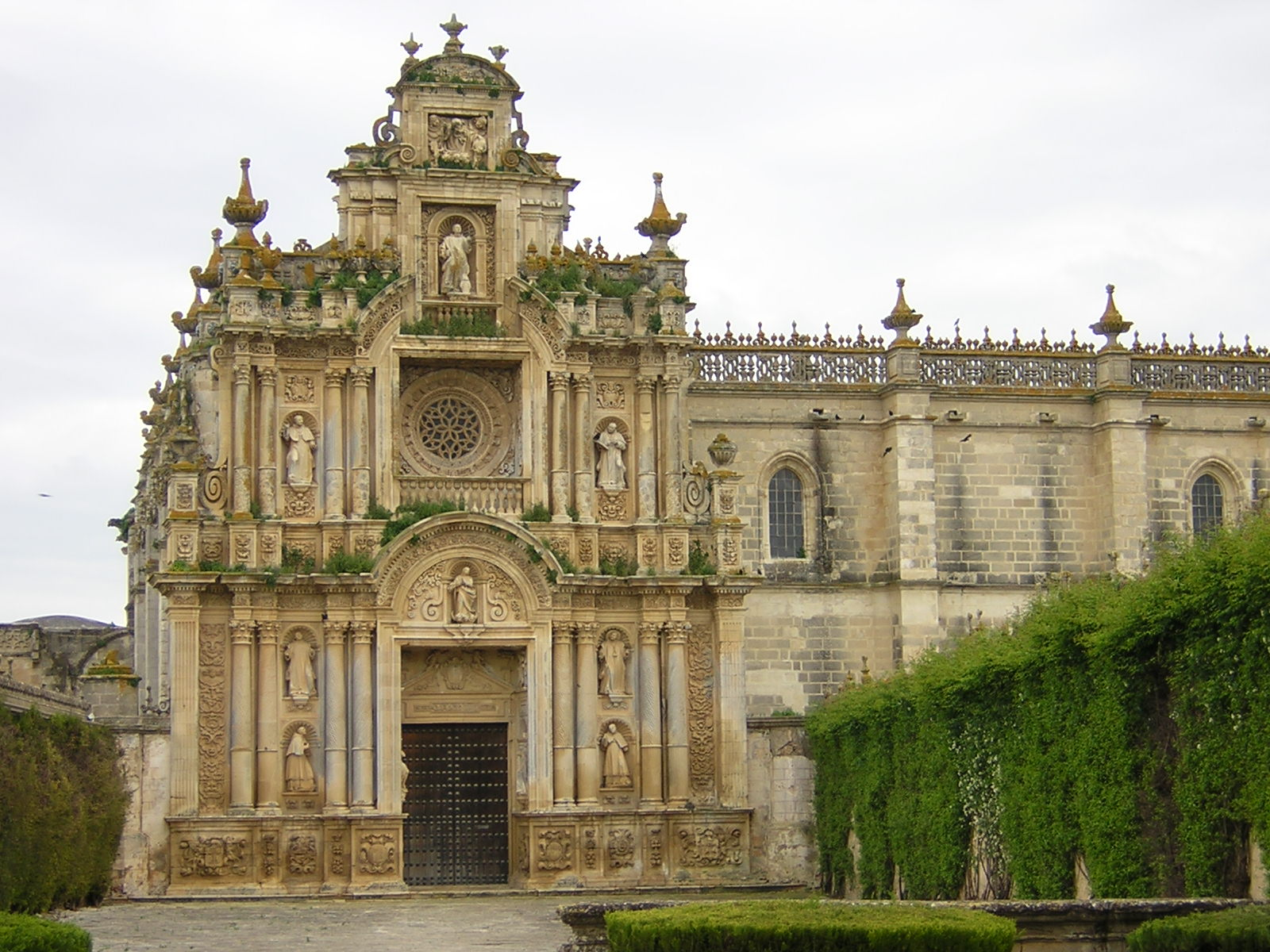
Monasterio de la Cartuja

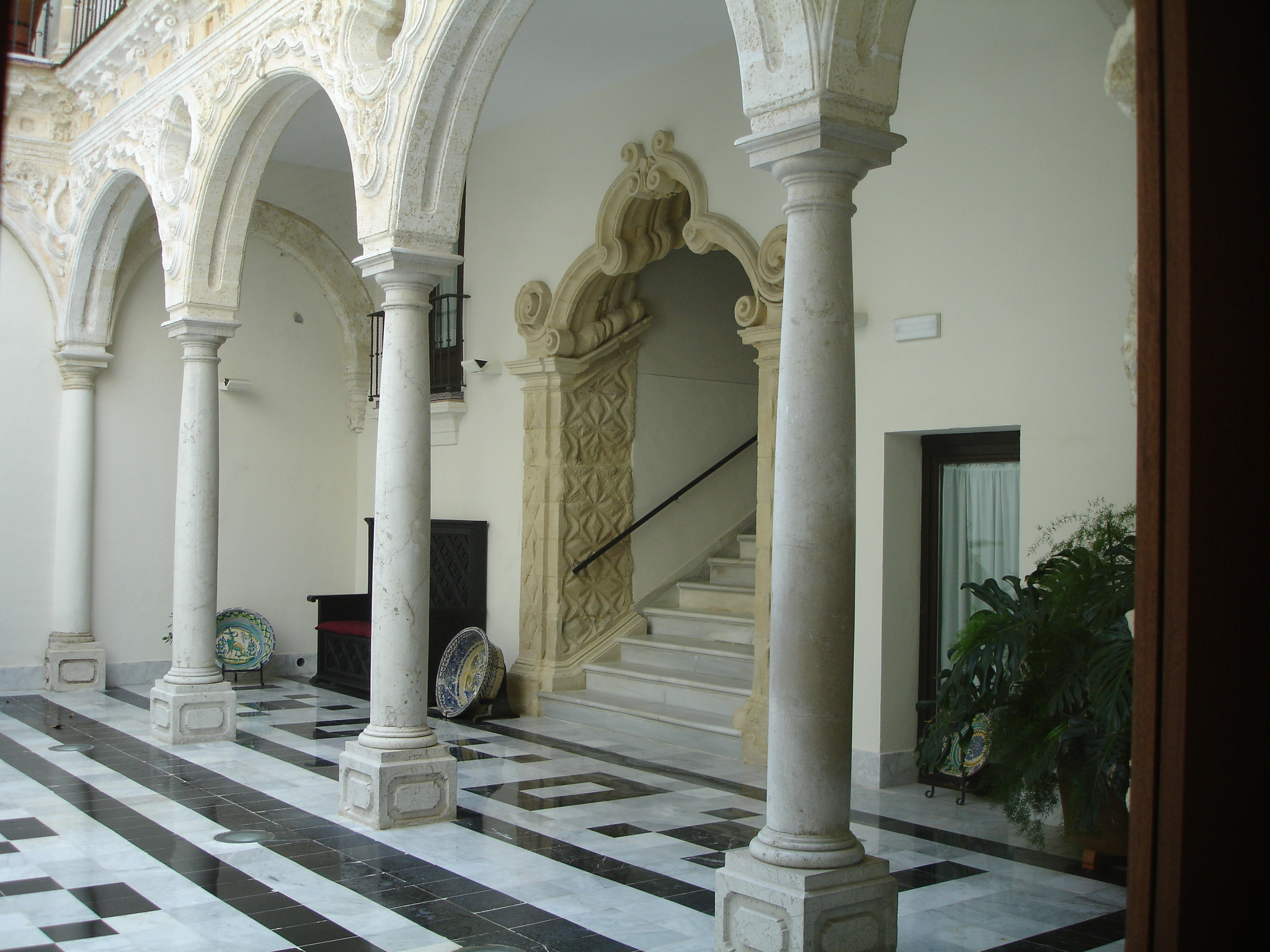
Palacio de Bertemati

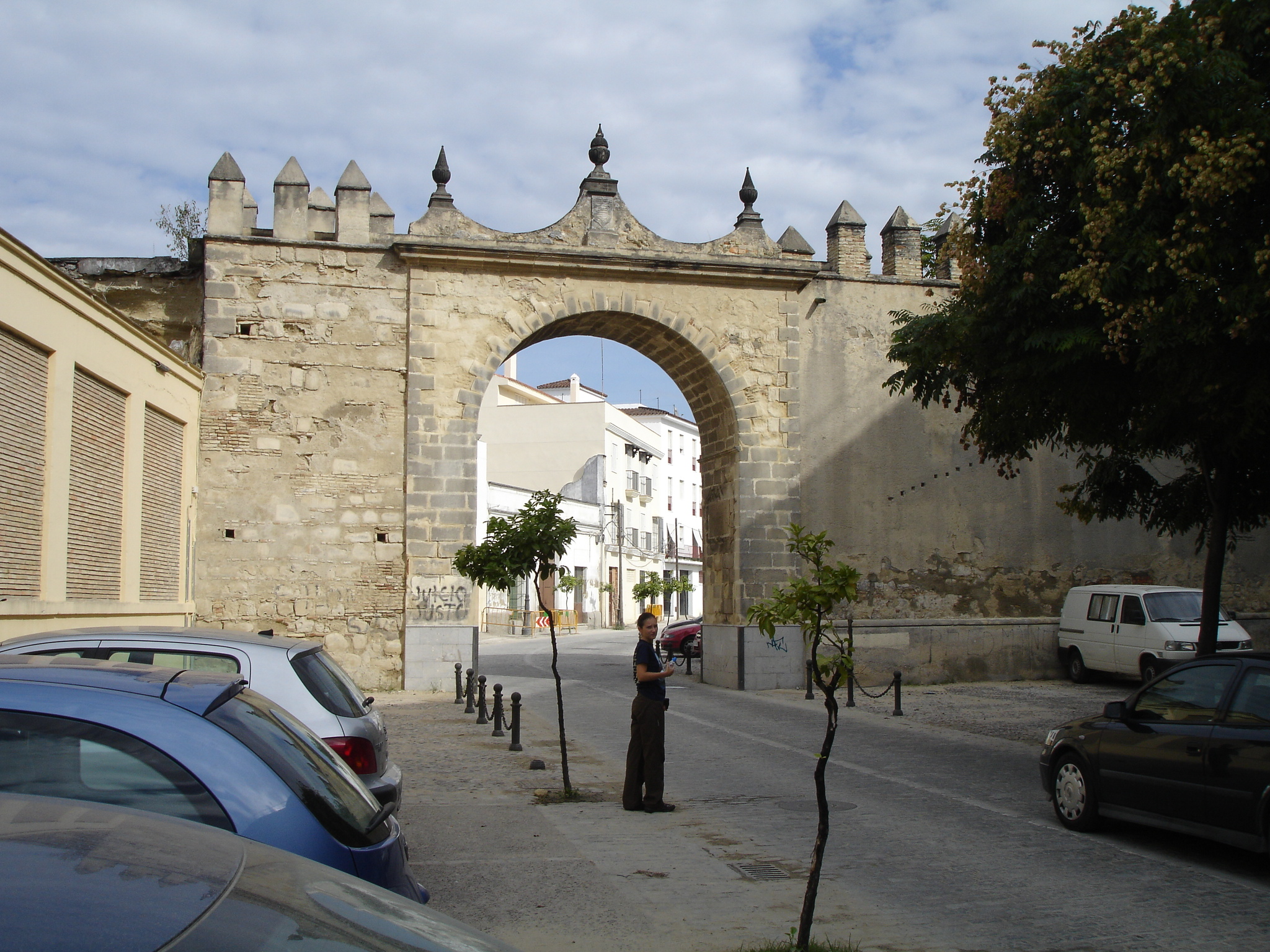
Puerta del Arroyo

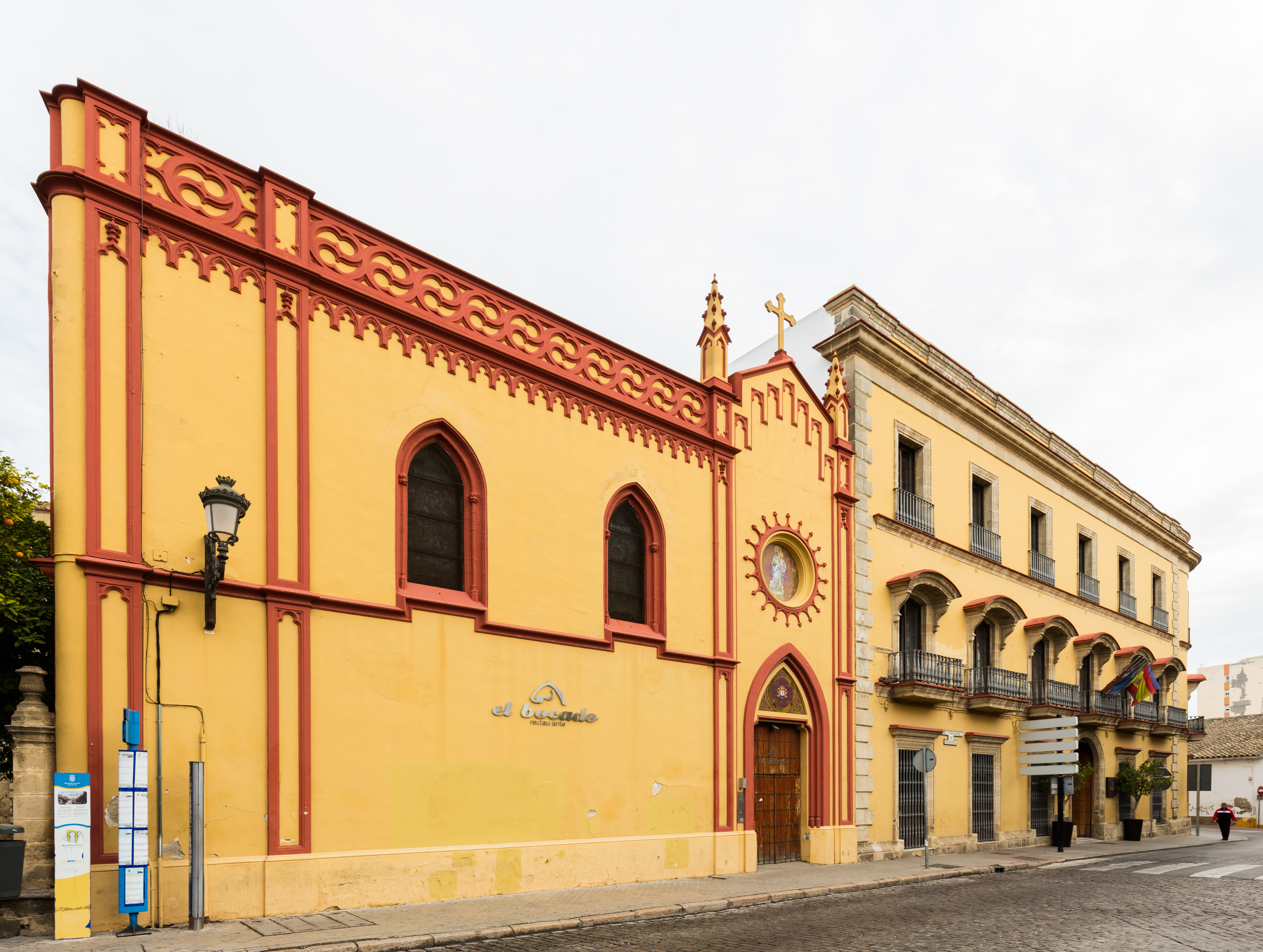
Antiguo convento de las Siervas de María

- Catedral de Jerez de la Frontera, antigua colegiata de San Salvador.
- Iglesia de San Miguel, enclavada en el barrio gitano del mismo nombre, la Iglesia de San Miguel data del siglo XV. De estilo gótico isabelino y barroco, destaca además de sus bellas portadas, el magnífico retablo obra de Martínez Montañés y José de Arce.
- Iglesia de San Mateo, iglesia gótica más antigua de la ciudad. Su interior de una sola nave, con suelo de ladrillo.
- Cartuja de Santa María de la Defensión, es el conjunto monumental de mayor valor artístico de la provincia de Cádiz. Su estilo arquitectónico inicial se corresponde con el gótico tardío y data del siglo XV.
- Iglesia de Santiago, declarada Monumento Histórico Artístico, se enclava en uno de los barrios más flamencos de Andalucía. Antigua ermita fundada por Alfonso X «el Sabio», es una impresionante construcción gótica, con elementos renacentistas y barrocos posteriores.
- Iglesia de San Juan de los Caballeros, templo de gran interés artístico, San Juan de los Caballeros conserva su primitiva planta mudéjar, con tramos gótico y renacentista. Es de destacar su fachada manierista, portadas y ábside almenado de estilo mudéjar que data del siglo XIV.
- Basílica de la Merced, donde está la Virgen de la Merced, patrona de la ciudad.[170]
- Iglesia de San Lucas, construida sobre una antigua mezquita, la iglesia de San Lucas, de estilo mudéjar destaca por su interior barroco.
- Monasterio y Basílica del Carmen, de la orden Carmelita, primera orden que se estable dentro del recinto murado de Jerez tras la reconquista.
- Iglesia de San Marcos, levantada sobre una antigua mezquita, la iglesia de San Marcos consta de una sola nave de estilo gótico florido, con elementos mudéjares, y un retablo Mayor barroco.
- Iglesia de San Dionisio, construida sobre una antigua mezquita, San Dionisio Areopagita, patrón de la ciudad desde la reconquista de la ciudad en 1264, aporta elementos mudéjares. Reseñar la torre de la Atalaya, torre vigía anexa a la construcción principal.
- Iglesia de San Francisco, donde yacen los restos de la Reina Blanca de Borbón.[171]
- Ermita de la Ina Edificio de construcción del último tercio del siglo XIV, de estilo mudéjar y parece pertenecer al tipo de las basílicas visigóticas, como la de San Juan de Baños, y si bien no tiene la misma antigüedad, está construida bajo la influencia arquitectónica visigótica, empleada en los templos mozárabes sobre todo en Andalucía, donde no se siente apenas la influencia del arte románico.
- Iglesia de La Victoria, fue un convento de Padres Mínimos de San Francisco de Paula.
- Convento de Las Reparadoras, de estilo neomudéjar.
- Iglesia de Los Descalzos
- Iglesia y Claustros de Santo Domingo, donde se venera a Nuestra Señora de la Consolación, copatrona de Jerez. También es sede de la Hermandad del Rocío de Jerez de la Frontera.
- Ermita de San Telmo
- Ermita de Guía (nombre popular), cuyo nombre real es ermita de San Isidro Labrador.[172]
- Iglesia de San Pedro
- Convento del Espíritu Santo, especializado en dulces[173] hasta su reciente clausura.[174]
- Convento Santa María de Gracia, conocido como convento de Santa Rita.
- Convento de San José, habitado por las Franciscanas Clarisas Descalzas.
- Capilla de los Desamparados
- Capilla de San Juan de Letrán
- Capilla del Calvario, en la sede del Seminario mayor de Asidonia-Jerez.
- Convento de Madre de Dios, habitado por las Clarisas Franciscanas conocidas por su repostería.[175]
- Cementerio Nuestra Señora de La Merced.[176]
- Iglesia de Madre de Dios[177]
- Santuario San Juan Grande[178]
- Hospital de la Sangre de Nuestro Señor Jesucristo, que se encuentra abandonado tras ser un asilo durante años.[179]
- Capilla de La Yedra[180]
- Iglesia de la Santísima Trinidad
- Capilla de Santa Marta
- Iglesia de Santa Ana
- Capilla de las Angustias
- Parroquia San Juan Bautista De La Salle Y Nuestra Señora de la Estrella
- Parroquia de San Rafael, presidida por un Cristo de Antonio Illanes.[181]
- Monasterio de la Purísima Concepción, de las monjas mínimas.[182]

#### Palacios y casas señoriales
La ciudad cuenta con un rico patrimonio palaciego que, no obstante, en muchos casos no recibe el cuidado adecuado.
- Palacio Duque de Abrantes, sede de la Real Escuela Andaluza de Arte Ecuestre.
- Palacio de Camporreal, en la plaza Benavente.
- Palacio de Bertemati, edificado en 1758, destaca su balcón de extraordinario herraje y planta movida. A finales de 2006 se trasladó al Palacio el Obispado de la diócesis de Asidonia-Jerez.
- Palacio de Riquelme, la fachada del inconcluso palacio de la plaza del Mercado es un buen ejemplo del siglo XVI jerezano. Destaca la portada plateresca de dos cuerpos.
- Palacio Domecq, modelo de la típica casa señorial jerezana, de estilo barroco, fue construido en 1778. Cuenta con un patio porticado, de mármol rojo italiano, con arcos decorados.
- Palacio Dávila, palacio renacentista que presenta una elevada portada sobriamente decorada, y balcón y ventana esquinada con elementos arquitectónicos clásicos.
- Palacio de Luna (también conocido como Palacio de Pérez-Luna), construido en 1777, es otro ejemplo de casa palacio de estilo barroco. Resalta su preciosa portada en la plaza Rafael Rivero y la decoración del balcón sobre la que descansa.
- Palacio de Villapanés, en la calle Empedrada sin número está parcialmente restaurado.[184]
- Palacio Pemartín, sede del Centro Andaluz de Flamenco, perteneció anteriormente a Antonia de Villavicencio, en la segunda mitad del siglo XVIII (1770-1780).
- Palacio de Villavicencio, situado dentro del Alcázar.
- Palacio de los Morla y Melgarejo, en plaza Melgarejo.
- Casa Petra de la Riva, en la plaza Rafael Rivero.
- Casa-palacio de la calle Lealas, número 20, incluida como monumento en el Catálogo General del Patrimonio Histórico Andaluz.[185]
- Palacio San Blas, situado en el Barrio de San Mateo.
- Palacio del Marqués de Villamarta, en la calle Larga. Actualmente es una tienda.
- Palacio del Conde de los Andes o Palacio del Virrey Laserna, en la calle Pozuelo.[186]
- Palacio de Mirabal[187]
- Casa-palacio de los Ponce de León, actualmente sede de las Hermanas de El Salvador.[188]
- Palacio del Barón de Algar del Campo, también conocido como Palacio de Carrizosa por encontrarse en la plaza de dicho nombre.[189]
- Palacio de los Condes de Puerto Hermoso antigua sede de la Policía Nacional.
- Palacio de los Condes de Montegil, sito en la plaza de Belén.[190]
- Casa de los Basurto, construida entre los siglos XVI y XIX, lo que queda de ella está incorporado a las Bodegas Domecq.[183]
- Casa palaciega del actual colegio Miguel de Cervantes.[191]
- Palacio Garvey[192]
- Palacio de la condesa de Casares[193]
- Desaparecido Palacio del Marqués de Salobral[194]

### Museos

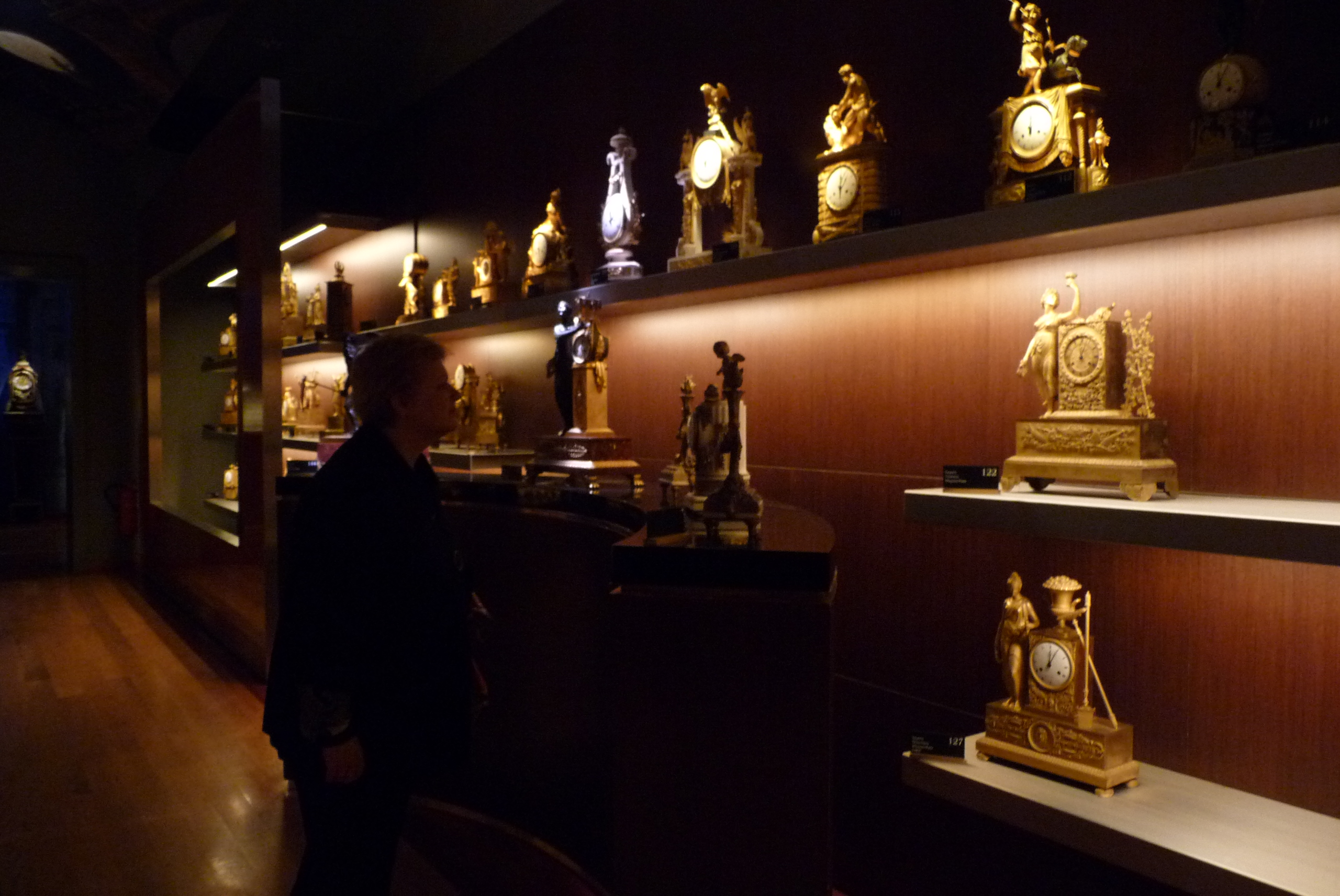
Interior del Museo de Relojes

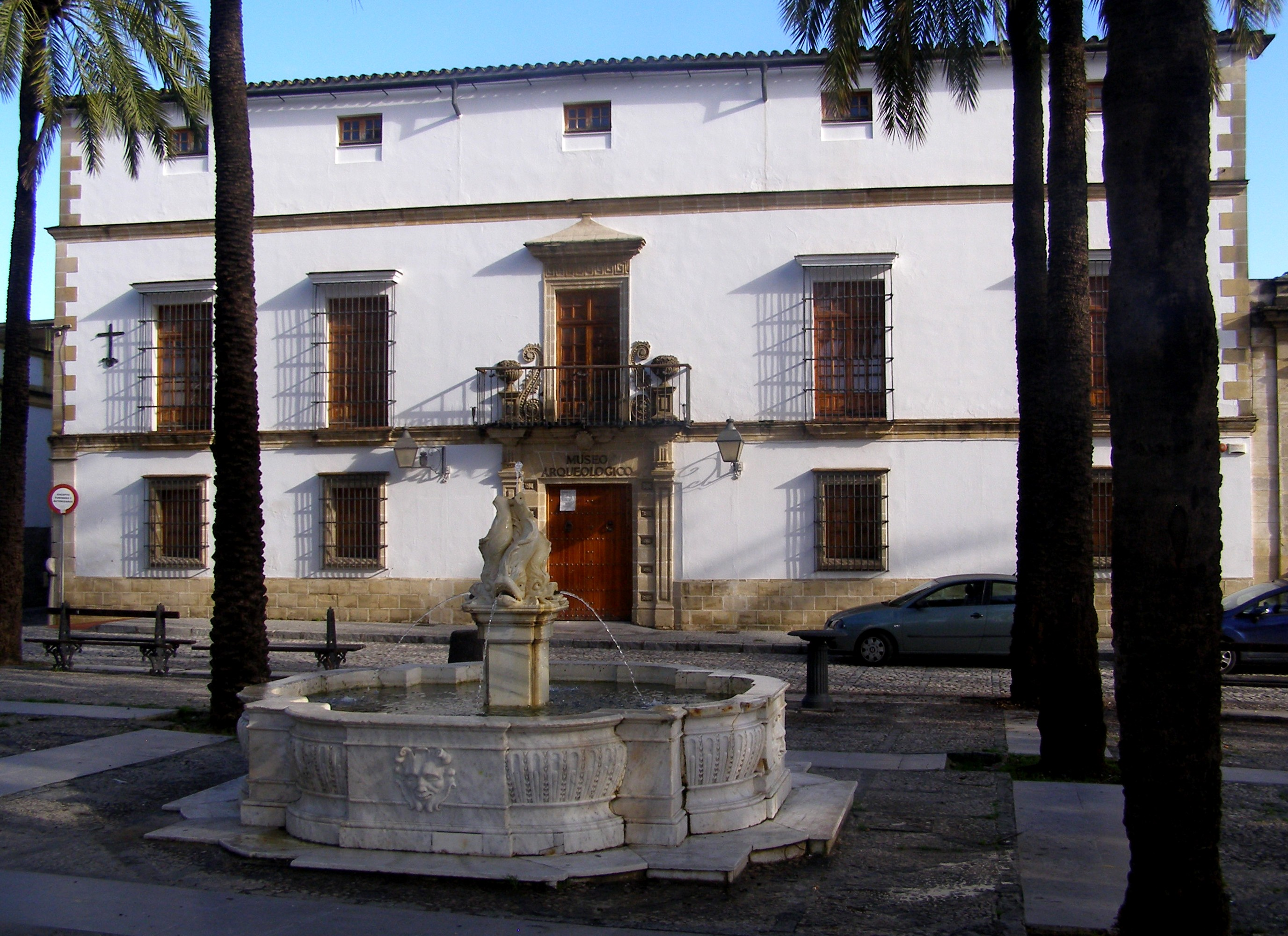
Museo arqueológico

- Museo Arqueológico, situado en la antigua plaza del Mercado, entre sus atractivos se encuentra el casco corintio, único en Occidente, hallado en las inmediaciones de la Cartuja en el río Guadalete.
- Museos de la Atalaya, comprenden el Misterio de Jerez (museo del Vino) y el palacio del Tiempo (museo de Relojes).[195]
- Museo del Enganche[196]
- Museo del Flamenco de Andalucía
- Centro Cultural Lola Flores
- Museo taurino
- Museo del Belén.[197]
- Museo del Traje Andaluz[198] o del Traje Corto, de Antolín Díaz Salazar.[199]
- Pinacoteca Rivero[200]
- Museo de Tecnología Agraria Antonio Cabral, situado en el IES Santa Isabel de Hungría.[201]
- Museo de la Fundación Espinosa de los Monteros incluye guitarras e instrumentos musicales de cuerda.[202]
- Museo de historia natural, física y química Padre Luis Coloma está situado en el IES Coloma.[203]
- Museo-restaurante La Tonelería, actualmente abandonado.[204]
- Museo Suite Vollard de pintura y escultura, en Bodegas Real Tesoro.[205]
- Museo de la provincia Bética de la Basílica del Carmen de Jerez de la Frontera

Cabe destacar el Museo del Flamenco de Andalucía, como museo de índole autonómica ubicado en Jerez.

### Otros monumentos

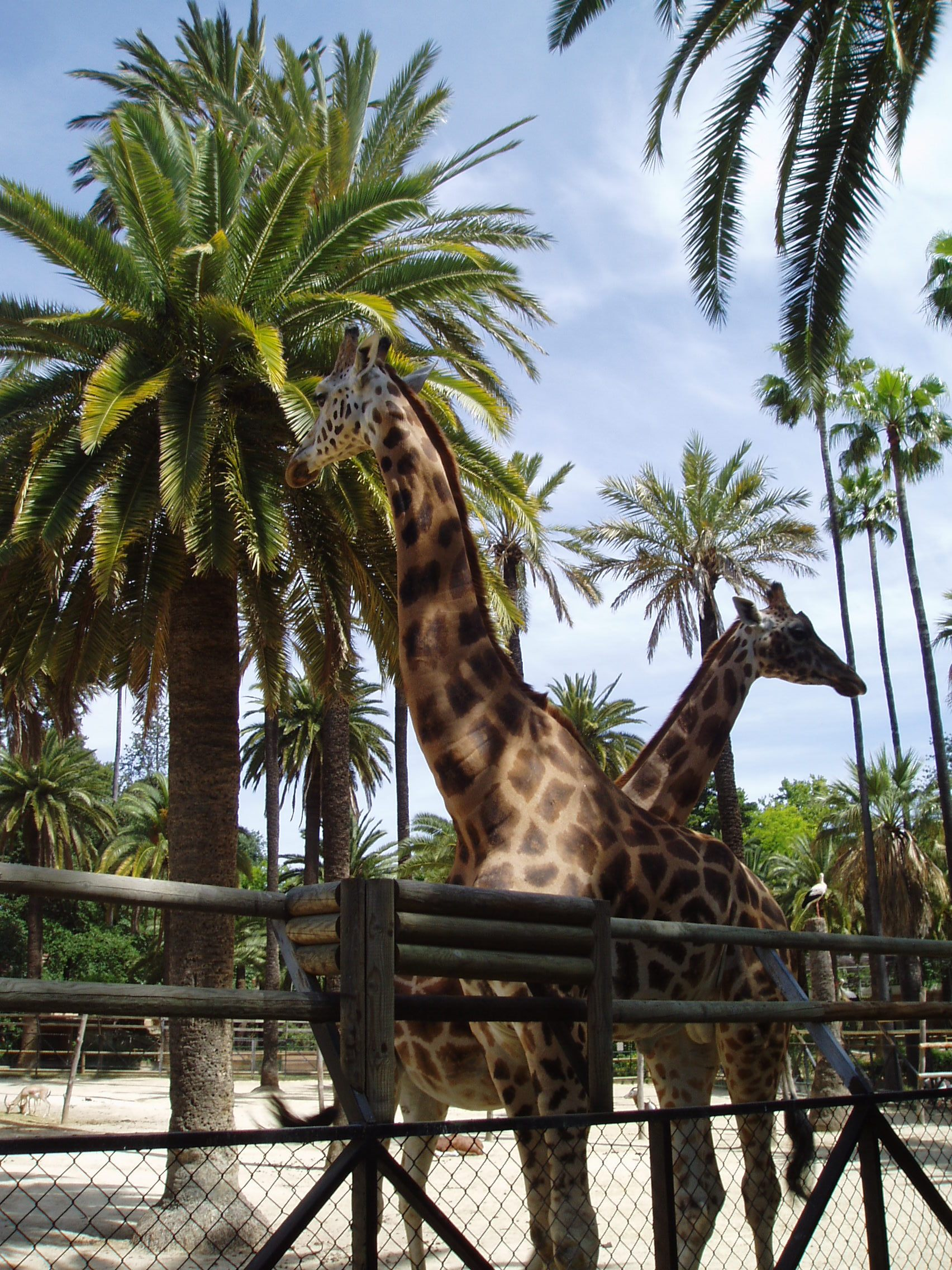
Zoológico de Jerez

- Ayuntamiento Viejo, de estilo renacentista
- Parque Zoológico y Jardín Botánico de Jerez
- Teatro Villamarta
- Gallo Azul
- Alcázar (antigua ciudad-fortaleza árabe), que tiene el Palacio de Villavicencio y una Cámara Oscura en su interior
- Muralla de la ciudad, de la que existen trozos en diversas calles (tanto al aire como en edificaciones).
- Tabanco San Pablo

### Principales bodegas

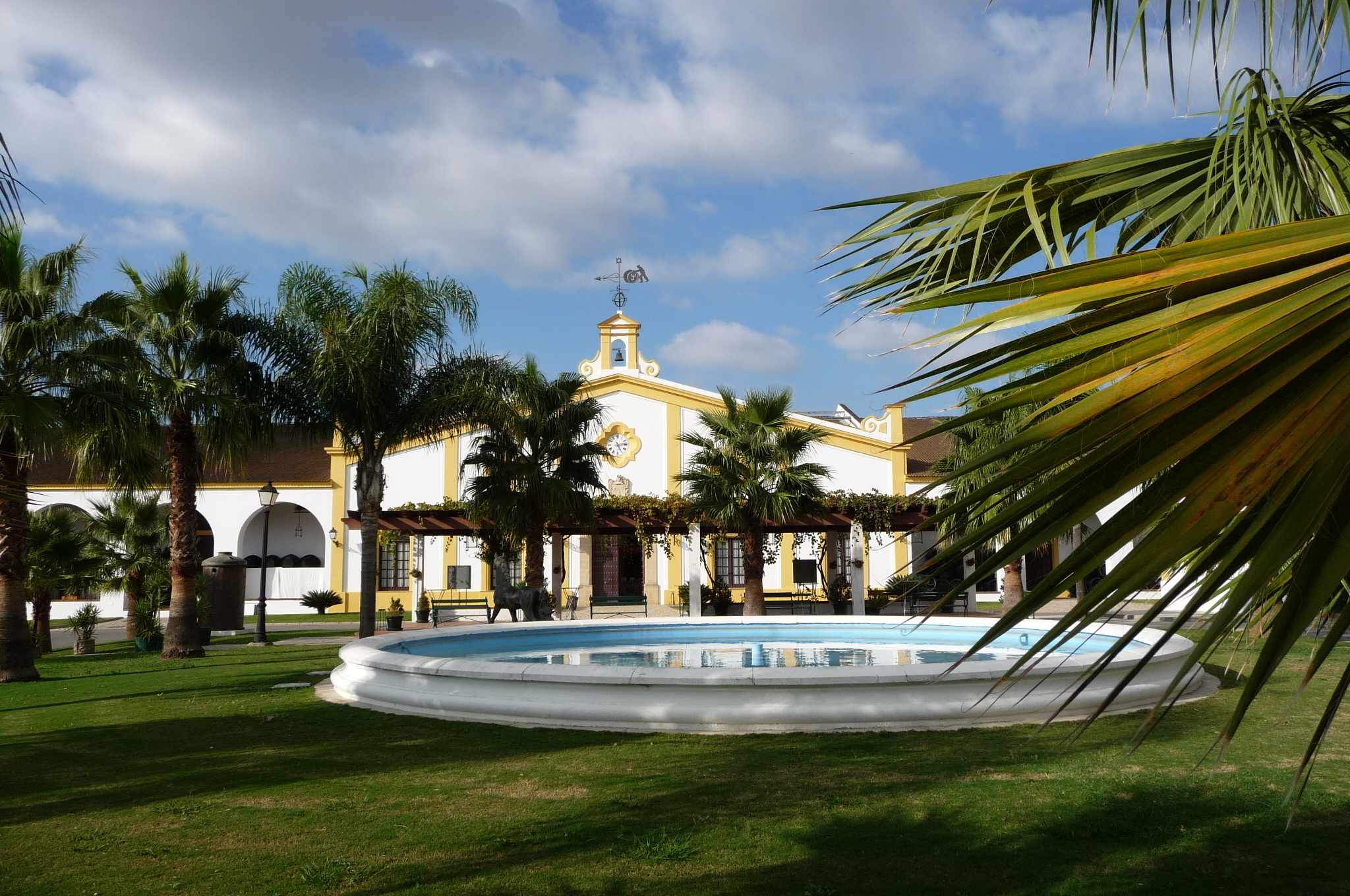
Bodegas Real Tesoro

El vino ha sido una pieza clave en la historia y la economía de Jerez, y también ha dejado su señal en la ciudad con gran cantidad de Bodegas de gran valor arquitectónico:
- Bodegas Fundador SL
- González-Byass
- Domecq
- Grupo Estévez
- Grupo Garvey
- Williams & Humbert
- Bodegas de Pilar Plá (originales de 1830).[206]
- Bodegas Tradición, que cuenta con una importante pinacoteca[207] y Archivo con documentos desde 1666.[208]
- Sánchez Romate,[209] una de las pocas que tiene instalaciones bodegueras en el interior de la ciudad.[210]
- Bodegas Lustau, reconocida como la séptima mejor bodega del mundo en 2014 por la Asociación Internacional de Escritores y Periodistas de Vinos y Espirituosos.[211]
- Bodegas Maestro Sierra, galardonada con la Medalla de Oro Europea al Mérito en el Trabajo.[212]

Igualmente, recientemente están apareciendo nuevas bodegas que desarrollan vinos tintos de gran calidad bajo la denominación Vinos de la tierra de Cádiz. Hay que tener en cuenta que desde tiempos inmemoriales hasta el siglo XVIII el vino que se hacía en la comarca era de este tipo.

### Otros lugares destacados

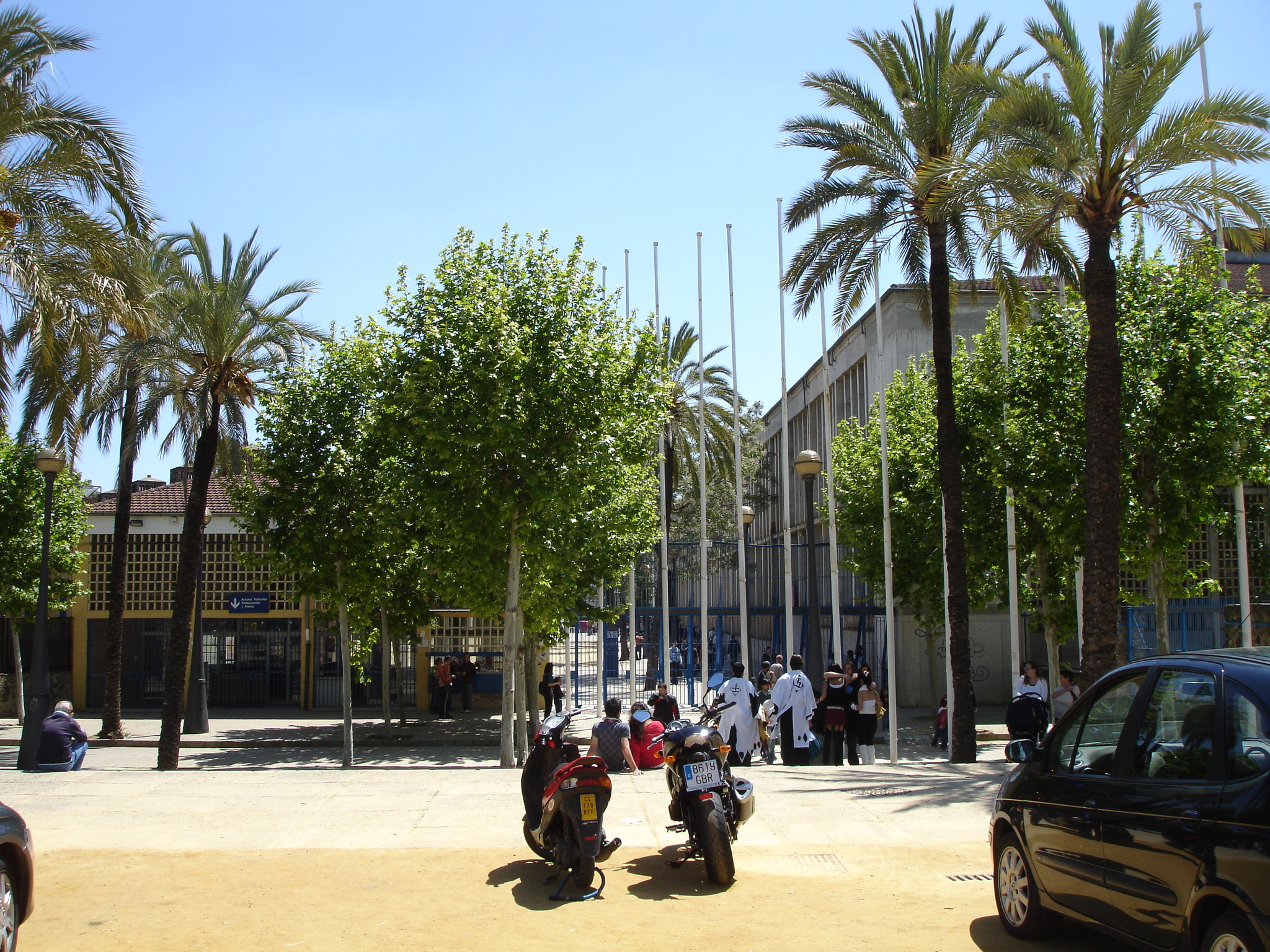
IFECA

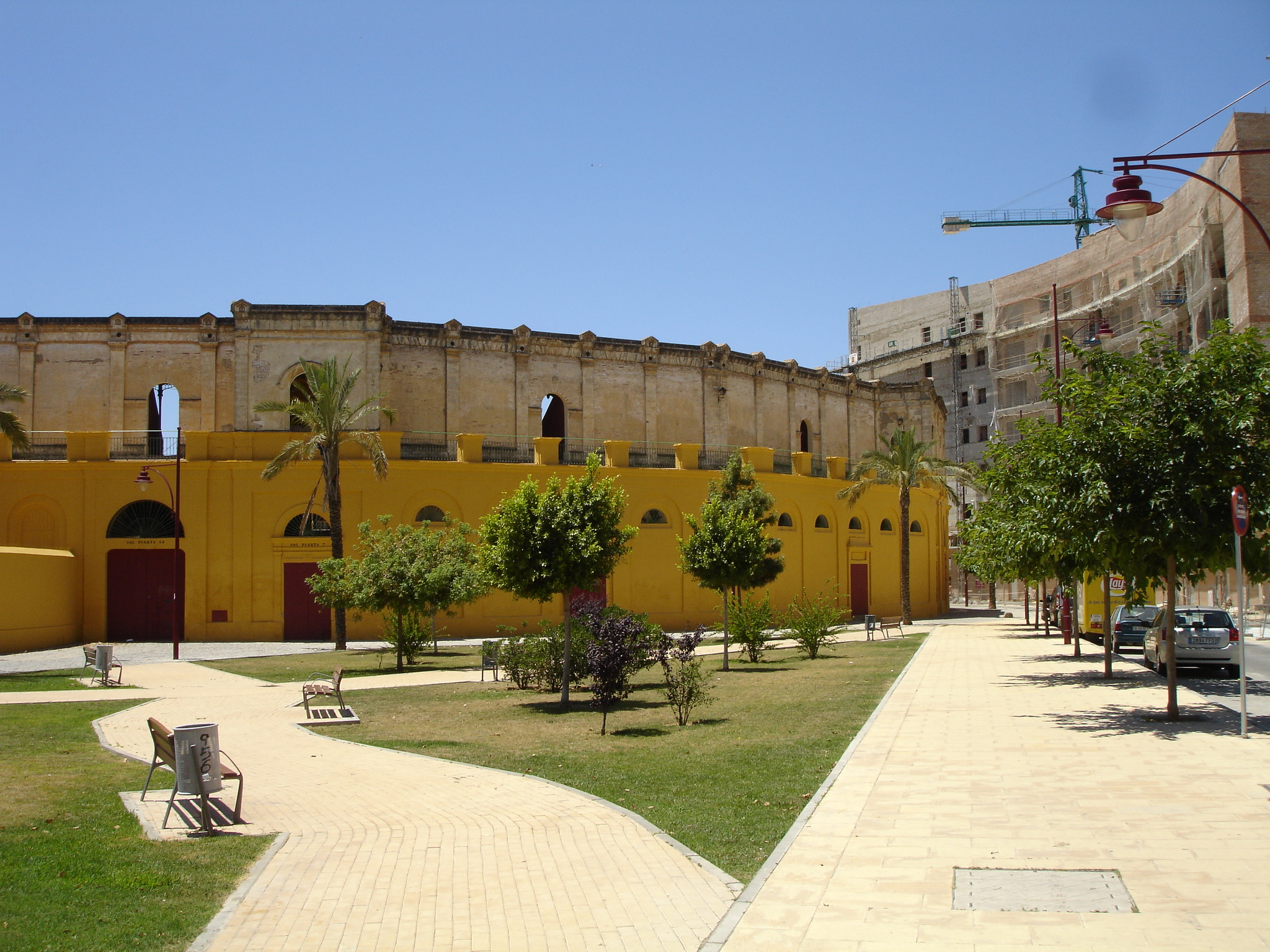
Plaza de toros

- Cabe destacar la granja de cocodrilos, Kariba, como la única de España. En ella se encuentran más de 1300 ejemplares que conviven en un hábitat artificial que incluye un río.[214]
- Circuito Permanente de Alta Velocidad de Jerez.
- Aeropuerto de Jerez.
- Institución Ferial de Cádiz (IFECA).
- Complejo deportivo de Chapín, incluye estadio para atletismo y fútbol (con gimnasio), pabellón cubierto y centro hípico de alto rendimiento.
- Centro Andaluz de Flamenco, situado en el Palacio Pemartín, ostenta la cátedra de flamencología.
- Zoco de Artesanía de Jerez, Centro cultural, comercial y lúdico para el fomento de la artesanía y la cultura local.
- Plaza de toros de Jerez[215]
- Yeguada Militar de Jerez de la Frontera
- Sala Compañía
- Sala Pescadería Vieja
- Sala Callejón de los Bolos
- Antiguo Cine de Verano Astoria[216]
- Fundación Caballero Bonald[217]
- Fundación Teresa Rivero
- Torre del Agua,[218] actualmente en obras.[219]
- Parque temático Ciudad de los Niños de Jerez[220]
- Antiguo convento de San Agustín, inmueble del siglo XVII que acogerá un centro de negocios.[221]
- Centro de Recepción, Atención e Información a Turistas (CRAIT), de próxima construcción.[222]
- Jerez contó a principios del siglo XXI con un balneario, el balneario de San Telmo, que actualmente ocupa un centro de SPA.[223]
- Paseo de la Fama de Jerez
- Piedras litográficas de Jerez Industrial
- Jerez74,[224] es el edificio más alto de la ciudad, se encuentra en el Distrito Norte y mide más de 50 m, tiene 15 plantas.
- Parque infantil de tráfico.[225]

## Cultura

### Fiestas populares
En Jerez se celebran las Fiestas de la Vendimia, el Festival de Flamenco, la Semana Santa y la conocida Feria del Caballo. En Jerez tiene lugar anualmente el Gran Premio de España de Motociclismo, que suele ser una de las primeras pruebas del Mundial de Motociclismo.

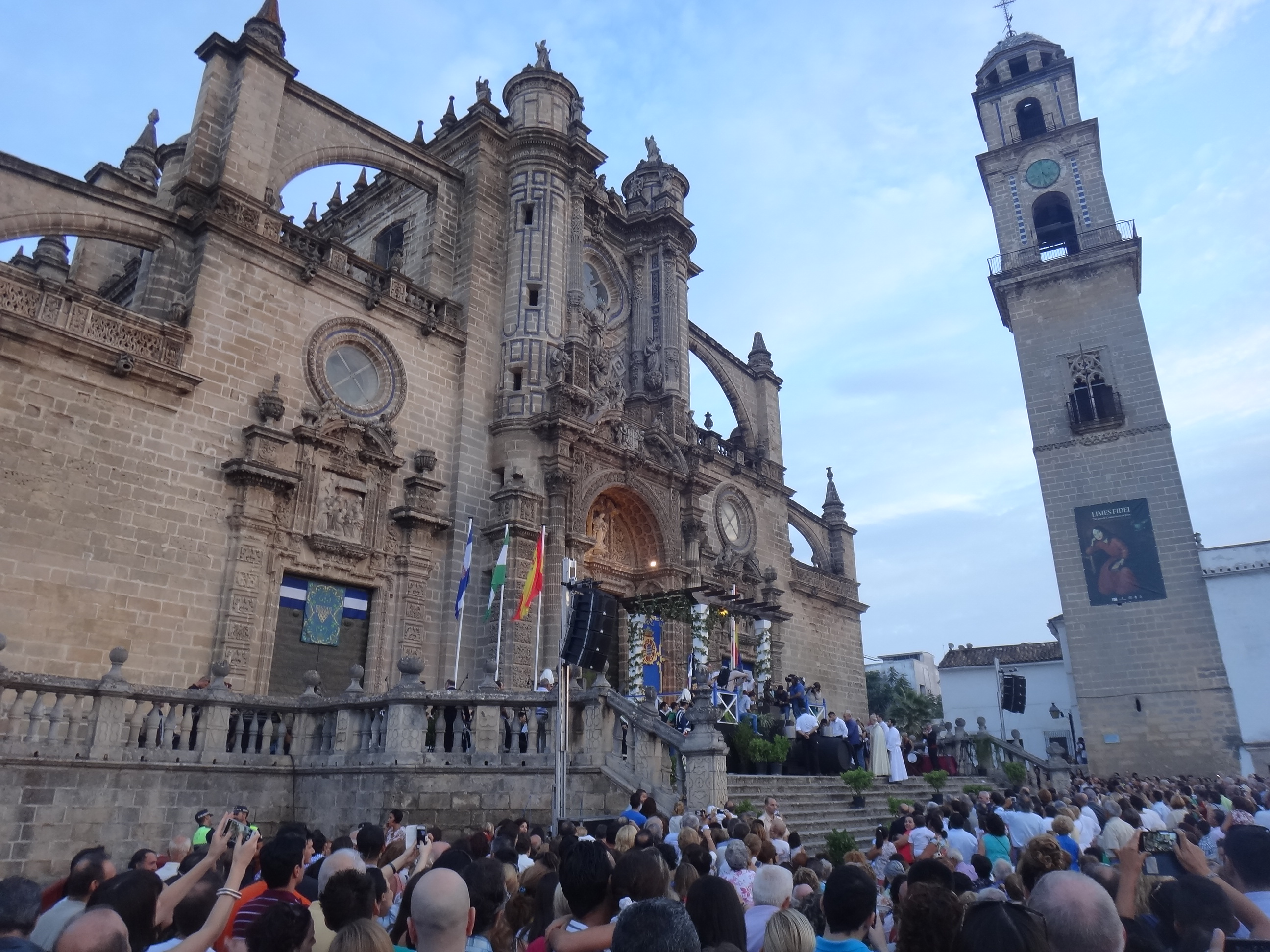
Fiesta de la Vendimia

- Las Fiestas de la Vendimia se celebran desde 1948 (siendo así de las más antiguas de España).[227] En ellas se realiza la primera pisada de la uva, suele celebrarse en los primeros quince días de septiembre. Además, durante unas dos semanas se ofrecen actos culturales de las más variadas temáticas, muestras internacionales de títeres, representaciones teatrales, actuaciones flamencas, etc. Cada año es diferente al anterior, y no suele tener fijo ni el tipo de espectáculo que se ofrece ni el nombre de la celebración, pues en ocasiones de le ha dado a conocer como Fiestas de Otoño;[228] en años precedentes se han ofrecido exhibiciones de cetrería o carreras de caballos en pleno centro histórico, entre otros espectáculos. Al contrario del resto de fiestas de la ciudad que suele buscar la visita del foráneo, esta suele estar pensada para el disfrute del autóctono.[229] En 2015 fueron declaradas fiestas de Interés Turístico de Andalucía,[230] si bien en 1980 fueron declaradas Fiestas de Interés Turístico Internacional por el Ministerio de Industria Comercio y turismo.
- Fiestas Patronales: La Merced (24 de septiembre es el día de Nuestra Señora de la Merced, Patrona de Jerez) y San Dionisio (9 de octubre se conmemora el Patrón, San Dionisio Areopagita).

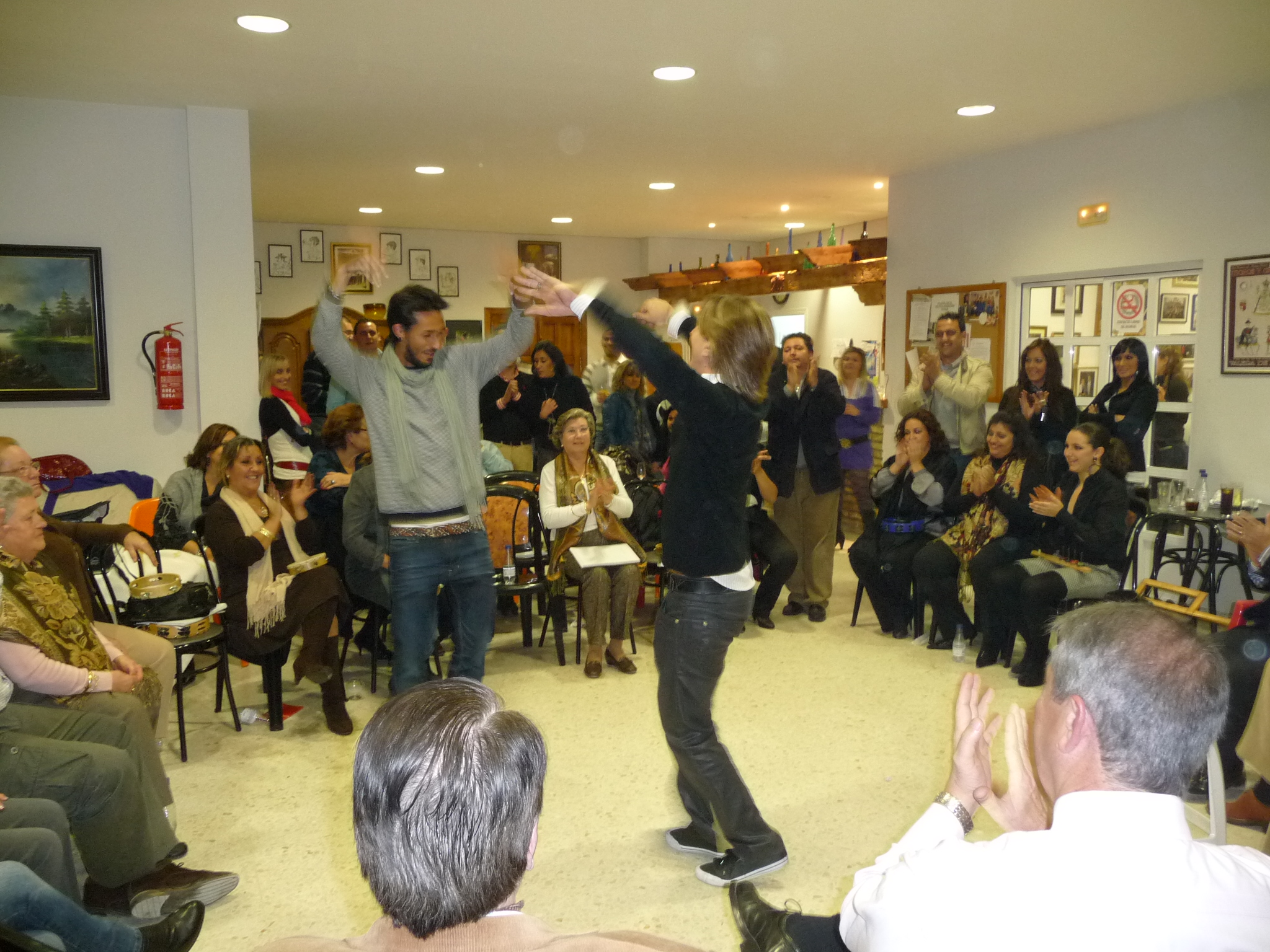
Personas celebrando una zambomba

- La Navidad se suele celebrar con zambombas que tradicionalmente se celebraban en los patios de vecinos, peñas y, sobre todo, en los barrios flamencos de la ciudad (Santiago y San Miguel).[231] Las coplas, normalmente villancicos, se suelen pasar de una generación a otra a través de medios no escritos, aunque en los últimos tiempos y con la irrupción de las nuevas tecnologías de la información esto ha cambiado notablemente, incluso se recuperan coplas perdidas en los tiempos o se crean nuevas.[232] De hecho la zambomba jerezana ha sido declarada Bien de interés Cultural Inmaterial,[233] mientras se trabaja en la declaración de la Navidad en Jerez como Fiesta de Interés Turístico Nacional[234] (en 2021 se consiguió el reconocimiento como Fiesta de Interés Turístico de Andalucía).[235] También existe una larga tradición de belenes públicos.[236]
- San Antón: El ciclo festivo es posible considerarlo el 25 de enero, fiesta de San Antón, con la bendición de los animales en el parque González Hontoria.[237]

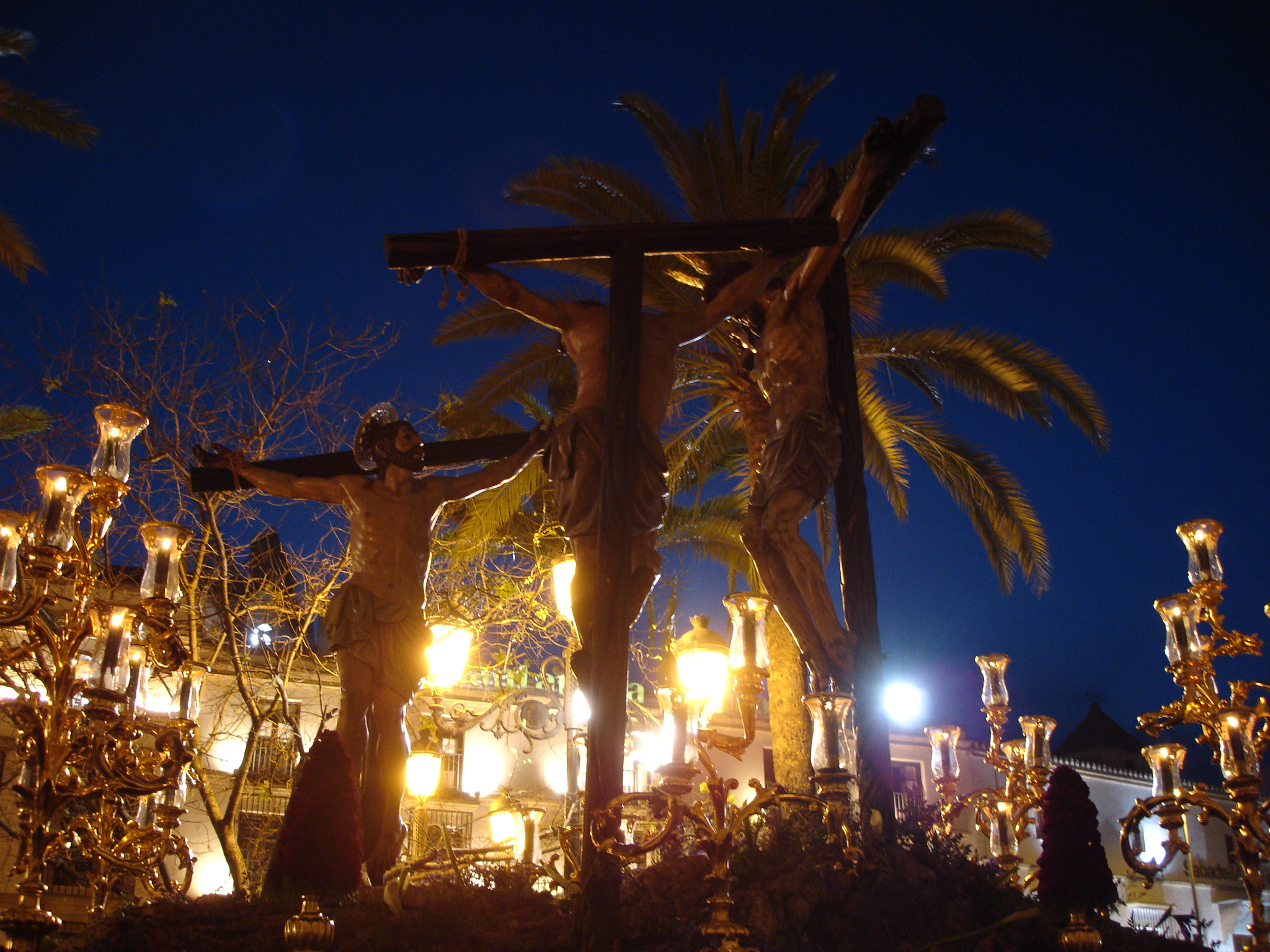
Hermandad de la Vera-Cruz, Semana Santa

- La Semana Santa destaca por ser una de las más importantes de Andalucía en lo que a número de hermandades, calidad en sus tallas y conjuntos iconográficos se refiere. Esto permite disfrutar cada año de pasos de misterio cargados de indudable sabor, que aún conservan el aura con el que se concibieron, e igualmente, pasos de palio que heredan de la historia el diseño, la orfebrería y el bordado de los grandes maestros. La Semana Santa de Jerez fue declarada de Interés Turístico Nacional el 25 de febrero de 1993 y actualmente se encuentra en trámites de ser declarada de Interés Turístico Internacional. La Semana Santa cuenta cada año con rincones especialmente dedicados a la saeta que cataliza el enorme acervo cultural que subyace de esta genuina forma de entender este arte, con estilos que van desde la seguiriya hasta el martinete, pasando por la soleá o la carcelera, siendo de especial relevancia el canto de la saeta al paso de las imágenes por las inmediaciones de los barrios flamencos de la ciudad. La Semana Santa se ve complementada con otras muestras públicas del sentimiento cofrade, como han podido ser la Procesión Magna en el año 2000 o el Vía Lucis mariano celebrado en 2013[238]
- El Festival de Flamenco de Jerez está considerado como el mejor del mundo por varios medios de comunicación, entre ellos la revista digital flamenco.com. En 2007 el festival ha celebrado su XI edición, a la que acudieron 31 700 asistentes (un incremento del 15 % respecto al año anterior y un 40 % respecto al 2004). Se celebraron en total 140 actuaciones (un 9,8 % más que el año anterior) y 36 cursos de flamenco. Al festival acudieron un total de 32 nacionalidades distintas, de los cuales destacan japoneses (17,18 %), alemanes (12,51 %) y estadounidenses (9,9 %). El festival fue motivo para que a Jerez se desplazaran 120 medios de todo el mundo.
- El Gran Premio de España de Motociclismo suele ser una de las primeras pruebas del Mundial de Motociclismo, y es al que más espectadores acude. Por tener una entrada tan multitudinaria, tiene mucha repercusión dentro del mundo del motor y es uno de los que más desean ganar los pilotos. En 2007 el circuito de Jerez logra el récord absoluto de asistencia a un espectáculo deportivo en España con 134 138 personas. A la ciudad, y comarcas vecinas, acudieron 246 000 turistas (un 11,7 % más que el año anterior) que gastaron 47,4 millones de euros (un 2,4 % más que el año anterior).

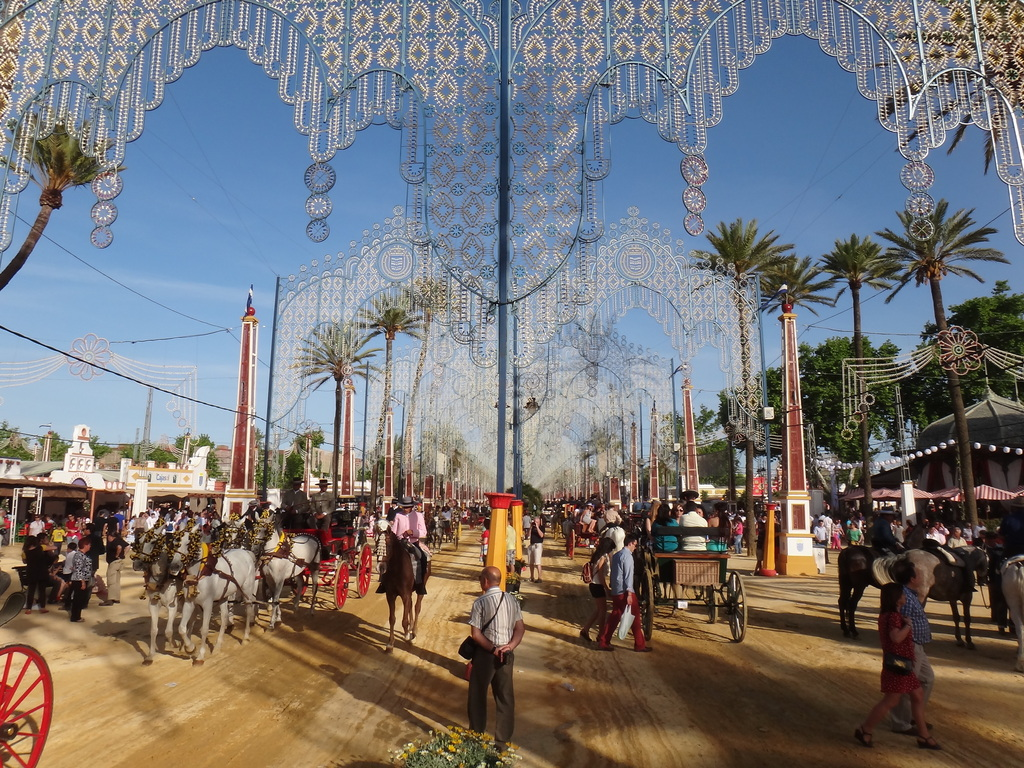
Feria del Caballo

- La Feria del Caballo, también conocida como Feria de Mayo, o simplemente Feria de Jerez, está declarada de interés turístico internacional por la Secretaría de Estado de Turismo y Comercio, perteneciente al Ministerio de Industria, Turismo y Comercio de España. La Feria de Jerez hunde sus raíces en la Edad Media, sufriendo las evoluciones y transformaciones evidentes hasta llegar a nuestros días. Es una feria que gira en torno al mundo del caballo. Actualmente ha perdido algunas tradiciones que se mantuvieron durante muchos años, como la benéfica Batalla de las Flores o las carreras de caballos, manteniendo otras, como los concursos de enganches y de cocheros, actividades de acoso y derribo, concursos morfológicos y otras actividades relacionadas con el mundo del caballo. En los años noventa, y dada la proliferación de casetas privadas en las ferias de Andalucía, Pedro Pacheco tomó la iniciativa de prohibir que no se dejara entrar en cualquier caseta al público general (excepto un único día de feria que se denomina día del socio y que cada caseta fija según le convenga). Esta apertura ha fomentado que sean multitudinarias las visitas a la feria y ha propiciado varias ampliaciones del recinto ferial. Todo esto ha hecho que sea una de las ferias más grandes y visitadas de Andalucía.[239]
- Corpus Christi: en junio se conmemora esta fiesta.[240]
- El Carnaval de Jerez: otra fiesta local,[241][242] con actividades durante el fin de semana.[243]

### Gastronomía
Más que por los platos, su gastronomía se caracteriza por la cultura de tapas.
Platos típicos de la gastronomía de Jerez de La Frontera son los chicharrones, el puchero, la cola de toro, el ajo caliente, riñones al jerez, gazpacho andaluz, berza jerezana, tagarninas y alcauciles al jerez. Jerez es el lugar de excelencia de los finos, amontillados, olorosos y mostos (este último solo en temporada). En cuanto a postres, es la cuna del tocino de cielo, que se produce desde el siglo XIV. Su gastronomía ha recibido e integrado muchas influencias.
Desde 2018 la ciudad cuenta con un restaurante reconocido con una Estrella Michelín.

### Vino

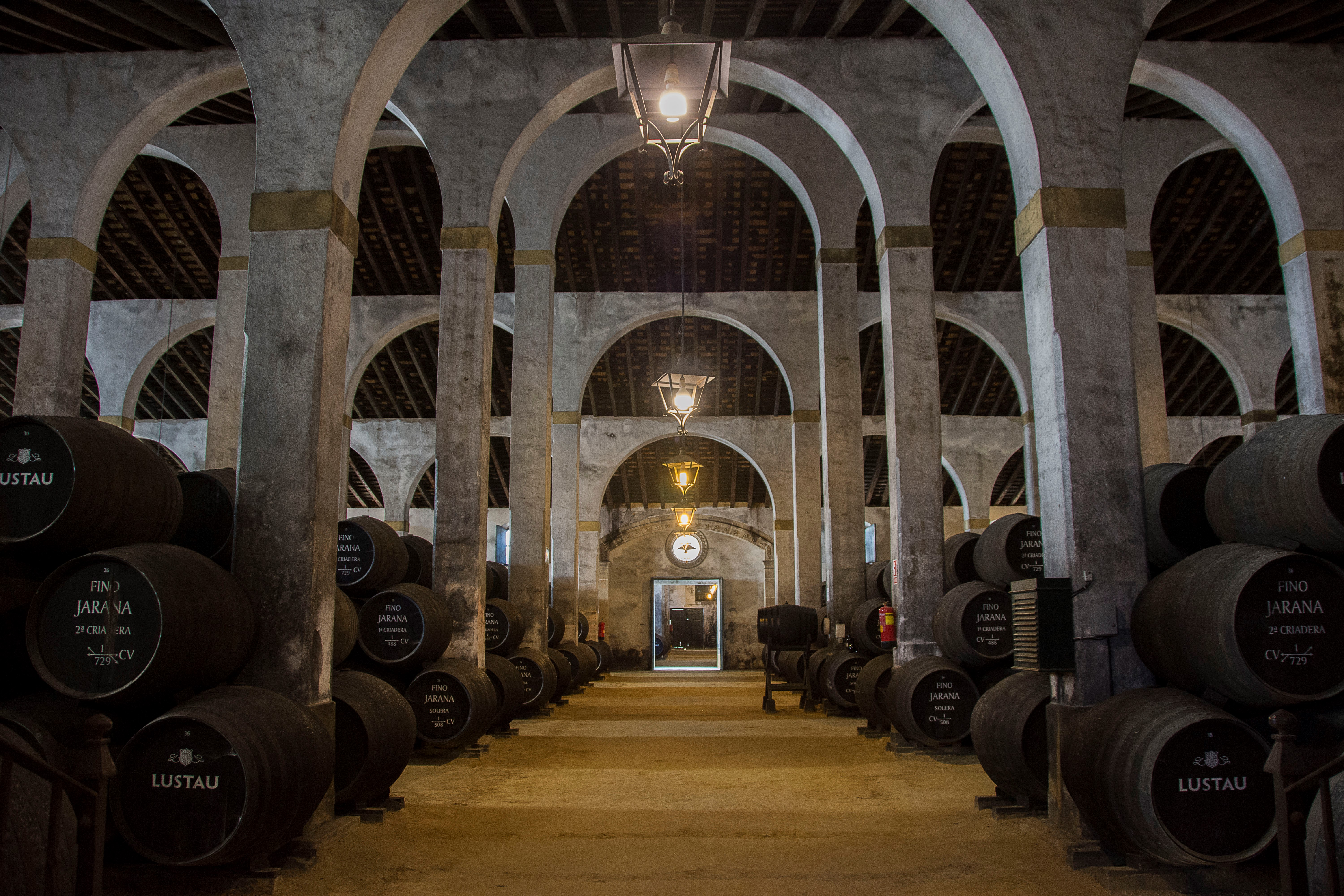
Interior de una bodega Lustau

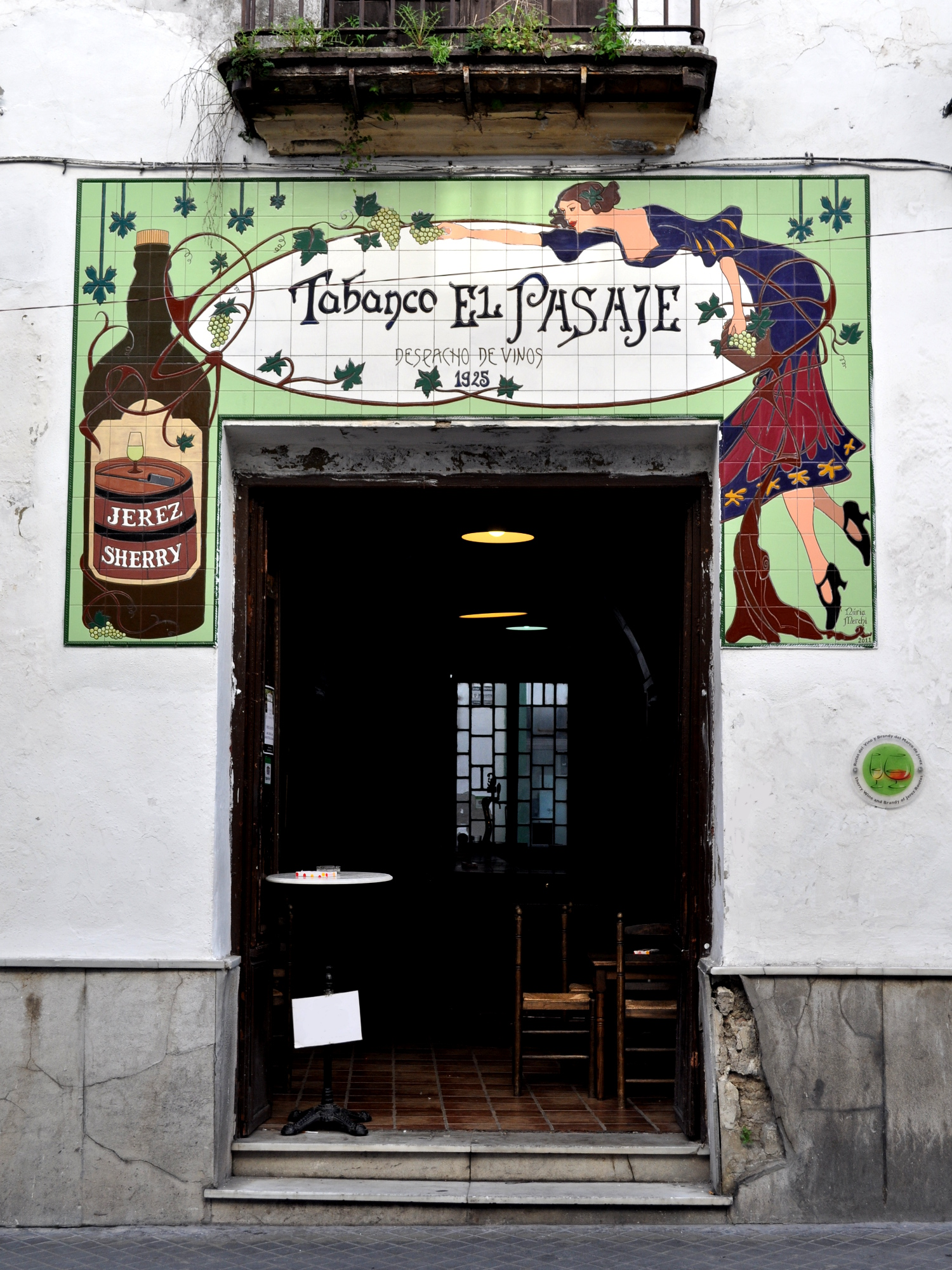
Tabanco tradicional de la ciudad

La historia y desarrollo de la ciudad de Jerez (incluida su arquitectura) han estado históricamente ligadas a la industria vitivinícola.
Las primeras vides fueron traídas por los fenicios a la zona de Jerez en torno al 1100 a. C. Se elaboraba un vino muy imperfecto, que se cocía para que no se estropeara con el transporte. Tenía una graduación muy alta. En el año 138 a. C. Escipión Emiliano pacifica la región y comienza a exportar productos a Roma: vino, aceite de oliva y garum (una pasta de pescado parecida al escabeche).
En 711, comienza la dominación árabe de España, pero se sigue consumiendo vino a pesar de la prohibición del Corán. En 966, Almanzor, visir del califa Alhaken II, decide arrancar las vides, pero los jerezanos convencen al califa de que las uvas pasas dan energía a los soldados, y se consigue conservar un tercio de las vides.
En 1264, con la reconquista de Jerez por Alfonso X El Sabio, se extiende el consumo de vino. Los cristianos bebían vino y comían cerdo para diferenciarse de los musulmanes. Incluso se lo daban a beber a los caballos antes de las batallas. Ya entonces, en el siglo XII, se enviaba el vino a Inglaterra, donde se empezó a conocer por el nombre árabe de la ciudad, Sherish, origen de la palabra sherry.

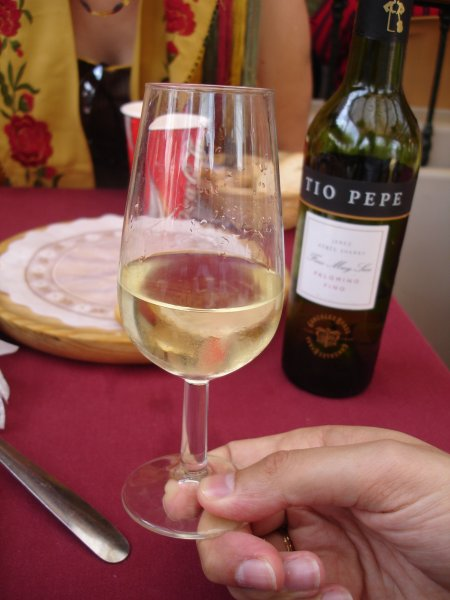
Cómo coger un catavino para no calentar el vino con la mano

En los siglos XV y XVI, el vino de Jerez se convierte en una fuente de riqueza para la región, es protegido por el Rey y se exporta a Inglaterra, Francia y los Países Bajos. Como ejemplo, en todos los barcos que iban a América, se reservaba un tercio de la carga para el vino.
En 1587 Martin Frobisher, de la flota de Francis Drake, atacó Cádiz y Jerez, llevándose 3000 botas de estos vinos. Este botín puso de moda el jerez en la corte inglesa.
A partir de 1682, tras algunos intentos violentos, los ingleses deciden traer el vino pacíficamente, y empresarios ingleses se establecen en Jerez, fundando bodegas como: Garvey, Duff-Gordon, Wisdom & Warter, Osborne. Tras ellos vinieron los capitales españoles repatriados tras la independencia de las colonias (González, Marqués de Misa) así como los franceses Domecq o Lacave.
La Denominación de Origen Jerez-Xérès-Sherry se creó en 1935 (siendo la primera de España), y ayudó a popularizar los vinos por la geografía española durante la dictadura. A la vez florecieron alguno sectores auxiliares, destacando especialmente la tonelería.
Sin embargo, a finales de los años 1980 el sector padeció una aguda crisis, debido principalmente a la disminución de la demanda nacional, pese a seguir siendo un vino mundialmente conocido. Dicha crisis afectó a la economía de la ciudad, la cual ha buscado diversificar su tejido industrial.
A comienzos del siglo XXI se ha producido un resurgimiento del tabanco como lugar de ocio y prueba de vino.
Relacionados con la producción del jerez están el brandy de Jerez y el vinagre de Jerez, ambos protegidos por la denominación de origen. Así como la raza de perro ratonero bodeguero andaluz.
En 2014 fue Ciudad Europea del Vino, nombrada por Recevin (Red de Ciudades Europeas del Vino)

### Música

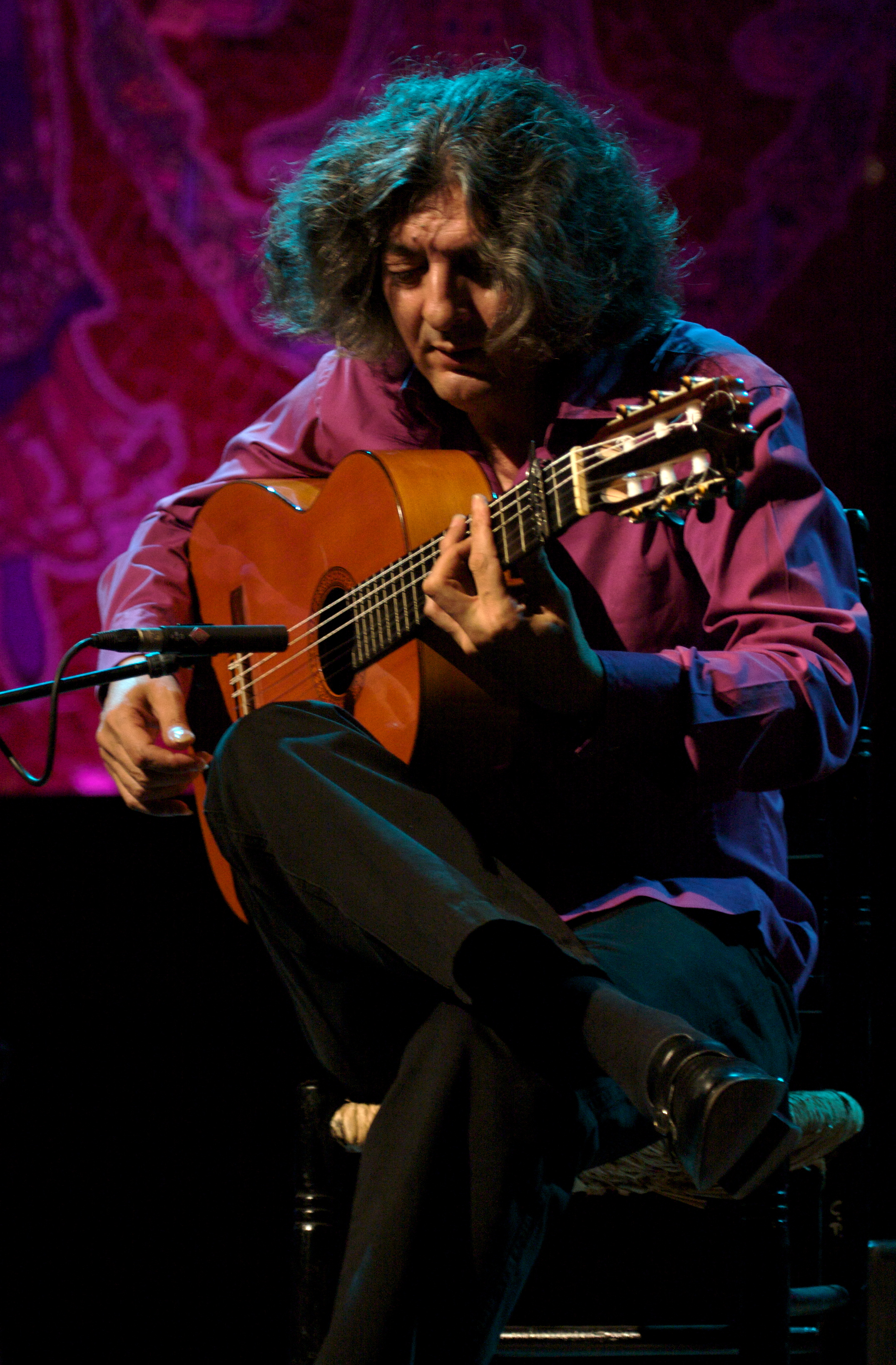
Moraito Chico

En el campo de la música popular jerezana, son características las zambombas, reuniones muy animadas y concurridas que se celebran en torno a la Nochebuena, en las que es imprescindible el canto de villancicos navideños (normalmente aflamencados por bulerías). Especialmente característicos son los repetitivos romances pascuales. Igualmente, el flamenco y la cultura popular suelen impregnar las celebraciones navideñas.
En el ámbito de la música culta o académica, existen varias obras cuyo título alude a Jerez. La undécima pieza de la Suite Iberia (1905-1908) de Isaac Albéniz se titula Jerez. De 1928 son los apuntes sinfónicos Campos Jerezanos de Germán Álvarez Beigbeder, así como la Suite Jerez para guitarra y orquesta, una compilación de música del mismo compositor realizada por su hijo José María Álvarez-Beigbeder Pérez. La obra Campos Jerezanos fue retitulada de manera póstuma también por su hijo a Campos Andaluces, para dar a conocer en nuestra tierra tan excelsa obra. Igualmente el músico cordobés Joaquín Villatoro Medina, que fuera director de la Banda Municipal desde 1962 a 1980, compuso para esta ciudad la obra Jerez: canto al vino y al trabajo. Y más reciente, encontramos la obra la Danza de los Corceles de Luis Cobos.
Artistas jerezanos conocidos son el compositor Manuel Alejandro (hijo del también jerezano Álvarez Beigbeder), David DeMaría, el grupo Los Delinqüentes, el tenor Ismael Jordi, José Mercé, Jesús Méndez, María Carrasco, Judeline o la cantante de rap La Mala Rodríguez, y los talentosos guitarristas flamencos Manuel Valencia, Menuito y Miguel Salado.
En cuanto a la oferta musical, el Teatro Villamarta es un importante teatro lírico de Andalucía.
Actualmente en Jerez cuenta con su Banda Municipal, fundada en 1930 por el ilustre compositor jerezano Germán Álvarez Beigbeder, habiendo sido dirigida a lo largo de su historia por insignes músicos como Moisés Davia, Joaquín Villatoro, José Ramón Cabrera o Francisco Orellana. También cuenta con dos orquestas: la Joven Orquesta Filarmónica Campos Andaluces (JOFCA), fundada por jóvenes músicos de la ciudad, con Pedro Gálvez a la cabeza, y cuenta con integrantes provenientes de toda la provincia de Cádiz. A pesar de su corta trayectoria, y de haberse visto afectada gran parte de esta por la pandemia de coronavirus, ha sido ya galardonada en Moscú con motivo de su representación del ballet gitano El Amor Brujo de Falla. Esta orquesta está asociada al Eurochestries International, cuyos festivales internacionales de orquestas jóvenes y coros son los más longevos y prestigiosos del mundo. También encontramos en la ciudad a la Orquesta Álvarez Beigbeder, en funcionamiento desde 1998, fundada por el violista georgiano Archil Pochkua (profesor en la Real Orquesta Sinfónica de Sevilla) y el abogado jerezano Antonio de la Herrán. Esta orquesta ha viajado a Francia, Canadá, China y Rusia de la mano de los festivales Eurochestries en numerosas ocasiones, ha interpretado numerosas zarzuelas en conjunción con la Coral de la UCA (dirigida por Juan Manuel Pérez Madueño). Cuenta con un proyecto formativo, la Joven Camerata Jerezana, donde los músicos más pequeños aprenden a formarse en la práctica orquestal. Está bajo la dirección musical de José Colomé. Existen también diversas agrupaciones musicales, como la AM San Juan o la AM La Sentencia con más de treinta años de historia.

### Humorista
Luis Lara

### Flamenco

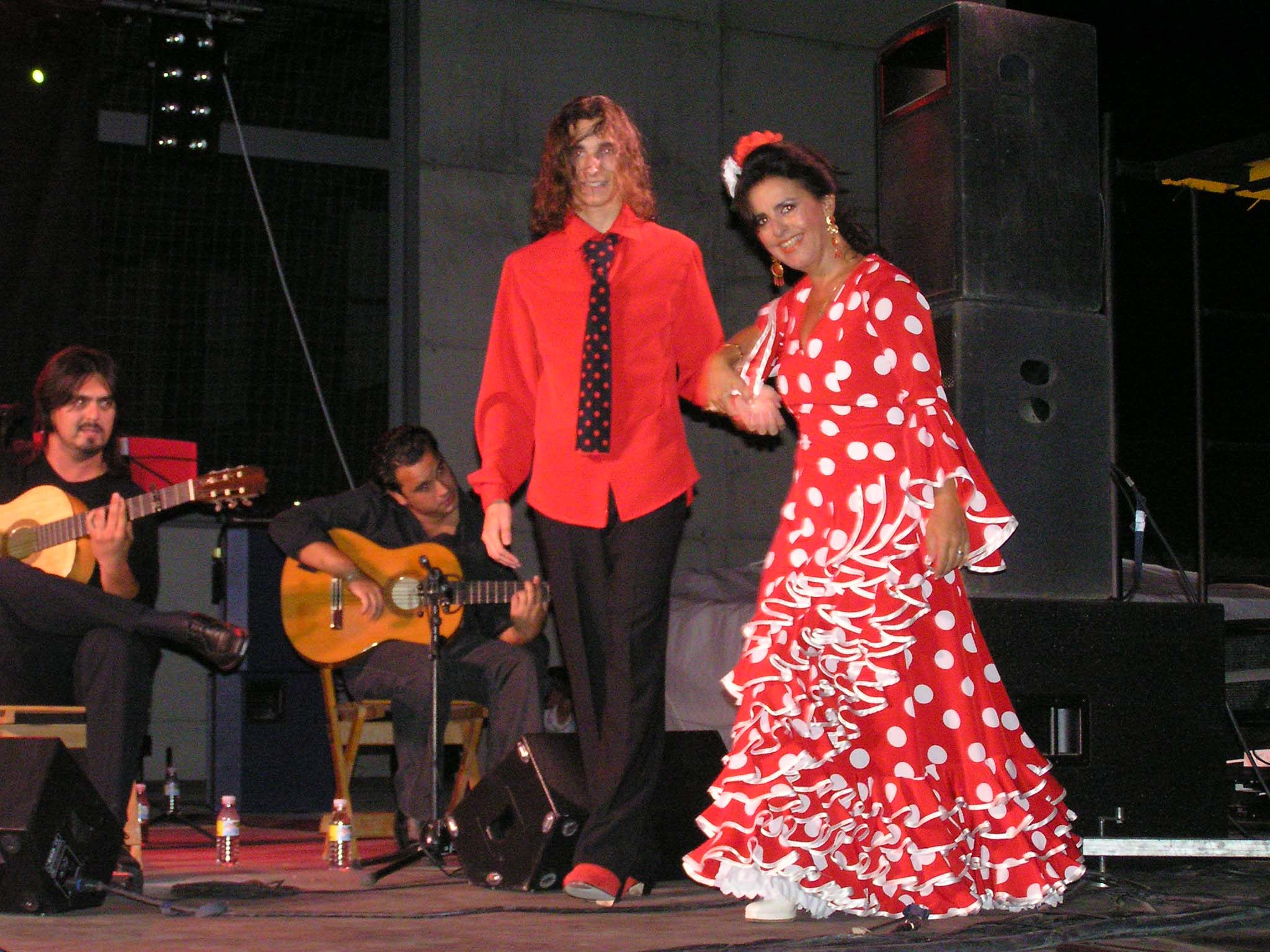
Tablao flamenco con María José Santiago

En la geografía del cante flamenco Jerez se considera la cuna del arte, destacando la bulería, junto con el tango, la seguiriya y la soleá. Esa afición se nota en el elevado número de actividades y peñas flamencas, 16 en la actualidad La más antigua de ellas, la Peña Flamenca Los Cernícalos data de 1969, siendo la tercera de España.
Entre los artistas fundamentales del flamenco en Jerez se encuentran diversas familias de origen gitano, destacan individualmente Antonio Chacón, Lola Flores, Manuel Torre, Terremoto de Jerez, Tío Borrico, La Paquera de Jerez, Agujetas, Manuel Morao, Sernita de Jerez, Parrilla de Jerez, José Mercé y Moraíto.
En Jerez (en el Palacio Pemartín) radica la Cátedra de Flamencología y Estudios Folclóricos Andaluces del Centro Andaluz de Flamenco (que sufrió cambios organizativos en 2008) y se proyecta la construcción de la Ciudad del Flamenco.
En 2013 se celebró Jerez 2013. Año del Flamenco, con la colaboración del gobierno central y la Junta de Andalucía.
En 2017 se convoca el Premio Internacional de Investigación del Flamenco Ciudad de Jerez, que aspira a convertirse en el referente mundial científico sobre este arte.

### El caballo

Exhibición de caballo cartujano

El caballo ha jugado un papel clave en la historia de Jerez. Desde los tiempos de los fenicios (siglo IV a. C.) ya había testimonios escritos por historiadores griegos sobre el especial cuidado que se les daba a los caballos en la zona. El primer cruce de caballos que se dio en Jerez data de los tiempos de la conquista musulmana, cuando estos cruzaron sus caballos árabes, conocidos como Pura Sangre Árabe, con el caballo local, dando como resultado el famoso caballo árabe español, conocido popularmente como pura sangre española o caballo andaluz. En el siglo XV los monjes de la Cartuja de Jerez llevaron a cabo un nuevo cruce. Esta vez los cartujos cruzaron el caballo hispanoárabe con uno de origen alemán, que dio lugar a la famosa raza cartujana, o caballo jerezano, que ha perdurado hasta nuestros días.
Igualmente, también tuvo gran importancia el deporte del polo, que contó con un club en 1870 (un año después de inventarse el deporte) y el jockey. Aunque algunas infraestructuras se han perdido (como el hipódromo de Chapín), mantiene diversas infraestructuras relacionadas con su crianza y explotación. Asimismo, se está desarrollando una incipiente industria de turismo equino. Jerez fue sede de los juegos ecuestres mundiales de 2002.
Fue elegida Ciudad Europea del Caballo 2018 en la Asamblea General de la Red de Ciudades Europeas del Caballo (Euro Equus).
Algunos complejos e instalaciones hípicas de la ciudad son:
- Complejo de alto rendimiento hípico de Chapín
- Real Escuela Andaluza de Arte Ecuestre
- Yeguada del Hierro del Bocado
- Depósito de Sementales (antigua Yeguada Militar), usado actualmente para actos ecuestres civiles[274]

### Otras instituciones

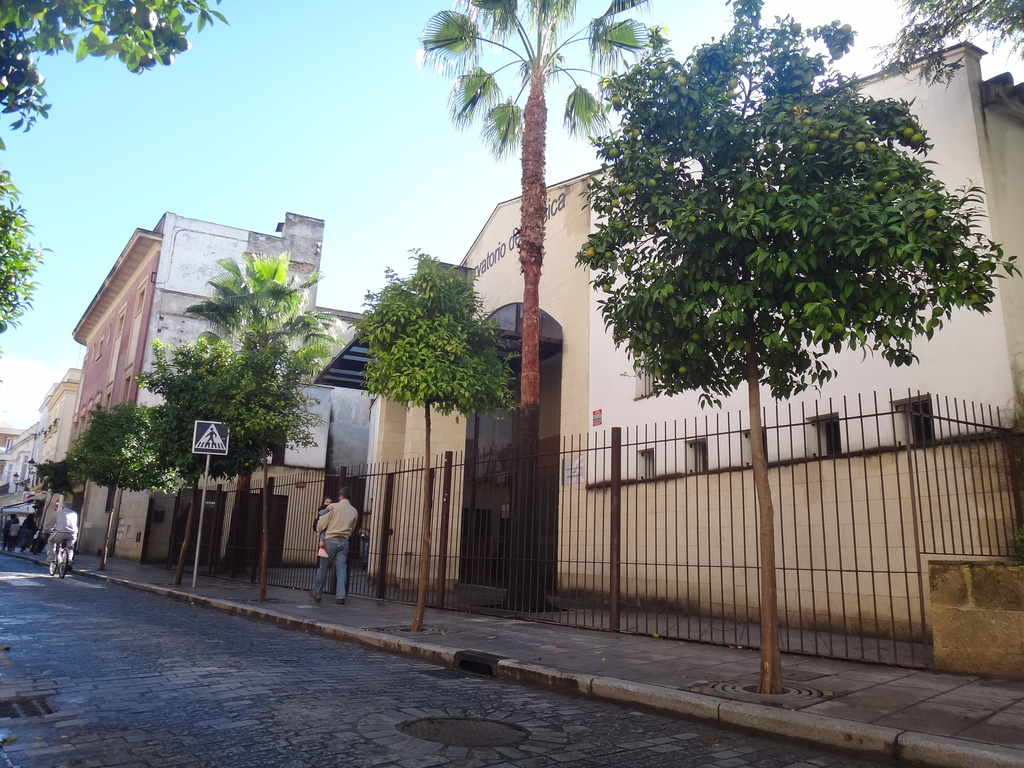
Conservatorio

- Real Academia San Dionisio de Ciencias, Artes y Letras de Jerez de la Frontera
- Ateneo Cultural de Jerez[275]
- Ateneo Cultural Andaluz[276]
- Compañía de teatro La Zaranda,[277] Premio Nacional de Teatro.[278]
- Conservatorio de Jerez de la Frontera, dedicado a Joaquín Villatoro.[279]
- Musicry, Centro de Estudios Musicales,[280]
- Teatro Estudio Jerez[281] (Escuela de Teatro y compañía de artes escénicas).
- Asociación Cultural Memoria Histórica Jerezana[282]
- Asociación Cultural Cine-Club Jerez: El Cine-Club Popular de Jerez es una asociación cultural fundada en 1976. Durante sus cuarenta y cuatro años de existencia ha recibido reconocimientos por su labor de difusión del cine, rescate de documentos cinematográficos perdidos, creación del Centro de Documentación Audiovisual y considerado uno de los más importantes de Andalucía.

### Religión

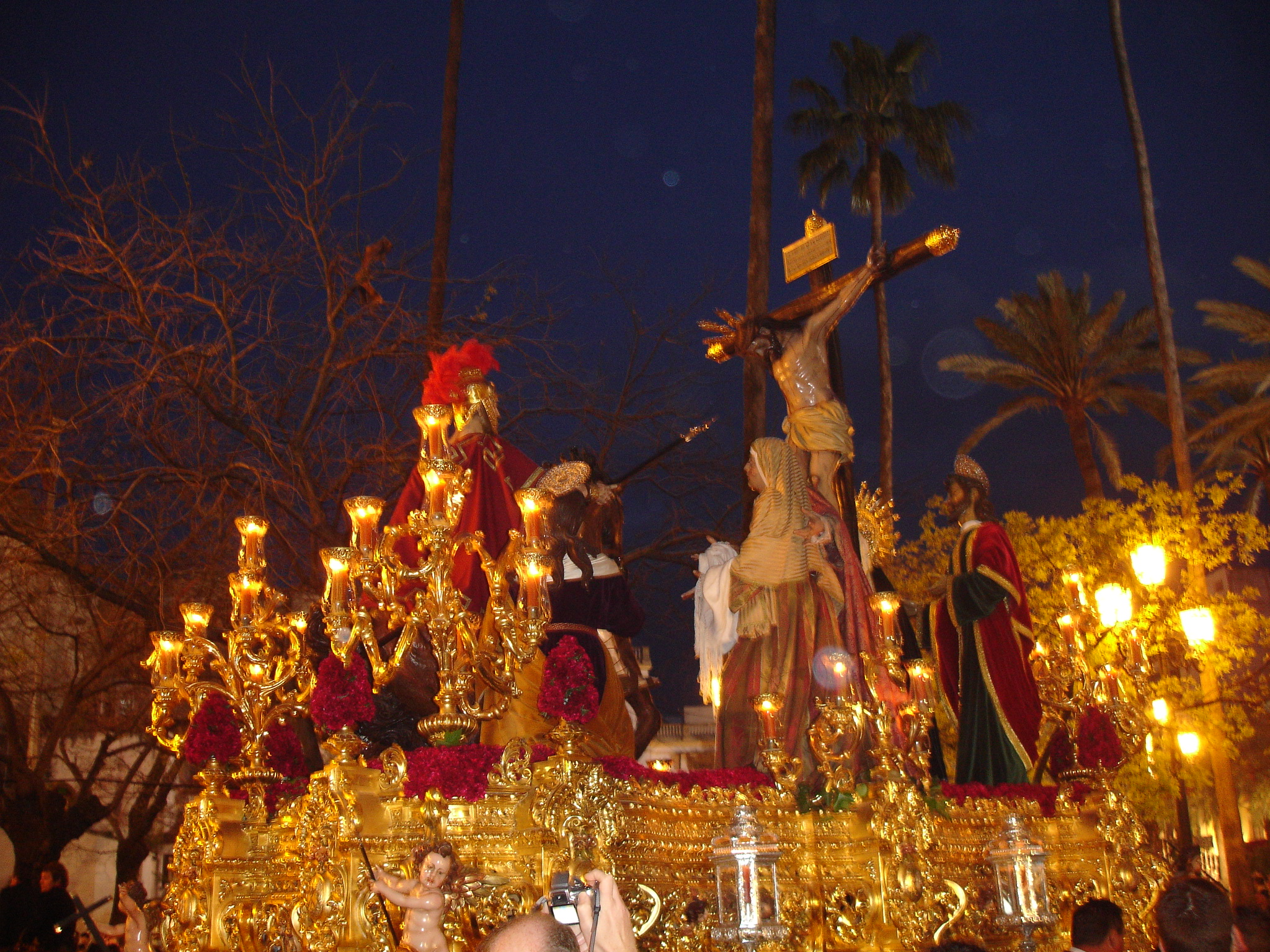
Semana Santa

La religión con más practicantes en Jerez es, a semejanza del resto de España, el cristianismo católico. Existen numerosos templos y lugares sagrados propios para el culto de esta religión en la ciudad. No obstante, en la ciudad existen diversos templos no católicos, como mezquitas e iglesias evangélicas. El cementerio municipal de Jerez tiene instalaciones para el enterramiento por el rito islámico.
Jerez tiene gran autonomía en su administración eclesiástica en Andalucía, es la única ciudad no capital de provincia, junto a Guadix, que es sede episcopal de una diócesis Católica. La diócesis, denominada Asidonia-Jerez en honor a la antigua diócesis de la provincia árabe de Saris, abarca la franja norte de la provincia de Cádiz, tomando como frontera natural al sur el río Guadalete. Las comarcas comprendidas en dicho terreno son la Costa Noroeste, la Campiña de Jerez y la sierra de Cádiz, junto con la mayor parte de la zona urbana de El Puerto de Santa María, al encontrarse en la ribera norte del río. El principal templo de la diócesis es la catedral de San Salvador y el obispado de la diócesis radica en el palacio de Bertemati, en la plaza del Arroyo.
Además de la Semana Santa también se celebran otras fiestas con carácter religioso, como el Corpus Christi, su patrón San Dionisio Areopagita y su patrona Nuestra Señora de la Merced (no así la Virgen del Socorro, copatrona). Igualmente las cofradías y congregaciones religiosas realizan obras sociales en el ámbito local.

### Deporte
En el siglo XIX la aristocracia de la zona se hizo eco de los primeros deportes modernos, creándose en la ciudad el primer club de polo de España (y cuarto del mundo) en 1864, y habiendo constancia de la celebración de un partido de fútbol en 1870.

#### Circuito de Jerez

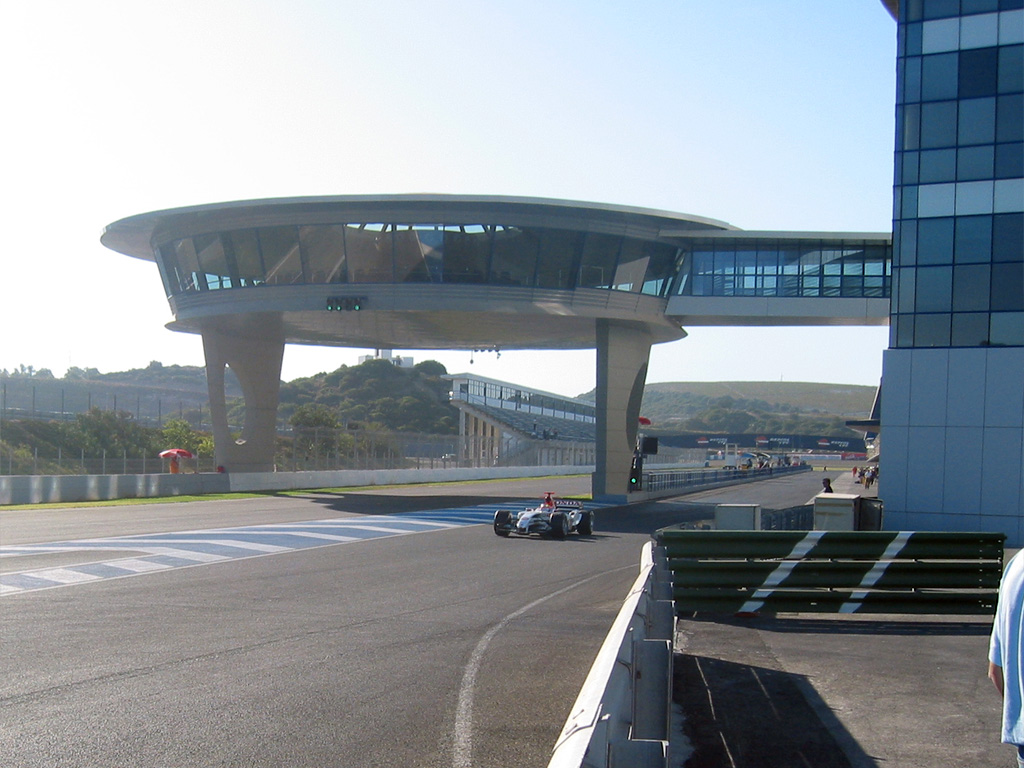
Circuito de Jerez

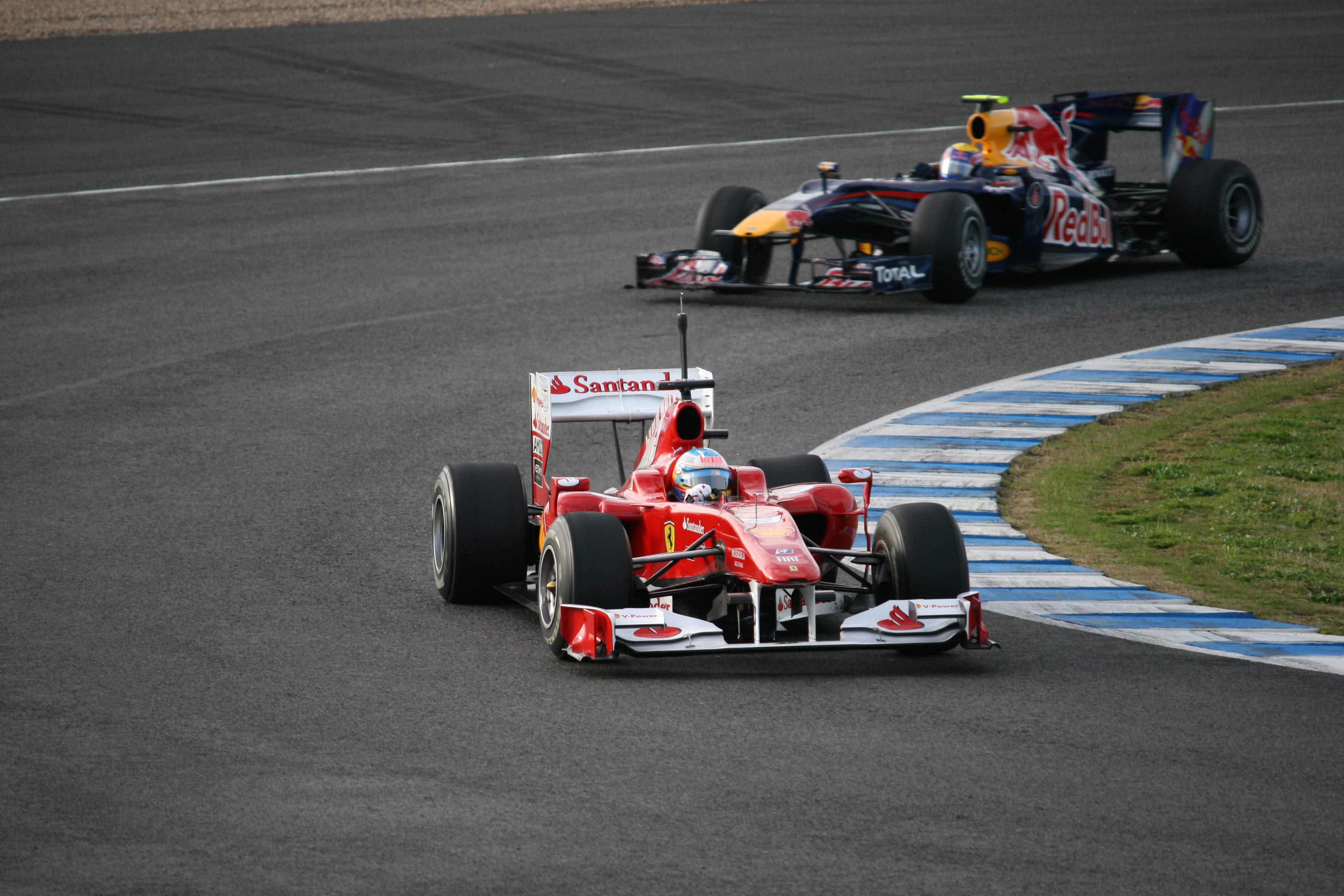
Fernando Alonso y Mark Webber en un test en 2010

Jerez de la Frontera ha realizado pruebas deportivas de motor desde que en 1958 se empezara a celebrar el Gran Premio Nuestra Señora de La Merced. Sin embargo, las mayores inversiones en infraestructuras deportivas de la ciudad se encuadran en el Circuito de Jerez, situado a 8 km al noreste de la ciudad.
El circuito de Jerez, anteriormente conocido de forma oficial como Circuito de Alta Velocidad de Jerez es un autódromo de 4423,101 m (2,752 millas) de longitud, construido en 1986 para albergar el Gran Premio de España de Fórmula 1. Tras la edición de 1990 perdió la organización de la carrera a manos del Circuito de Cataluña. Durante los años 1994 y 1997 el circuito fue sede del Gran Premio de Europa. Anualmente se realizan numerosas pruebas y es usado por muchas escuderías para realizar sus presentaciones oficiales de cara al comienzo de competición.
Desde 1987, un año después de su construcción, es el escenario del Gran Premio de España de Motociclismo, la prueba reina de la última edición, de 2009 tuvo un seguimiento en España de 3,2 millones de personas, un 36,6 % de cuota de pantalla. Además, la prueba suele tener altas audiencias en televisiones de todo el mundo. A la edición de 2009 llegaron 282 000 visitantes a la ciudad, dejando un gasto turístico de casi 57 millones de euros en Andalucía, la mayor parte en Jerez y las comarcas próximas.
La Federación Internacional de Motociclismo (FIM) designó a Jerez como Capital Mundial del Motociclismo en 2015. Esta capitalidad llevó a la ciudad otras pruebas como Enduro, Supermoto, Freestyle y Trial, además de la ya tradicional GP o Superbikes.
Además de las pruebas se creó el paseo de la fama de Jerez y el parque de las naciones, aprovechando y reformando el parque del Altillo para poner réplicas de otros circuitos del mundo y hacer un hermanamiento con otros países.

#### Complejo polideportivo de Chapín
Situado en el distrito Noreste, se encuentra el complejo polideportivo de Chapín, la mayor concentración de instalaciones deportivas de la ciudad. El estadio municipal de Chapín, propiedad del Ayuntamiento de Jerez, fue construido en 1988 y remodelado en 2002, y es la instalación más representativa del complejo. Tiene un aforo de 20 523 espectadores y actualmente es la sede de la Asociación Deportiva Xerez Deportivo Fútbol Club. En sus instalaciones juegan sus partidos como locales el Xerez Club Deportivo y el Xerez Deportivo FC. En este estadio también cabe destacar como el Xerez Club Deportivo, club histórico de la ciudad, marco una época en el fútbol jerezano con su ascenso a la primera división de fútbol español en la temporada 2009/2010. También realizan entrenamientos y pruebas de atletismo el Atletismo Chapín Xerez Deportivo FC.
La selección nacional de fútbol de España jugó en él un partido amistoso contra Alemania en 1995. En el año 2002 se celebraron los Juegos Ecuestres Mundiales de 2002, por lo que el estadio sufrió una importante remodelación. También fue una de las sedes del trofeo internacional de clubes Peace Cup de 2009 y es frecuente escenario de diversas pruebas de atletismo. El complejo polideportivo Chapín, también es el centro del varios equipos de atletismo. Entre ellos el Atletismo Chapín Xerez Deportivo FC, uno de los mejores equipos de atletismo español, que durante los años 2001 a 2008 revalidó el título de campeón de España por clubes masculinos ininterrumpidamente. Ha sido campeón de la Copa del Rey de Atletismo en varias ocasiones. En la prueba de 300 m celebrada durante la III Reunión Internacional de Atletismo Ciudad de Jerez, celebrada en Chapín el 3 de septiembre de 1990, fue batido el récord del mundo por dos atletas, el cubano Roberto Hernández y el estadounidense Danny Everett, que en la misma carrera hicieron el mismo tiempo (31,48 segundos). Esta marca estuvo vigente como récord del mundo durante diez años, hasta que el estadounidense Michael Johnson realizó una marca de 30,85 segundos.
El complejo también cuenta con el Palacio Municipal de Deportes, que es sede habitual del club de baloncesto femenino Chapín Jerez Baloncesto (Chajeba), campeón de Andalucía en 2009 y que militó en Liga Femenina 2 en la temporada 2009-10, y el club de baloncesto DKV Jerez, que milita en la Liga EBA (cuarta categoría del baloncesto español). La selección de baloncesto de España jugó en partido amistoso en este palacio en 2006. Las instalaciones cuentan también con pistas para la práctica de fútbol sala y vóleibol. El estadio fue remodelado en 2019

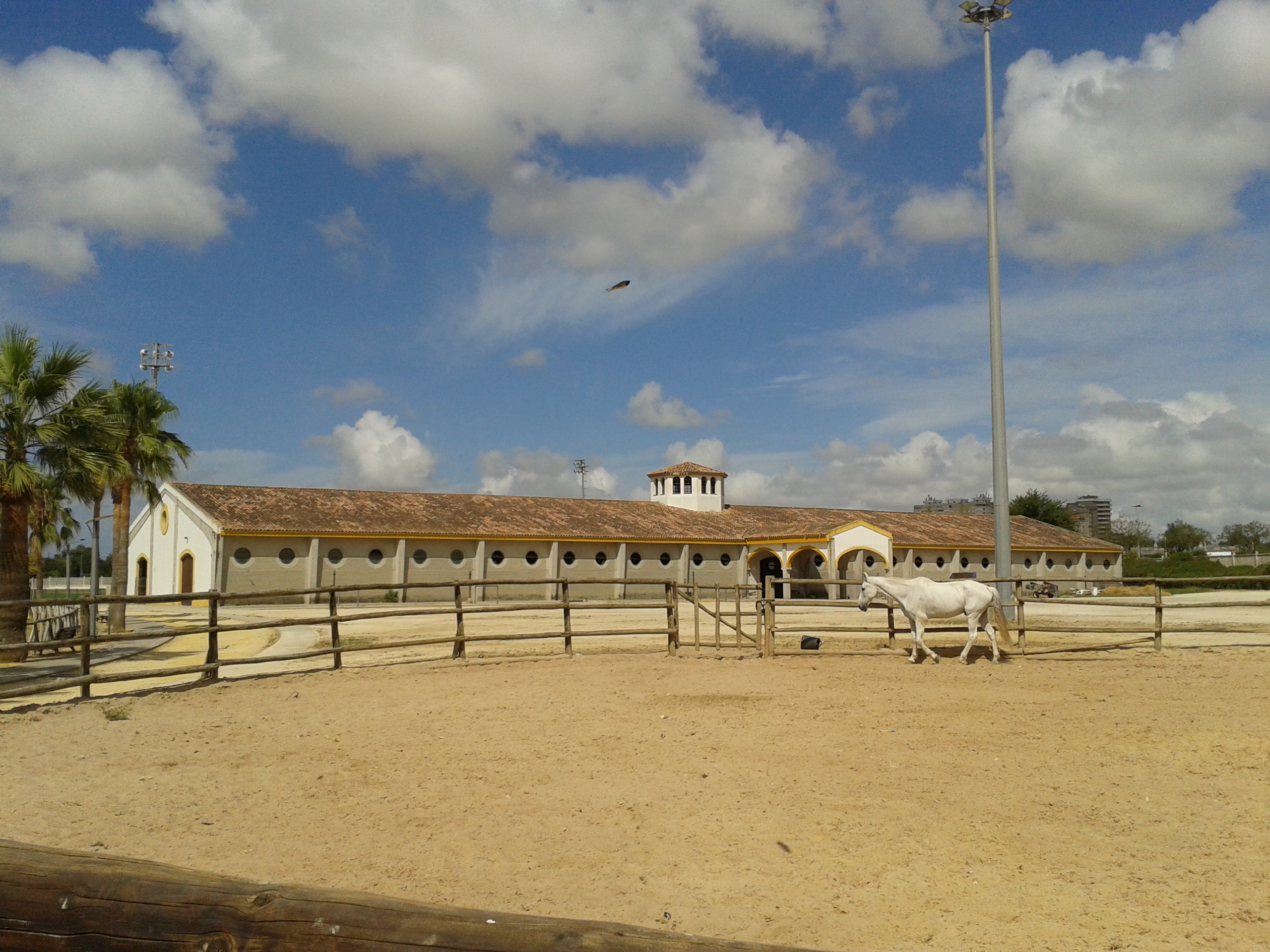
Instalaciones hípicas

Por otra parte, en las instalaciones hípicas se encuentra la Escuela Municipal de Equitación. Igualmente el Instituto Andaluz del Deporte realiza formación de titulaciones oficiales (modalidad hípica).
En la Pradera Hípica de Chapín, también denominada simplemente La Pradera, se encuentra situado el campo de rugby donde entrena y disputa sus partidos oficiales el Club Rugby Xerez Deportivo FC. Este amplio recinto es usado como zona de entrenamiento de los equipos de fútbol locales, otros clubs de diferentes disciplinas deportivas, así como zona de recreo y ocio abierta al público en general. También es usado por clubes de otras disciplinas deportivas, como el club de béisbol Venenciadores de Jerez Béisbol Club y el Club Jerez Quidditch quienes a falta de terrenos en la ciudad dedicados a estos deportes, realizan sus entrenamientos en esta pradera.
Junto a La Pradera se encuentra un skatepark remodelado en 2019. Club de tenis y pádel y la sede de la Asociación Tenis Jerez (ATJ), el cual ha sido sede de muchos importantes torneos a nivel autonómico.
Es el escenario habitual del Jerez Industrial CF, equipo de fútbol que milita en la Primera División Andaluza así como otros conjuntos de la ciudad. El recinto deportivo dispone de un campo de césped natural con un aforo de 5000 espectadores, un campo de césped artificial anexo para los entrenamientos, un gimnasio y un polideportivo cubierto.

#### Otros complejos deportivos

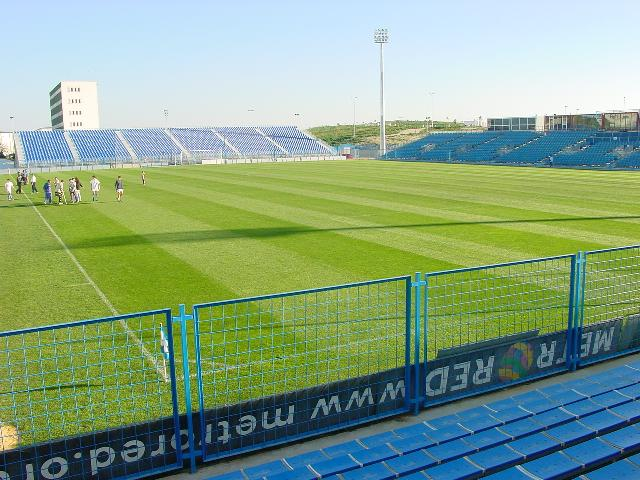
Estadio Pedro S. Garrido, llamado anteriormente Estadio de la Juventud

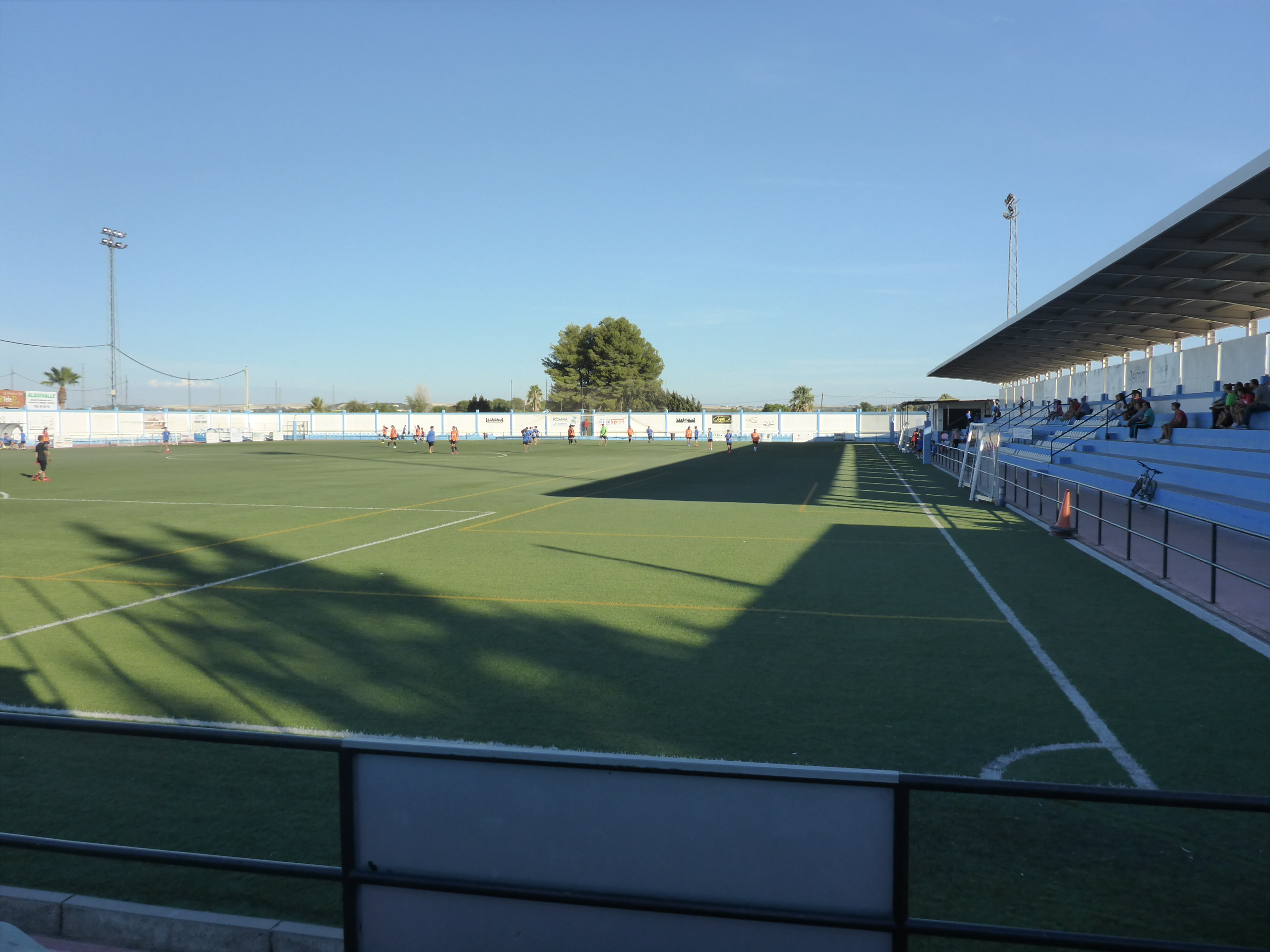
Estadio municipal de Guadalcacín

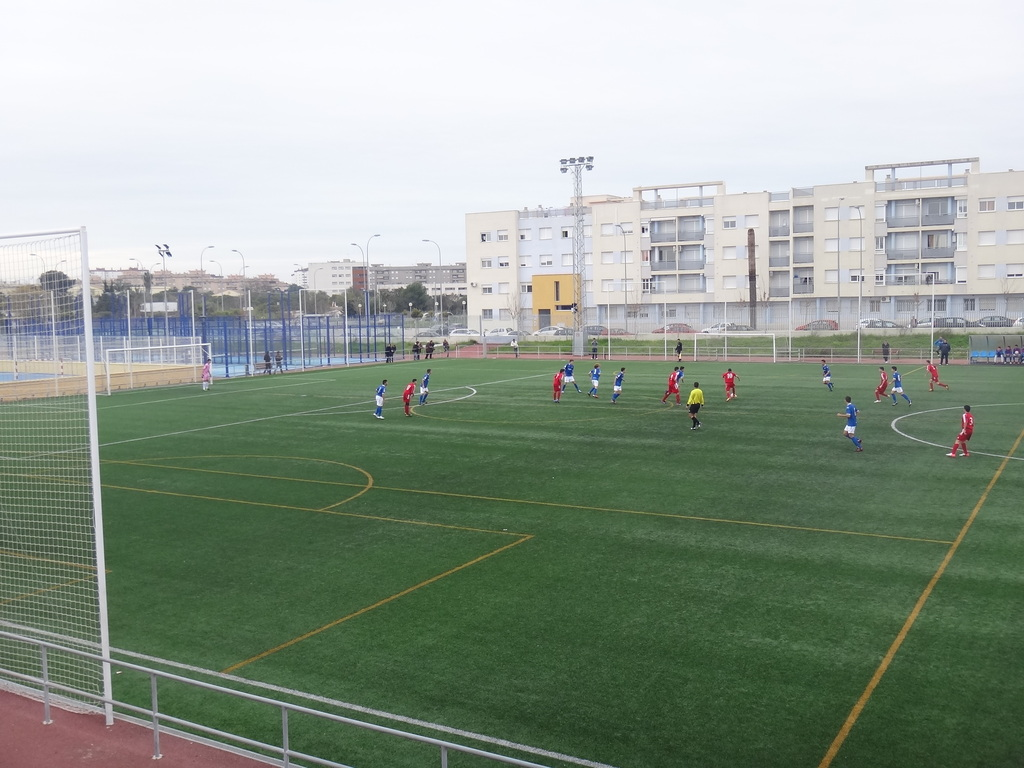
Complejo deportivo de La Granja

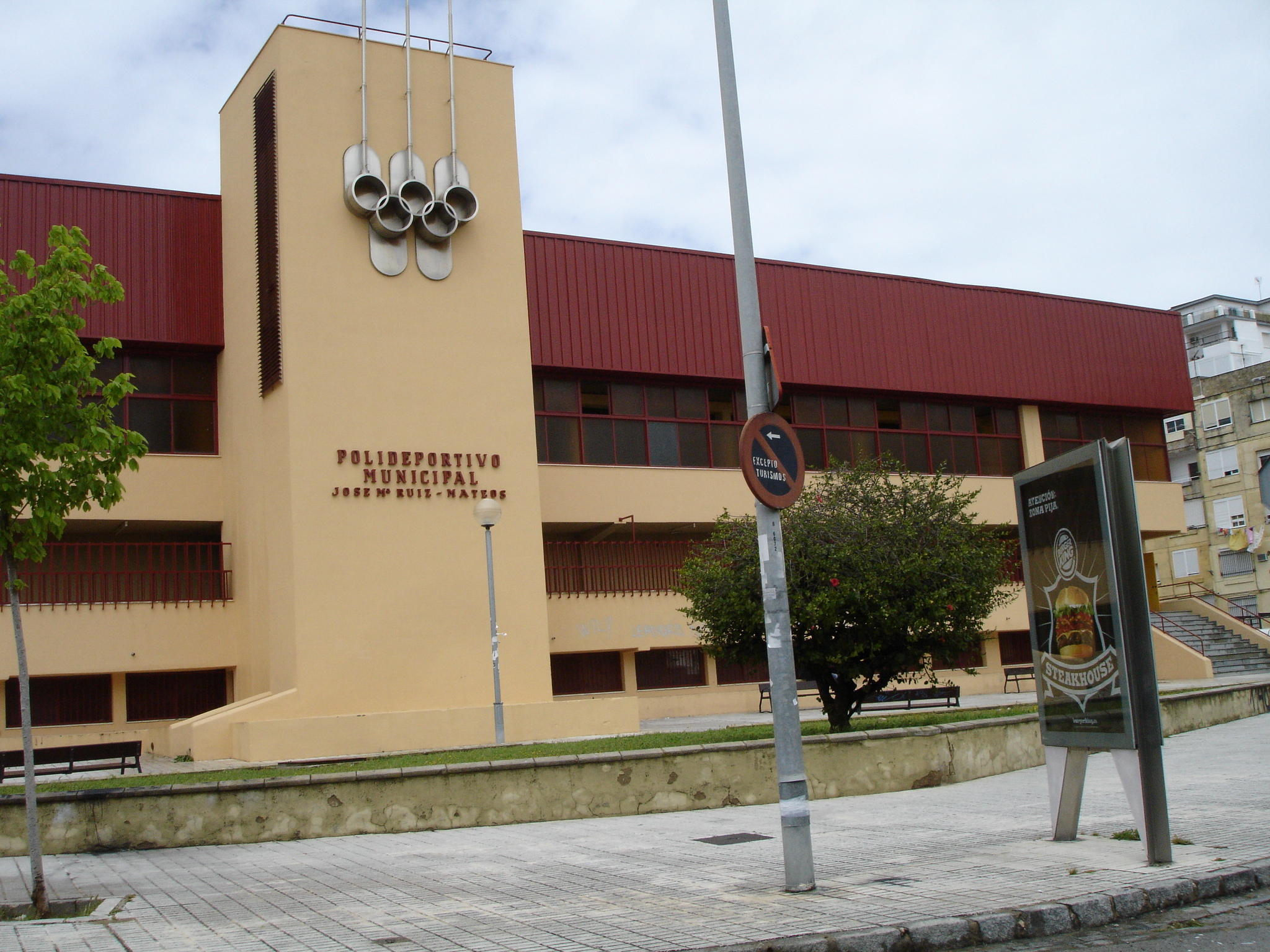
Pabellón Ruiz-Mateos

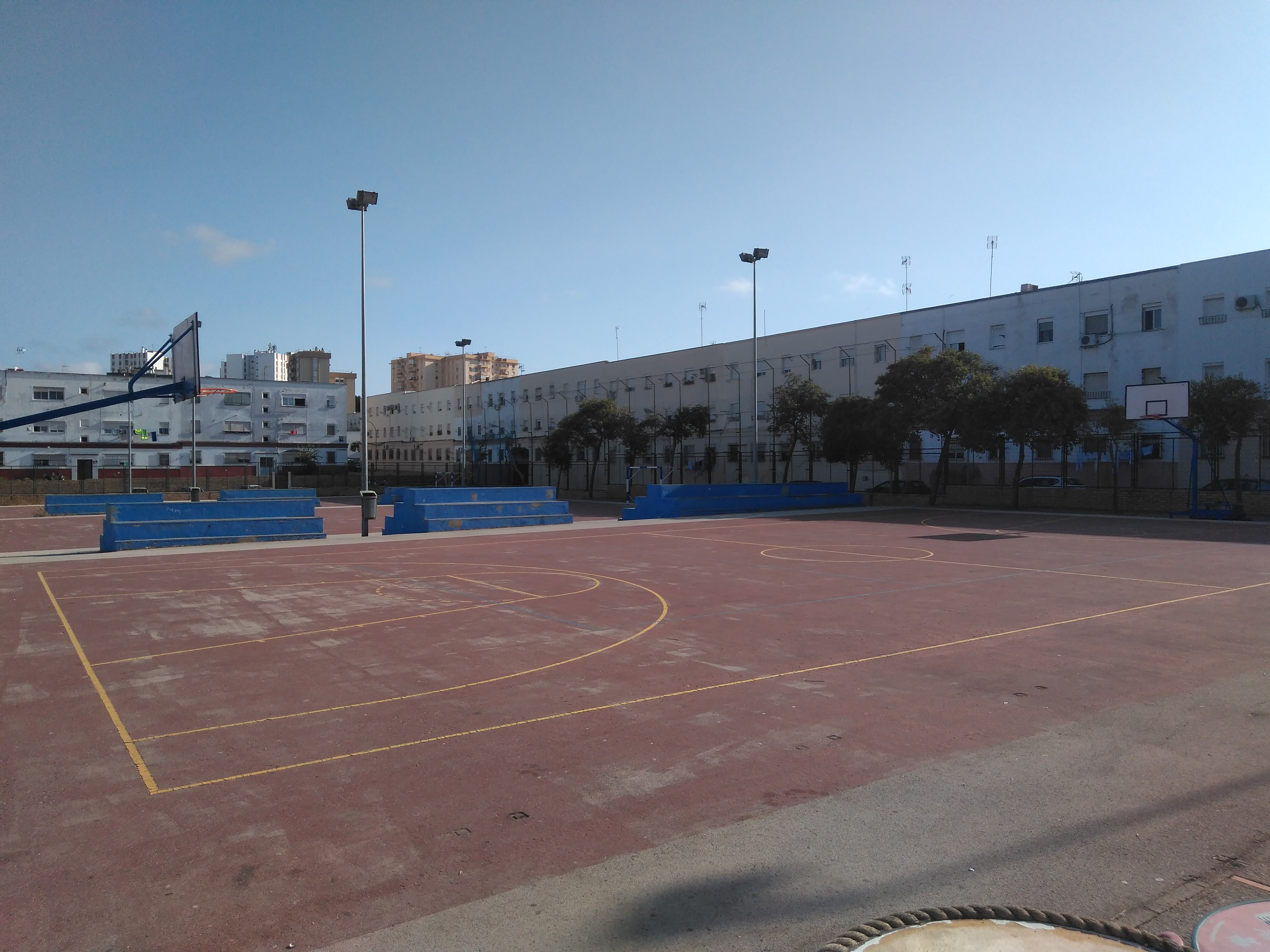
Polideportivo de La Asunción

Jerez cuenta con otras instalaciones dotadas para la práctica del fútbol y el deporte, de estos los más relevantes son:
- Estadio Pedro S. Garrido, situado en el Distrito Sur cuenta con un aforo de 5000 espectadores, unas dimensiones de 108 x 69 m y con toda la normativa de la LFP para la práctica del fútbol profesional. Fue el primer complejo deportivo construido en la ciudad.[311] Antiguamente, el campo de fútbol pertenecía al albergue juvenil que se encuentra en las proximidades del mismo, de donde recibe su nombre. Es el escenario habitual del Jerez Industrial CF, equipo de fútbol que milita en la Primera División Andaluza así como otros conjuntos de la ciudad. El recinto deportivo dispone de un campo de césped natural con un aforo de 5000 espectadores, un campo de césped artificial anexo para los entrenamientos, un gimnasio y un polideportivo cubierto dedicado a Antonio Vega «Veguita».[312]
- Estadio municipal Antonio Fernández Marchán, sede del CD Guadalcacín, equipo que compite en la tercera división. Construido sobre las antiguas campas que existían en la entidad, en la década de los 90, el ayuntamiento llevó a cabo una reforma de las instalaciones. En año 2010, se le da el nombre de Antonio Fernández Marchán al Estadio.
- Complejo deportivo de La Granja, situado en el barrio homónimo en el distrito noroeste. Es la sede habitual del CD Pueblo Nuevo. Estas instalaciones cuentan con dos campos de fútbol, con una grada con capacidad para 600 personas, una pista de fútbol-sala, dos pistas de petanca y cuatro pistas de pádel.
- Campo de fútbol de La Canaleja, sede habitual del Xerez Club Balompié, situado en el barrio del mismo nombre en el distrito Este tiene una capacidad para 1000 personas. Se compone de un campo de fútbol de césped artificial, con unas dimensiones de 100 x 63 m. En su interior están también señalizados 2 campos de fútbol 7, con unas dimensiones de 63 x 40 m. Las instalaciones se completan con 4 vestuarios para equipos y un vestuario para árbitros, además de dos oficinas. Dentro de las Instalaciones se ubican también 4 pistas de pádel y una zona de petanca, además de una zona de aparcamiento.
- Estadio Manuel Millán, se encuentra en el barrio de San Ginés de la Jara, junto al Polígono San Benito. Cuenta con campos de fútbol de césped artificial y albero, pistas de fútbol sala, zonas recreativas, grandes aparcamientos y las oficinas. Es la sede del San Benito CF.
- Campo de fútbol Juan Fernández Simón, se encuentra en el barrio de San José Obrero, en la periferia de la ciudad, junto al paso de la vía férrea a la entrada de la ciudad y a la pedanía de Guadalcacín. Es la sede del CF San José Obrero.
- Campo de fútbol de Picadueña, se encuentra en el barrio de Picadueñas, junto a la N-IV a su paso por la ciudad. Construido en 2015, cuenta con un campo de fútbol de césped artificial y tiene unas gradas con capacidad para 150 personas. También cuenta con un polideportivo.[313]
- Polideportivo Ruiz-Mateos, es una instalación deportiva que dispone de 4 campos para la práctica de diversas actividades deportivas como por ejemplo: fútbol sala, fútbol, boxeo, halterofilia, gimnasia. Ha albergado importantes competiciones deportivas como el Pre Europeo de Vóley, el Campeonato Europeo de Baloncesto Femenino de Selecciones nacionales, torneos internacionales de fútbol sala y la Sede Mundo Vóley 90.[314] El pabellón es sede del Xerez Toyota Nimauto que compite en la segunda división B de fútbol sala.
- Estadio Domecq, fue el primer estadio de fútbol construido en Jerez de la Frontera. Construido en el año 1923, fue sede del Xerez CD y del Jerez Industrial CF. En 1932 sufrió una serie de reformas para albergar partidos de categorías más altas del fútbol español. Fue derribado el 7 de junio de 1988, año en el que Xerez CD se traslada al recién inaugurado estadio municipal de Chapín. Actualmente la urbanización Parque Stadium está situada donde antiguamente estaba el estadio.
- Piscinas José Laguillo.[315]

#### Otros deportes
Jerez ha sido elegida por la Vuelta Ciclista a España para iniciar o finalizar varias etapas durante las ediciones de los años 1950, 1970, 1979, 1984, 1986, 1992, 1997 y 2013. Varias de estas etapas han sido pruebas contrarreloj con inicio y fin en la propia ciudad. En la edición de 1986, fue elegida para desarrollar la última etapa (siendo una de las sólo siete ciudades final de la carrera), siendo esta una contrarreloj por las calles de la ciudad y terminando ese año la prueba. En 2014, se realizó una contrarreloj por equipos de 12,6 kilómetros que discurrió por un trazado urbano a través de los puntos más emblemáticos de la ciudad.

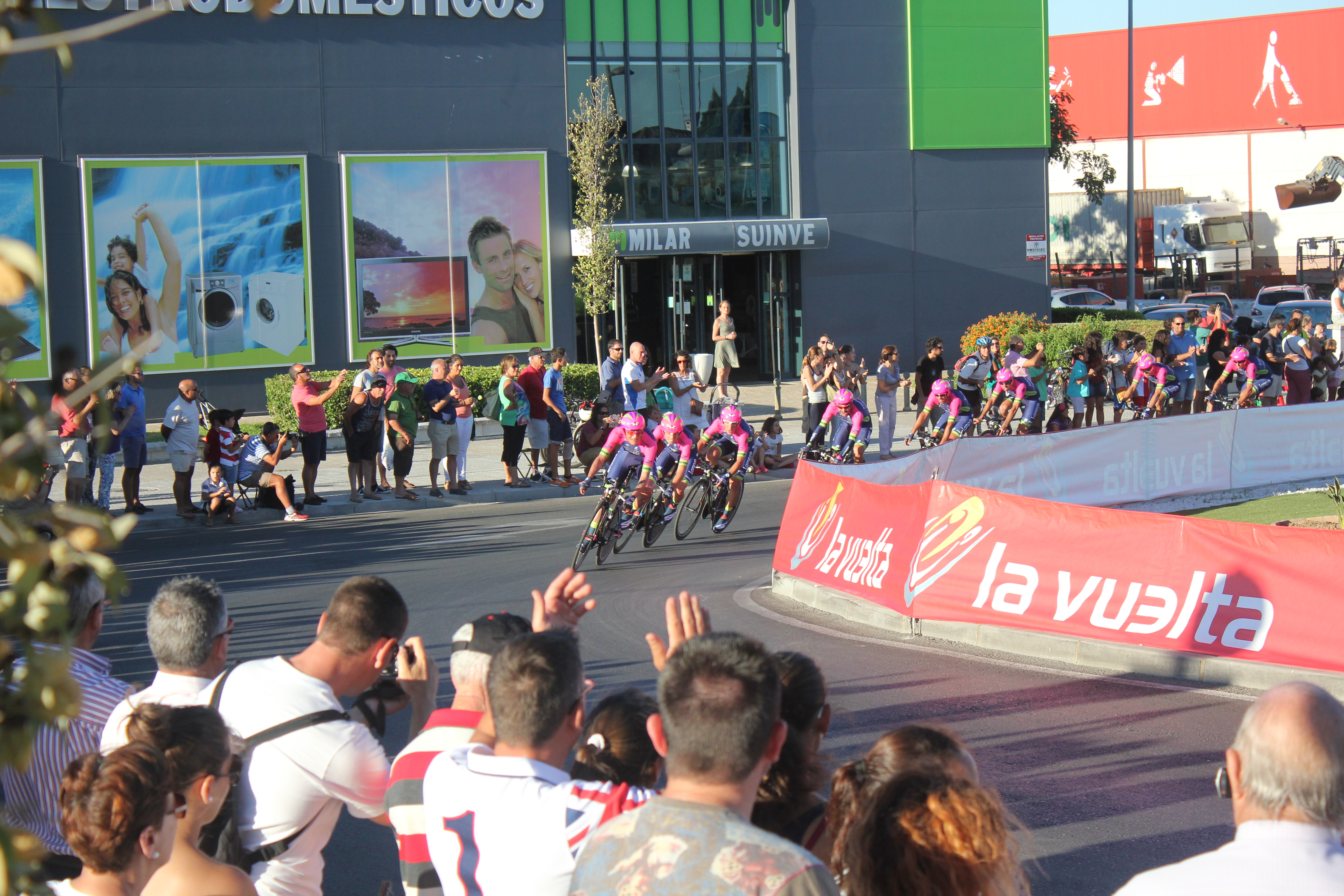
Vuelta Ciclista a España 2014

Jerez ha sido sede del primer Eurobasket femenino celebrado en España. El campeonato se celebró en septiembre de 1987, en el que participaron 12 selecciones nacionales, llevándose a cabo los partidos celebrados en la sede jerezana en el Pabellón de Deportes Ruiz-Mateos.
Otros equipos importantes de la ciudad son el Club Natación Jerez, ganador de varios campeonatos en diversas categorías, ha conseguido el Campeonato de España Máster en varias ocasiones. Así como el Club Gimnasia Rítmica Jerez, participante en varias competiciones andaluzas y con componentes campeonas de Andalucía. Todos ellos desarrollan su actividad en las distintas piscinas cubiertas públicas de la ciudad.
Respecto al golf, la localidad cuenta con un campo municipal al sur de la ciudad (Sherry Golf Jerez) y el campo de Montecastillo, al noreste, en un lujoso complejo hotelero que incluye centro de alto rendimiento deportivo usado para concentraciones de equipos de élite como Manchester United o el Real Madrid.

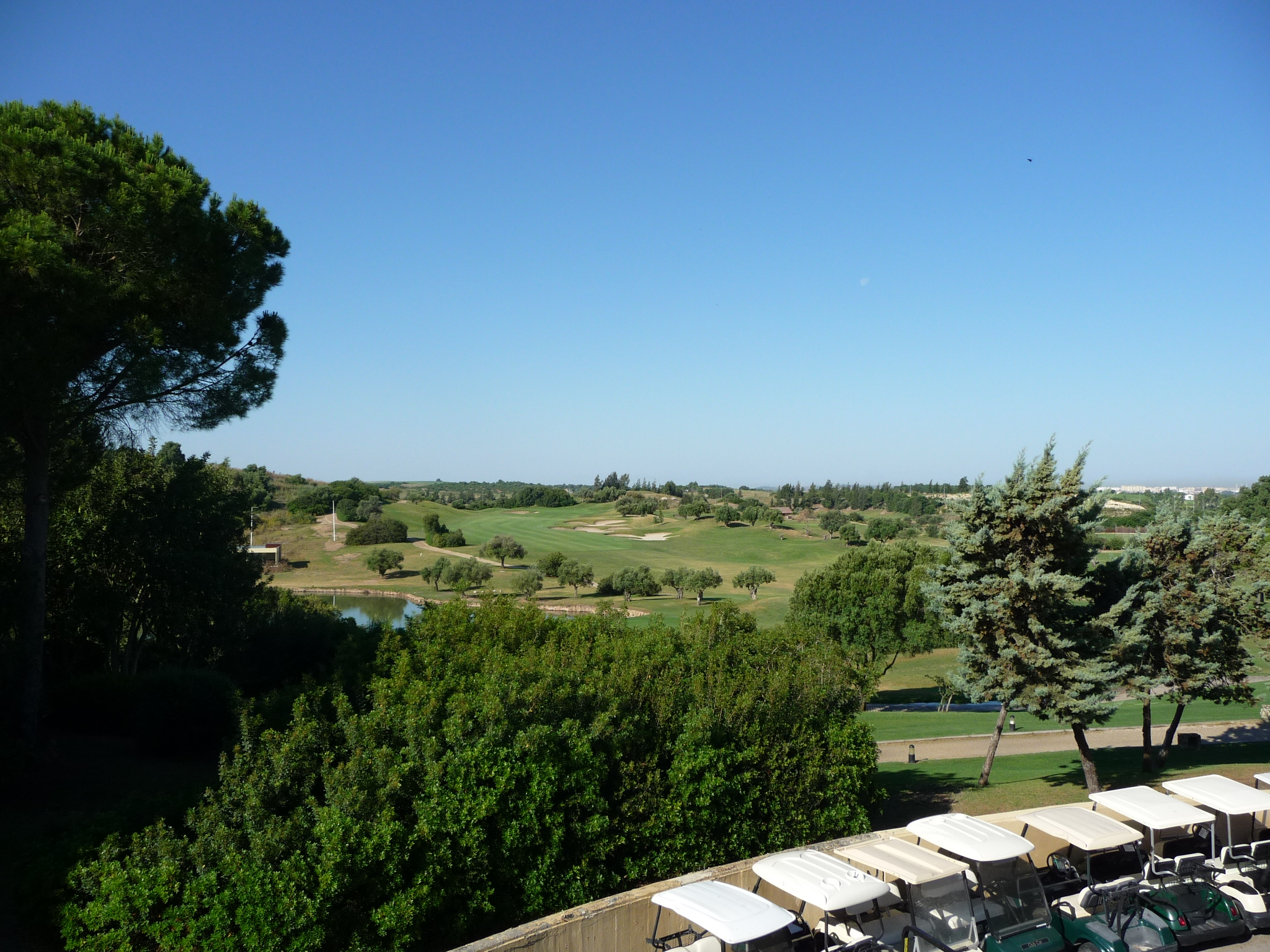
Golf Montecastillo

La ciudad es sede de la carrera de galgos más antigua de España, la Copa La Ina de Galgos, con 100 años de antigüedad.
Durante la década de los 90, Jerez contó con el único equipo andaluz en División de Honor de fútbol sala, el Garvey Jerez (después llamado Caja San Fernando). Llegó a clasificarse para los play-off en una ocasión y fue premiado con el trofeo a la deportividad de la Liga. Por sus filas pasaron destacados jugadores como Manolo Oliva (portero de la selección española de fútbol sala) y Nilo. Sin embargo, el traslado a San Fernando para jugar sus partidos debido a las obras en su pabellón habitual hizo que el equipo descendiera y comenzara una serie de problemas económicos que provocaron su desaparición.
Igualmente, Jerez es sede del Club Montañero Sierra del Pinar, uno de los clubes de alpinismo más antiguos de Andalucía.
Destaca en el siglo XXI el equipo de fútbol aficionado Alma de África, que tiene a jugadores africanos y refugiados como forma de visibilizar la situación del colectivo.
Desde 1979 existe el grupo de Investigaciones Espeleológicas (GIEX), fruto de la unión del grupo de Exploraciones Subterránea (GEX) y el Grupo de Investigaciones Espeleológicas en 1974, que recogieron el testigo de la práctica de la espeleología en Jerez tras la Sociedad Espeleológica Científico-Deportiva Montesinos, creada en 1955. Esta asociación ha destacado por su aportación en las cuevas y simas kársticas principalmente andaluzas, realizando tanto rescates como estudios científicos (Sistema Ramblazo-Parralejo-Cueva del Agua, Sala GIEX en la Sima de Cacao, etc).
La ciudad cuenta con un club de tenis, la Asociación de Tenis Jerez.

### Medios de comunicación

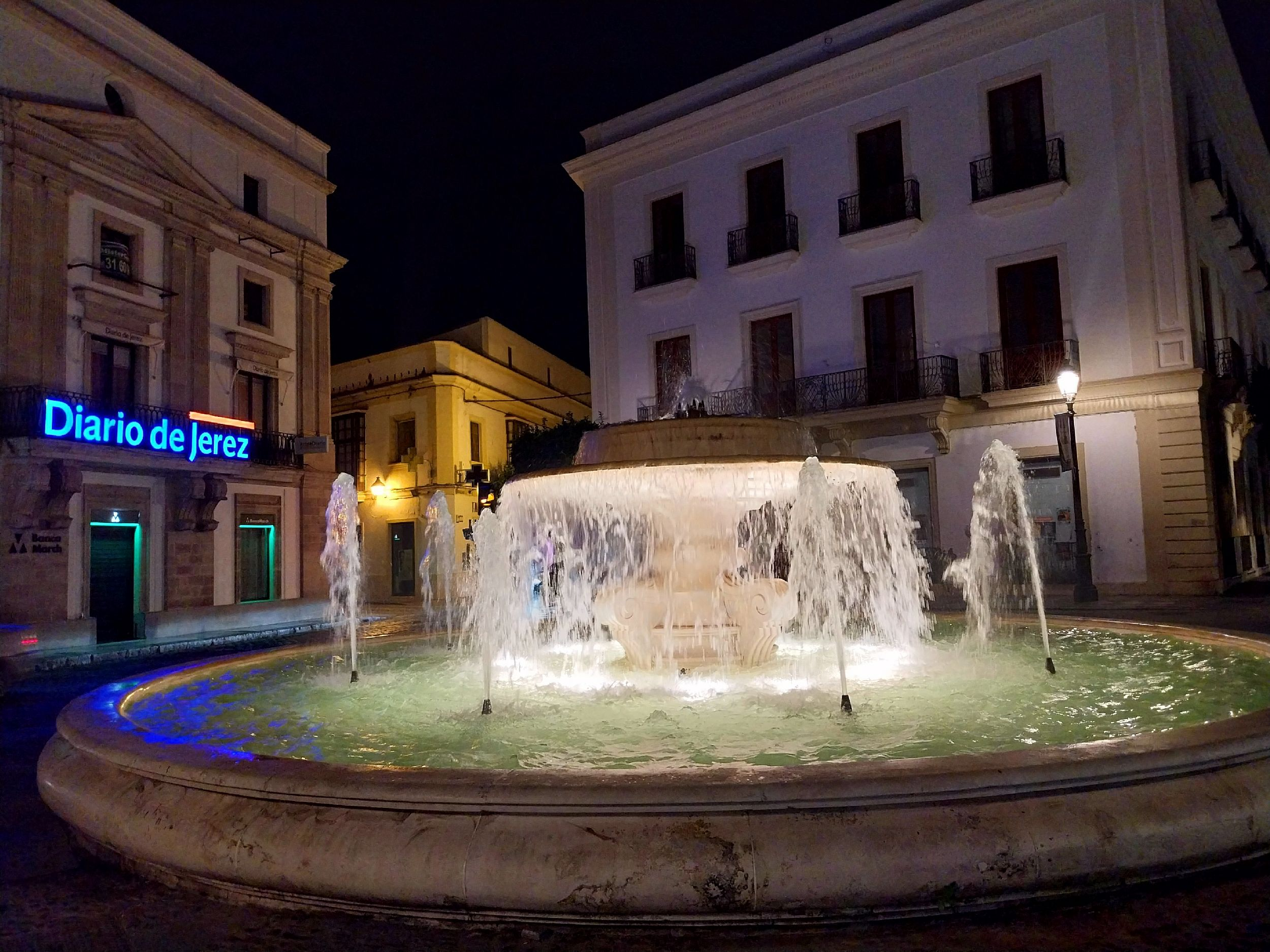
Sede de Diario de Jerez en la Rotonda de los Casinos.

#### Periódicos
- Diario de Jerez, del Grupo Joly.
- lavozdelsur.es, diario digital de Jerez y también de ámbito provincial[332]
- MasJerez, diario digital de noticias de Jerez
- Sociedad Magazine, revista digital perteneciente a Grupo Claver&Egler[333]
- JerezLocal, diario digital de noticias.[334]
- elMira, diario digital de noticias de la ciudad y la comarca[335]
- Información Jerez y Viva Jerez, del Grupo Publicaciones del Sur
- JerezSinFronteras.es, diario digital de noticias[336]
- Viva Jerez, edición local de andaluciainformacion.es[337]

#### Emisoras de radio
- Onda Jerez Radio, de Onda Jerez Radio Televisión, emisora municipal
- Frontera Radio, radio comunitaria de ámbito local de la zona este de Jerez
- Radio Occidental y Radio Jerez, de la Cadena Ser
- Onda Cero Jerez, de Onda Cero
- Radio Cope Jerez, de la Cadena Cope

#### Emisoras de televisión
Actualmente emiten en televisión digital tres televisiones locales, Onda Jerez Televisión, de emisora municipal, Onda Luz y 8 Televisión.
Jerez de la Frontera, junto con Sanlúcar de Barrameda, Rota, Chipiona y Trebujena conforman la demarcación de televisión digital terrestre TL05CA, denominada Jerez de la Frontera y que ocupara el canal 30 de la señal. Onda Jerez Radiotelevisión, por ser la televisión local pública de la ciudad cabecera de demarcación recibió de forma automática su licencia. Un segundo canal local público tendrá la misión de cubrir el resto de ciudades enmarcadas en el territorio (la Costa Noroeste), teniendo que llegar al 95 % de la población en 2012. Además, el día 29 de julio de 2008, la Junta de Andalucía otorgó tres licencias privadas, recayendo sobre las empresas Producciones Antares Media SL, Alcestes SLU y A.Ruiz-Berdejo.

## Ciudades hermanadas

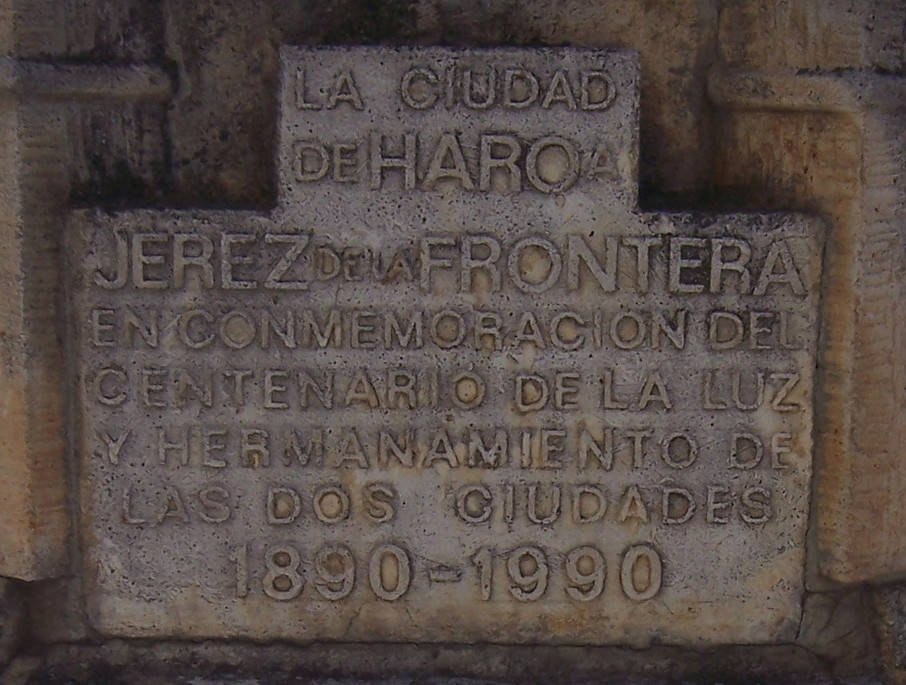
Placa de hermanamiento incompleto en Haro

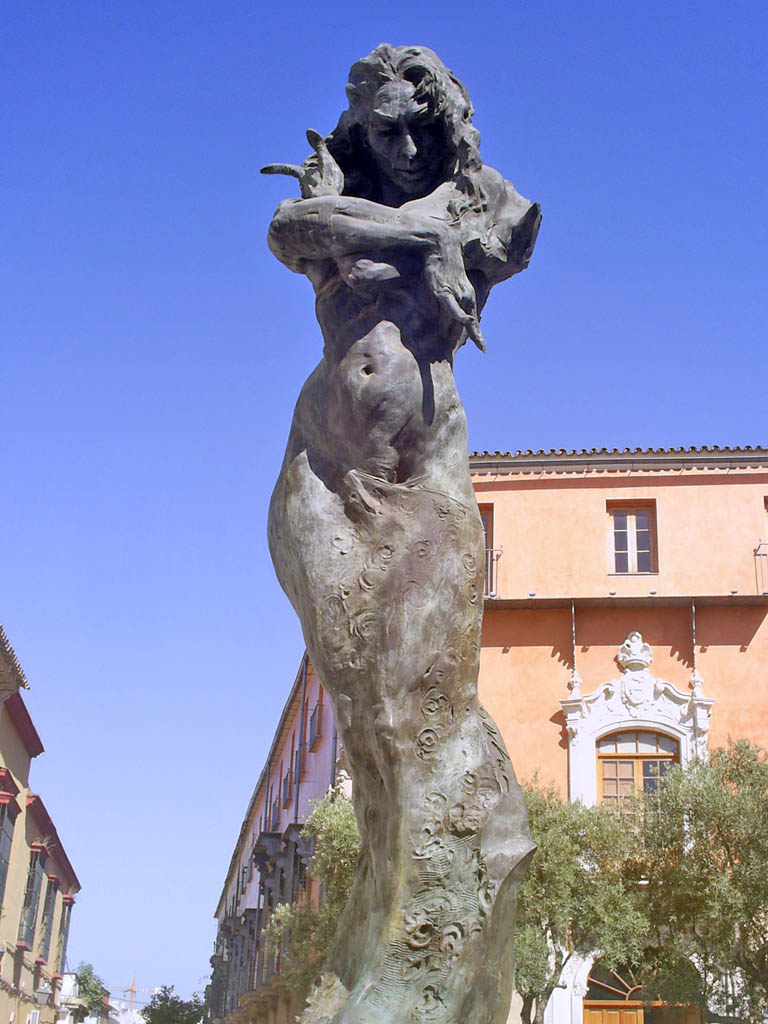
Monumento a Lola Flores

Las ciudades con acuerdos de hermanamiento con Jerez de la Frontera son:
- Córdoba (España, desde 1964)
- Arlés (Francia, desde el 29 de julio de 1980)[341]
- Tequila (México, desde el 27 de abril de 1982)[341][342]
- Cognac (Francia, desde el 16 de septiembre de 1989)
- Kiyosu (Japón, desde el 19 de enero de 1994)[341][343]
- Biarritz (Francia, desde el 21 de marzo de 1997)[341]
- El Paso (Estados Unidos, desde el 30 de enero de 1998)[341][344]
- Foz de Iguazú (Brasil, desde el 30 de enero de 1998)[341]
- Ciudad Juárez (México, 30 de enero de 1998)
- Zacatecas (México, desde el 28 de junio de 2005)[345]
- Pisco (Perú, desde el 6 de septiembre de 2006)[341][346][347]
- Moquegua (Perú, desde el 6 de septiembre de 2006)[341][346]
- Mexicali (México, desde 2006)
- Castro-Urdiales (España, desde el 15 de mayo de 2014)[348]
- Waregem (Bélgica)
- Almonte (España)[341]
- Sevilla (España)[341]
- Pardubice (República Checa)[341]

El 17 de septiembre de 1990 se comenzó un proceso de hermanamiento con la localidad riojana de Haro para conmemorar el centenario de que ambas ciudades fueron las primeras en tener un alumbrado público eléctrico de España, pero no llegó a completarse por circunstancias protocolarias. También se comenzó un proceso de hermanamiento con Jerez de García Salinas, en México, pero no llegó a completarse oficialmente.